# Kryteria oceny stanu ekologicznego wód powierzchniowych w Polsce
Kryteria oceny stanu ekologicznego wód powierzchniowych w Polsce – dające się zmierzyć parametry środowiska wodnego, które są stosowane w monitoringu jakości wód w Polsce do oceny ich stanu ekologicznego, czyli do klasyfikacji ich jakości. Początkowo były to kryteria dopuszczalnych poziomów zanieczyszczenia wody, następnie kryteria wyznaczające granice trzech klas czystości wód, a od czasu przyjęcia przez Polskę ramowej dyrektywy wodnej pięciu klas jakości, czyli poziomów stanu ekologicznego we współczesnym znaczeniu.

## Kryteria ogólne
W czasach, gdy Polska wchodziła w skład Rady Wzajemnej Pomocy Gospodarczej, organizacja ta rekomendowała trzy rodzaje kryteriów:
- ekologiczne
  - kryteria składu wód jako systemu ekologicznego
  - kryteria jakości wód jako zasobu przyrodniczego i czynnika kształtującego środowisko
- ekonomiczne (efektywność ochrony wód przed zanieczyszczeniem)
- socjalno-polityczne
  - reglamentacja wewnątrzgospodarczych stosunków wodnych (optymalizacja wykorzystania)
  - reglamentacja międzynarodowych stosunków w gospodarce wodnej (wzajemne interesy państw).

Konkretne wskaźniki podzielono na kilka grup (ogólne fizyczne i chemiczne nieorganiczne, chemiczne organiczne, zanieczyszczenia nieorganiczne przemysłowe, zanieczyszczenia organiczne przemysłowe, biologiczne oraz specyficzne). System ten jednak nie został przyjęty w Polsce.
Kryteria oceny stanu ekologicznego zostały w ogólny sposób opisane w Załączniku V do Ramowej dyrektywy wodnej. Stan bardzo dobry jest opisany jako warunki niezakłócone lub prawie niezakłócone, a kolejne stany są opisane jako postępujące stopnie przekształcenia warunków naturalnych. Elementy podlegające ocenie podzielono na następujące grupy:
- biologiczne
  - fitoplankton
  - makrofity i fitobentos
  - makrobezkręgowce bentosowe
  - ichtiofauna
- hydromorfologiczne
  - reżim hydrologiczny lub pływowy
  - warunki morfologiczne
- fizykochemiczne
  - ogólne
  - zanieczyszczenia specyficzne.

Elementy podlegające ocenie ze względu na stan ekologiczny, jak i konkretne wskaźniki przeznaczone do stosowania w Polsce od 2022 roku z podziałem na zakres obowiązywania (typ wód, akwen) przedstawiają poniższe tabele.

## Wody płynące
| Typ PGT – potok tatrzański                              | Typ PGT – potok tatrzański                                                  | Typ PGT – potok tatrzański                                                                  | Typ PGT – potok tatrzański                                                                  | Typ PGT – potok tatrzański                                                                  | Typ PGT – potok tatrzański                                                                  | Typ PGT – potok tatrzański                                                                  |
| ------------------------------------------------------- | --------------------------------------------------------------------------- | ------------------------------------------------------------------------------------------- | ------------------------------------------------------------------------------------------- | ------------------------------------------------------------------------------------------- | ------------------------------------------------------------------------------------------- | ------------------------------------------------------------------------------------------- |
| Element (według RDW)                                    | Wskaźnik stosowany w Polsce                                                 | Wartość graniczna dla klasy I                                                               | Wartość graniczna dla klasy II                                                              | Wartość graniczna dla klasy III                                                             | Wartość graniczna dla klasy IV                                                              | Wartość graniczna dla klasy V                                                               |
| Elementy biologiczne                                    |                                                                             |                                                                                             |                                                                                             |                                                                                             |                                                                                             |                                                                                             |
| Fitoplankton                                            | wskaźnik fitoplanktonowy IFPL                                               | nie dotyczy                                                                                 | nie dotyczy                                                                                 | nie dotyczy                                                                                 | nie dotyczy                                                                                 | nie dotyczy                                                                                 |
| Fitobentos                                              | wskaźnik okrzemkowy IO                                                      | >0,75                                                                                       | ≥0,55                                                                                       | ≥0,35                                                                                       | ≥0,15                                                                                       | <0,15                                                                                       |
| Makrofity                                               | Makrofitowy Indeks Rzeczny                                                  | ≥0,776                                                                                      | ≥0,569                                                                                      | ≥0,361                                                                                      | ≥0,196                                                                                      | <0,196                                                                                      |
| Makrobezkręgowce bentosowe                              | MMI_PL                                                                      | ≥0,674                                                                                      | ≥0,614                                                                                      | ≥0,409                                                                                      | ≥0,205                                                                                      | <0,205                                                                                      |
| Ichtiofauna                                             | EFI+PL (weryfikowany przez wskaźnik diadromiczny)                           | ≥0,911                                                                                      | ≥0,755                                                                                      | ≥0,503                                                                                      | ≥0,252                                                                                      | <0,252                                                                                      |
| Elementy hydromorfologiczne                             |                                                                             |                                                                                             |                                                                                             |                                                                                             |                                                                                             |                                                                                             |
| Reżim hydrologiczny                                     | Hydromorfologiczny Indeks Rzeczny (weryfikowany przez współczynnik korekty) | ≥0,824 (dla cieków o szerokości koryta ≤30 m) ≥0,728 (dla cieków o szerokości koryta >30 m) | ≥0,715 (dla cieków o szerokości koryta ≤30 m) ≥0,613 (dla cieków o szerokości koryta >30 m) | ≥0,600 (dla cieków o szerokości koryta ≤30 m) ≥0,486 (dla cieków o szerokości koryta >30 m) | ≥0,485 (dla cieków o szerokości koryta ≤30 m) ≥0,359 (dla cieków o szerokości koryta >30 m) | <0,485 (dla cieków o szerokości koryta ≤30 m) <0,359 (dla cieków o szerokości koryta >30 m) |
| Ciągłość cieku                                          | Hydromorfologiczny Indeks Rzeczny (weryfikowany przez współczynnik korekty) | ≥0,824 (dla cieków o szerokości koryta ≤30 m) ≥0,728 (dla cieków o szerokości koryta >30 m) | ≥0,715 (dla cieków o szerokości koryta ≤30 m) ≥0,613 (dla cieków o szerokości koryta >30 m) | ≥0,600 (dla cieków o szerokości koryta ≤30 m) ≥0,486 (dla cieków o szerokości koryta >30 m) | ≥0,485 (dla cieków o szerokości koryta ≤30 m) ≥0,359 (dla cieków o szerokości koryta >30 m) | <0,485 (dla cieków o szerokości koryta ≤30 m) <0,359 (dla cieków o szerokości koryta >30 m) |
| Warunki morfologiczne                                   | Hydromorfologiczny Indeks Rzeczny (weryfikowany przez współczynnik korekty) | ≥0,824 (dla cieków o szerokości koryta ≤30 m) ≥0,728 (dla cieków o szerokości koryta >30 m) | ≥0,715 (dla cieków o szerokości koryta ≤30 m) ≥0,613 (dla cieków o szerokości koryta >30 m) | ≥0,600 (dla cieków o szerokości koryta ≤30 m) ≥0,486 (dla cieków o szerokości koryta >30 m) | ≥0,485 (dla cieków o szerokości koryta ≤30 m) ≥0,359 (dla cieków o szerokości koryta >30 m) | <0,485 (dla cieków o szerokości koryta ≤30 m) <0,359 (dla cieków o szerokości koryta >30 m) |
| Elementy fizyczno-chemiczne                             |                                                                             |                                                                                             |                                                                                             |                                                                                             |                                                                                             |                                                                                             |
| Warunki tlenowe i zanieczyszczenie organiczne           | tlen rozpuszczony [mg/l]                                                    | ≥9,7                                                                                        | ≥9,1                                                                                        | nie ustala się                                                                              | nie ustala się                                                                              | nie ustala się                                                                              |
| Warunki tlenowe i zanieczyszczenie organiczne           | BZT5 [mg O2/l]                                                              | ≤1                                                                                          | ≤2                                                                                          | nie ustala się                                                                              | nie ustala się                                                                              | nie ustala się                                                                              |
| Warunki tlenowe i zanieczyszczenie organiczne           | OWO [mg C/l]                                                                | ≤1                                                                                          | ≤2                                                                                          | nie ustala się                                                                              | nie ustala się                                                                              | nie ustala się                                                                              |
| Zasolenie                                               | przewodnictwo właściwe w 20 °C [μS/cm]                                      | ≤200                                                                                        | ≤300                                                                                        | nie ustala się                                                                              | nie ustala się                                                                              | nie ustala się                                                                              |
| Warunki biogenne                                        | azot amonowy [mg/l]                                                         | ≤0,04                                                                                       | ≤0,20                                                                                       | nie ustala się                                                                              | nie ustala się                                                                              | nie ustala się                                                                              |
| Warunki biogenne                                        | azot azotanowy [mg/l]                                                       | ≤0,5                                                                                        | ≤0,8                                                                                        | nie ustala się                                                                              | nie ustala się                                                                              | nie ustala się                                                                              |
| Warunki biogenne                                        | azot ogólny (całkowity) [mg/l]                                              | ≤0,7                                                                                        | ≤1,1                                                                                        | nie ustala się                                                                              | nie ustala się                                                                              | nie ustala się                                                                              |
| Warunki biogenne                                        | fosfor fosforanowy [mg/l]                                                   | ≤0,01                                                                                       | ≤0,04                                                                                       | nie ustala się                                                                              | nie ustala się                                                                              | nie ustala się                                                                              |
| Warunki biogenne                                        | fosfor ogólny [mg/l]                                                        | ≤0,05                                                                                       | ≤0,10                                                                                       | nie ustala się                                                                              | nie ustala się                                                                              | nie ustala się                                                                              |
| Substancje szczególnie szkodliwe dla środowiska wodnego | arsen [mg/l]                                                                | ≤0,05                                                                                       | ≤0,05                                                                                       | nie ustala się                                                                              | nie ustala się                                                                              | nie ustala się                                                                              |
| Substancje szczególnie szkodliwe dla środowiska wodnego | chrom sześciowartościowy [mg/l]                                             | ≤0,02                                                                                       | ≤0,02                                                                                       | nie ustala się                                                                              | nie ustala się                                                                              | nie ustala się                                                                              |
| Substancje szczególnie szkodliwe dla środowiska wodnego | cynk [mg/l]                                                                 | ≤0,1                                                                                        | ≤0,1                                                                                        | nie ustala się                                                                              | nie ustala się                                                                              | nie ustala się                                                                              |
| Substancje szczególnie szkodliwe dla środowiska wodnego | miedź [mg/l]                                                                | ≤0,01                                                                                       | ≤0,01                                                                                       | nie ustala się                                                                              | nie ustala się                                                                              | nie ustala się                                                                              |
| Substancje szczególnie szkodliwe dla środowiska wodnego | węglowodory ropopochodne – indeks oleju mineralnego [mg/l]                  | ≤0,2                                                                                        | ≤0,2                                                                                        | nie ustala się                                                                              | nie ustala się                                                                              | nie ustala się                                                                              |

| Typ PGS – potok sudecki                                 | Typ PGS – potok sudecki                                                     | Typ PGS – potok sudecki                                                                     | Typ PGS – potok sudecki                                                                     | Typ PGS – potok sudecki                                                                     | Typ PGS – potok sudecki                                                                     | Typ PGS – potok sudecki                                                                     |
| ------------------------------------------------------- | --------------------------------------------------------------------------- | ------------------------------------------------------------------------------------------- | ------------------------------------------------------------------------------------------- | ------------------------------------------------------------------------------------------- | ------------------------------------------------------------------------------------------- | ------------------------------------------------------------------------------------------- |
| Element (według RDW)                                    | Wskaźnik stosowany w Polsce                                                 | Wartość graniczna dla klasy I                                                               | Wartość graniczna dla klasy II                                                              | Wartość graniczna dla klasy III                                                             | Wartość graniczna dla klasy IV                                                              | Wartość graniczna dla klasy V                                                               |
| Elementy biologiczne                                    |                                                                             |                                                                                             |                                                                                             |                                                                                             |                                                                                             |                                                                                             |
| Fitoplankton                                            | wskaźnik fitoplanktonowy IFPL                                               | nie dotyczy                                                                                 | nie dotyczy                                                                                 | nie dotyczy                                                                                 | nie dotyczy                                                                                 | nie dotyczy                                                                                 |
| Fitobentos                                              | wskaźnik okrzemkowy IO                                                      | >0,75                                                                                       | ≥0,55                                                                                       | ≥0,35                                                                                       | ≥0,15                                                                                       | <0,15                                                                                       |
| Makrofity                                               | Makrofitowy Indeks Rzeczny                                                  | ≥0,775                                                                                      | ≥0,567                                                                                      | ≥0,358                                                                                      | ≥0,192                                                                                      | <0,192                                                                                      |
| Makrobezkręgowce bentosowe                              | MMI_PL                                                                      | ≥0,860                                                                                      | ≥0,667                                                                                      | ≥0,445                                                                                      | ≥0,222                                                                                      | <0,222                                                                                      |
| Ichtiofauna                                             | EFI+PL (weryfikowany przez wskaźnik diadromiczny)                           | ≥0,911                                                                                      | ≥0,755                                                                                      | ≥0,503                                                                                      | ≥0,252                                                                                      | <0,252                                                                                      |
| Elementy hydromorfologiczne                             |                                                                             |                                                                                             |                                                                                             |                                                                                             |                                                                                             |                                                                                             |
| Reżim hydrologiczny                                     | Hydromorfologiczny Indeks Rzeczny (weryfikowany przez współczynnik korekty) | ≥0,824 (dla cieków o szerokości koryta ≤30 m) ≥0,728 (dla cieków o szerokości koryta >30 m) | ≥0,715 (dla cieków o szerokości koryta ≤30 m) ≥0,613 (dla cieków o szerokości koryta >30 m) | ≥0,600 (dla cieków o szerokości koryta ≤30 m) ≥0,486 (dla cieków o szerokości koryta >30 m) | ≥0,485 (dla cieków o szerokości koryta ≤30 m) ≥0,359 (dla cieków o szerokości koryta >30 m) | <0,485 (dla cieków o szerokości koryta ≤30 m) <0,359 (dla cieków o szerokości koryta >30 m) |
| Ciągłość cieku                                          | Hydromorfologiczny Indeks Rzeczny (weryfikowany przez współczynnik korekty) | ≥0,824 (dla cieków o szerokości koryta ≤30 m) ≥0,728 (dla cieków o szerokości koryta >30 m) | ≥0,715 (dla cieków o szerokości koryta ≤30 m) ≥0,613 (dla cieków o szerokości koryta >30 m) | ≥0,600 (dla cieków o szerokości koryta ≤30 m) ≥0,486 (dla cieków o szerokości koryta >30 m) | ≥0,485 (dla cieków o szerokości koryta ≤30 m) ≥0,359 (dla cieków o szerokości koryta >30 m) | <0,485 (dla cieków o szerokości koryta ≤30 m) <0,359 (dla cieków o szerokości koryta >30 m) |
| Warunki morfologiczne                                   | Hydromorfologiczny Indeks Rzeczny (weryfikowany przez współczynnik korekty) | ≥0,824 (dla cieków o szerokości koryta ≤30 m) ≥0,728 (dla cieków o szerokości koryta >30 m) | ≥0,715 (dla cieków o szerokości koryta ≤30 m) ≥0,613 (dla cieków o szerokości koryta >30 m) | ≥0,600 (dla cieków o szerokości koryta ≤30 m) ≥0,486 (dla cieków o szerokości koryta >30 m) | ≥0,485 (dla cieków o szerokości koryta ≤30 m) ≥0,359 (dla cieków o szerokości koryta >30 m) | <0,485 (dla cieków o szerokości koryta ≤30 m) <0,359 (dla cieków o szerokości koryta >30 m) |
| Elementy fizyczno-chemiczne                             |                                                                             |                                                                                             |                                                                                             |                                                                                             |                                                                                             |                                                                                             |
| Warunki tlenowe i zanieczyszczenie organiczne           | tlen rozpuszczony [mg/l]                                                    | ≥9,7                                                                                        | ≥9,1                                                                                        | nie ustala się                                                                              | nie ustala się                                                                              | nie ustala się                                                                              |
| Warunki tlenowe i zanieczyszczenie organiczne           | BZT5 [mg O2/l]                                                              | ≤1                                                                                          | ≤2                                                                                          | nie ustala się                                                                              | nie ustala się                                                                              | nie ustala się                                                                              |
| Warunki tlenowe i zanieczyszczenie organiczne           | OWO [mg C/l]                                                                | ≤1                                                                                          | ≤2                                                                                          | nie ustala się                                                                              | nie ustala się                                                                              | nie ustala się                                                                              |
| Zasolenie                                               | przewodnictwo właściwe w 20 °C [μS/cm]                                      | ≤200                                                                                        | ≤300                                                                                        | nie ustala się                                                                              | nie ustala się                                                                              | nie ustala się                                                                              |
| Warunki biogenne                                        | azot amonowy [mg/l]                                                         | ≤0,04                                                                                       | ≤0,20                                                                                       | nie ustala się                                                                              | nie ustala się                                                                              | nie ustala się                                                                              |
| Warunki biogenne                                        | azot azotanowy [mg/l]                                                       | ≤0,5                                                                                        | ≤0,8                                                                                        | nie ustala się                                                                              | nie ustala się                                                                              | nie ustala się                                                                              |
| Warunki biogenne                                        | azot ogólny (całkowity) [mg/l]                                              | ≤0,7                                                                                        | ≤1,1                                                                                        | nie ustala się                                                                              | nie ustala się                                                                              | nie ustala się                                                                              |
| Warunki biogenne                                        | fosfor fosforanowy [mg/l]                                                   | ≤0,01                                                                                       | ≤0,04                                                                                       | nie ustala się                                                                              | nie ustala się                                                                              | nie ustala się                                                                              |
| Warunki biogenne                                        | fosfor ogólny [mg/l]                                                        | ≤0,05                                                                                       | ≤0,10                                                                                       | nie ustala się                                                                              | nie ustala się                                                                              | nie ustala się                                                                              |
| Substancje szczególnie szkodliwe dla środowiska wodnego | arsen [mg/l]                                                                | ≤0,05                                                                                       | ≤0,05                                                                                       | nie ustala się                                                                              | nie ustala się                                                                              | nie ustala się                                                                              |
| Substancje szczególnie szkodliwe dla środowiska wodnego | chrom sześciowartościowy [mg/l]                                             | ≤0,02                                                                                       | ≤0,02                                                                                       | nie ustala się                                                                              | nie ustala się                                                                              | nie ustala się                                                                              |
| Substancje szczególnie szkodliwe dla środowiska wodnego | cynk [mg/l]                                                                 | ≤0,1                                                                                        | ≤0,1                                                                                        | nie ustala się                                                                              | nie ustala się                                                                              | nie ustala się                                                                              |
| Substancje szczególnie szkodliwe dla środowiska wodnego | miedź [mg/l]                                                                | ≤0,01                                                                                       | ≤0,01                                                                                       | nie ustala się                                                                              | nie ustala się                                                                              | nie ustala się                                                                              |
| Substancje szczególnie szkodliwe dla środowiska wodnego | węglowodory ropopochodne – indeks oleju mineralnego [mg/l]                  | ≤0,2                                                                                        | ≤0,2                                                                                        | nie ustala się                                                                              | nie ustala się                                                                              | nie ustala się                                                                              |

| Typ RW_krz – potok lub mała rzeka wyżynna na podłożu krzemianowym | Typ RW_krz – potok lub mała rzeka wyżynna na podłożu krzemianowym           | Typ RW_krz – potok lub mała rzeka wyżynna na podłożu krzemianowym | Typ RW_krz – potok lub mała rzeka wyżynna na podłożu krzemianowym | Typ RW_krz – potok lub mała rzeka wyżynna na podłożu krzemianowym | Typ RW_krz – potok lub mała rzeka wyżynna na podłożu krzemianowym | Typ RW_krz – potok lub mała rzeka wyżynna na podłożu krzemianowym |
| ----------------------------------------------------------------- | --------------------------------------------------------------------------- | --- | --- | --- | --- | --- |
| Element (według RDW)                                              | Wskaźnik stosowany w Polsce                                                 | Wartość graniczna dla klasy I | Wartość graniczna dla klasy II | Wartość graniczna dla klasy III | Wartość graniczna dla klasy IV | Wartość graniczna dla klasy V |
| Elementy biologiczne                                              |                                                                             | | | | | |
| Fitoplankton                                                      | wskaźnik fitoplanktonowy IFPL                                               | nie dotyczy | nie dotyczy | nie dotyczy | nie dotyczy | nie dotyczy |
| Fitobentos                                                        | wskaźnik okrzemkowy IO                                                      | >0,69 | ≥0,50 | ≥0,35 | ≥0,15 | <0,15 |
| Makrofity                                                         | Makrofitowy Indeks Rzeczny                                                  | ≥0,779 | ≥0,577 | ≥0,375 | ≥0,213 | <0,213 |
| Makrobezkręgowce bentosowe                                        | MMI_PL                                                                      | ≥0,860 | ≥0,667 | ≥0,445 | ≥0,222 | <0,222 |
| Ichtiofauna                                                       | EFI+PL (weryfikowany przez wskaźnik diadromiczny)                           | ≥0,911 (dla potoków z dominacją ryb łososiowatych) ≥0,939 (dla potoków z dominacją ryb karpiowatych, połów podczas brodzenia) ≥0,917 (dla potoków z dominacją ryb karpiowatych, połów z łodzi) | ≥0,755 (dla potoków z dominacją ryb łososiowatych) ≥0,655 (dla potoków z dominacją ryb karpiowatych, połów podczas brodzenia) ≥0,562 (dla potoków z dominacją ryb karpiowatych, połów z łodzi) | ≥0,503 (dla potoków z dominacją ryb łososiowatych) ≥0,437 (dla potoków z dominacją ryb karpiowatych, połów podczas brodzenia) ≥0,375 (dla potoków z dominacją ryb karpiowatych, połów z łodzi) | ≥0,252 (dla potoków z dominacją ryb łososiowatych) ≥0,218 ((dla potoków z dominacją ryb karpiowatych, połów podczas brodzenia) ≥0,187 (dla potoków z dominacją ryb karpiowatych, połów z łodzi) | <0,252 (dla potoków z dominacją ryb łososiowatych) <0,218 (dla potoków z dominacją ryb karpiowatych, połów podczas brodzenia) <0,187 (dla potoków z dominacją ryb karpiowatych, połów z łodzi) |
| Elementy hydromorfologiczne                                       |                                                                             | | | | | |
| Reżim hydrologiczny                                               | Hydromorfologiczny Indeks Rzeczny (weryfikowany przez współczynnik korekty) | ≥0,824 (dla cieków o szerokości koryta ≤30 m) ≥0,728 (dla cieków o szerokości koryta >30 m) | ≥0,715 (dla cieków o szerokości koryta ≤30 m) ≥0,613 (dla cieków o szerokości koryta >30 m) | ≥0,600 (dla cieków o szerokości koryta ≤30 m) ≥0,486 (dla cieków o szerokości koryta >30 m) | ≥0,485 (dla cieków o szerokości koryta ≤30 m) ≥0,359 (dla cieków o szerokości koryta >30 m) | <0,485 (dla cieków o szerokości koryta ≤30 m) <0,359 (dla cieków o szerokości koryta >30 m) |
| Ciągłość cieku                                                    | Hydromorfologiczny Indeks Rzeczny (weryfikowany przez współczynnik korekty) | ≥0,824 (dla cieków o szerokości koryta ≤30 m) ≥0,728 (dla cieków o szerokości koryta >30 m) | ≥0,715 (dla cieków o szerokości koryta ≤30 m) ≥0,613 (dla cieków o szerokości koryta >30 m) | ≥0,600 (dla cieków o szerokości koryta ≤30 m) ≥0,486 (dla cieków o szerokości koryta >30 m) | ≥0,485 (dla cieków o szerokości koryta ≤30 m) ≥0,359 (dla cieków o szerokości koryta >30 m) | <0,485 (dla cieków o szerokości koryta ≤30 m) <0,359 (dla cieków o szerokości koryta >30 m) |
| Warunki morfologiczne                                             | Hydromorfologiczny Indeks Rzeczny (weryfikowany przez współczynnik korekty) | ≥0,824 (dla cieków o szerokości koryta ≤30 m) ≥0,728 (dla cieków o szerokości koryta >30 m) | ≥0,715 (dla cieków o szerokości koryta ≤30 m) ≥0,613 (dla cieków o szerokości koryta >30 m) | ≥0,600 (dla cieków o szerokości koryta ≤30 m) ≥0,486 (dla cieków o szerokości koryta >30 m) | ≥0,485 (dla cieków o szerokości koryta ≤30 m) ≥0,359 (dla cieków o szerokości koryta >30 m) | <0,485 (dla cieków o szerokości koryta ≤30 m) <0,359 (dla cieków o szerokości koryta >30 m) |
| Elementy fizyczno-chemiczne                                       |                                                                             | | | | | |
| Warunki tlenowe i zanieczyszczenie organiczne                     | tlen rozpuszczony [mg/l]                                                    | ≥9,4 | ≥8,0 | nie ustala się | nie ustala się | nie ustala się |
| Warunki tlenowe i zanieczyszczenie organiczne                     | BZT5 [mg O2/l]                                                              | ≤2,0 | ≤2,8 | nie ustala się | nie ustala się | nie ustala się |
| Warunki tlenowe i zanieczyszczenie organiczne                     | OWO [mg C/l]                                                                | ≤4,0 | ≤7,0 | nie ustala się | nie ustala się | nie ustala się |
| Zasolenie                                                         | przewodnictwo właściwe w 20 °C [μS/cm]                                      | ≤340 | ≤450 | nie ustala się | nie ustala się | nie ustala się |
| Warunki biogenne                                                  | azot amonowy [mg/l]                                                         | ≤0,13 | ≤0,30 | nie ustala się | nie ustala się | nie ustala się |
| Warunki biogenne                                                  | azot azotanowy [mg/l]                                                       | ≤1,30 | ≤2,00 | nie ustala się | nie ustala się | nie ustala się |
| Warunki biogenne                                                  | azot ogólny (całkowity) [mg/l]                                              | ≤1,80 | ≤3,00 | nie ustala się | nie ustala się | nie ustala się |
| Warunki biogenne                                                  | fosfor fosforanowy [mg/l]                                                   | ≤0,04 | ≤0,08 | nie ustala się | nie ustala się | nie ustala się |
| Warunki biogenne                                                  | fosfor ogólny [mg/l]                                                        | ≤0,13 | ≤0,25 | nie ustala się | nie ustala się | nie ustala się |
| Substancje szczególnie szkodliwe dla środowiska wodnego           | arsen [mg/l]                                                                | ≤0,05 | ≤0,05 | nie ustala się | nie ustala się | nie ustala się |
| Substancje szczególnie szkodliwe dla środowiska wodnego           | chrom sześciowartościowy [mg/l]                                             | ≤0,02 | ≤0,02 | nie ustala się | nie ustala się | nie ustala się |
| Substancje szczególnie szkodliwe dla środowiska wodnego           | cynk [mg/l]                                                                 | ≤0,1 | ≤0,1 | nie ustala się | nie ustala się | nie ustala się |
| Substancje szczególnie szkodliwe dla środowiska wodnego           | miedź [mg/l]                                                                | ≤0,01 | ≤0,01 | nie ustala się | nie ustala się | nie ustala się |
| Substancje szczególnie szkodliwe dla środowiska wodnego           | węglowodory ropopochodne – indeks oleju mineralnego [mg/l]                  | ≤0,2 | ≤0,2 | nie ustala się | nie ustala się | nie ustala się |

| Typ RW_wap – potok lub mała rzeka wyżynna na podłożu wapiennym | Typ RW_wap – potok lub mała rzeka wyżynna na podłożu wapiennym              | Typ RW_wap – potok lub mała rzeka wyżynna na podłożu wapiennym | Typ RW_wap – potok lub mała rzeka wyżynna na podłożu wapiennym | Typ RW_wap – potok lub mała rzeka wyżynna na podłożu wapiennym | Typ RW_wap – potok lub mała rzeka wyżynna na podłożu wapiennym | Typ RW_wap – potok lub mała rzeka wyżynna na podłożu wapiennym |
| -------------------------------------------------------------- | --------------------------------------------------------------------------- | --- | --- | --- | --- | --- |
| Element (według RDW)                                           | Wskaźnik stosowany w Polsce                                                 | Wartość graniczna dla klasy I | Wartość graniczna dla klasy II | Wartość graniczna dla klasy III | Wartość graniczna dla klasy IV | Wartość graniczna dla klasy V |
| Elementy biologiczne                                           |                                                                             | | | | | |
| Fitoplankton                                                   | wskaźnik fitoplanktonowy IFPL                                               | nie dotyczy | nie dotyczy | nie dotyczy | nie dotyczy | nie dotyczy |
| Fitobentos                                                     | wskaźnik okrzemkowy IO                                                      | >0,66 | ≥0,48 | ≥0,30 | ≥0,15 | <0,15 |
| Makrofity                                                      | Makrofitowy Indeks Rzeczny                                                  | ≥0,779 | ≥0,781 | ≥0,582 | ≥0,225 | <0,225 |
| Makrobezkręgowce bentosowe                                     | MMI_PL                                                                      | ≥0,891 | ≥0,698 | ≥0,465 | ≥0,233 | <0,233 |
| Ichtiofauna                                                    | EFI+PL (weryfikowany przez wskaźnik diadromiczny)                           | ≥0,911 (dla potoków z dominacją ryb łososiowatych) ≥0,939 (dla potoków z dominacją ryb karpiowatych, połów podczas brodzenia) ≥0,917 (dla potoków z dominacją ryb karpiowatych, połów z łodzi) | ≥0,755 (dla potoków z dominacją ryb łososiowatych) ≥0,655 (dla potoków z dominacją ryb karpiowatych, połów podczas brodzenia) ≥0,562 (dla potoków z dominacją ryb karpiowatych, połów z łodzi) | ≥0,503 (dla potoków z dominacją ryb łososiowatych) ≥0,437 (dla potoków z dominacją ryb karpiowatych, połów podczas brodzenia) ≥0,375 (dla potoków z dominacją ryb karpiowatych, połów z łodzi) | ≥0,252 (dla potoków z dominacją ryb łososiowatych) ≥0,218 ((dla potoków z dominacją ryb karpiowatych, połów podczas brodzenia) ≥0,187 (dla potoków z dominacją ryb karpiowatych, połów z łodzi) | <0,252 (dla potoków z dominacją ryb łososiowatych) <0,218 (dla potoków z dominacją ryb karpiowatych, połów podczas brodzenia) <0,187 (dla potoków z dominacją ryb karpiowatych, połów z łodzi) |
| Elementy hydromorfologiczne                                    |                                                                             | | | | | |
| Reżim hydrologiczny                                            | Hydromorfologiczny Indeks Rzeczny (weryfikowany przez współczynnik korekty) | ≥0,824 (dla cieków o szerokości koryta ≤30 m) ≥0,728 (dla cieków o szerokości koryta >30 m) | ≥0,715 (dla cieków o szerokości koryta ≤30 m) ≥0,613 (dla cieków o szerokości koryta >30 m) | ≥0,600 (dla cieków o szerokości koryta ≤30 m) ≥0,486 (dla cieków o szerokości koryta >30 m) | ≥0,485 (dla cieków o szerokości koryta ≤30 m) ≥0,359 (dla cieków o szerokości koryta >30 m) | <0,485 (dla cieków o szerokości koryta ≤30 m) <0,359 (dla cieków o szerokości koryta >30 m) |
| Ciągłość cieku                                                 | Hydromorfologiczny Indeks Rzeczny (weryfikowany przez współczynnik korekty) | ≥0,824 (dla cieków o szerokości koryta ≤30 m) ≥0,728 (dla cieków o szerokości koryta >30 m) | ≥0,715 (dla cieków o szerokości koryta ≤30 m) ≥0,613 (dla cieków o szerokości koryta >30 m) | ≥0,600 (dla cieków o szerokości koryta ≤30 m) ≥0,486 (dla cieków o szerokości koryta >30 m) | ≥0,485 (dla cieków o szerokości koryta ≤30 m) ≥0,359 (dla cieków o szerokości koryta >30 m) | <0,485 (dla cieków o szerokości koryta ≤30 m) <0,359 (dla cieków o szerokości koryta >30 m) |
| Warunki morfologiczne                                          | Hydromorfologiczny Indeks Rzeczny (weryfikowany przez współczynnik korekty) | ≥0,824 (dla cieków o szerokości koryta ≤30 m) ≥0,728 (dla cieków o szerokości koryta >30 m) | ≥0,715 (dla cieków o szerokości koryta ≤30 m) ≥0,613 (dla cieków o szerokości koryta >30 m) | ≥0,600 (dla cieków o szerokości koryta ≤30 m) ≥0,486 (dla cieków o szerokości koryta >30 m) | ≥0,485 (dla cieków o szerokości koryta ≤30 m) ≥0,359 (dla cieków o szerokości koryta >30 m) | <0,485 (dla cieków o szerokości koryta ≤30 m) <0,359 (dla cieków o szerokości koryta >30 m) |
| Elementy fizyczno-chemiczne                                    |                                                                             | | | | | |
| Warunki tlenowe i zanieczyszczenie organiczne                  | tlen rozpuszczony [mg/l]                                                    | ≥9,4 | ≥8,0 | nie ustala się | nie ustala się | nie ustala się |
| Warunki tlenowe i zanieczyszczenie organiczne                  | BZT5 [mg O2/l]                                                              | ≤2,0 | ≤2,8 | nie ustala się | nie ustala się | nie ustala się |
| Warunki tlenowe i zanieczyszczenie organiczne                  | OWO [mg C/l]                                                                | ≤4,0 | ≤7,0 | nie ustala się | nie ustala się | nie ustala się |
| Zasolenie                                                      | przewodnictwo właściwe w 20 °C [μS/cm]                                      | ≤340 | ≤450 | nie ustala się | nie ustala się | nie ustala się |
| Warunki biogenne                                               | azot amonowy [mg/l]                                                         | ≤0,13 | ≤0,30 | nie ustala się | nie ustala się | nie ustala się |
| Warunki biogenne                                               | azot azotanowy [mg/l]                                                       | ≤1,30 | ≤2,00 | nie ustala się | nie ustala się | nie ustala się |
| Warunki biogenne                                               | azot ogólny (całkowity) [mg/l]                                              | ≤1,80 | ≤3,00 | nie ustala się | nie ustala się | nie ustala się |
| Warunki biogenne                                               | fosfor fosforanowy [mg/l]                                                   | ≤0,04 | ≤0,08 | nie ustala się | nie ustala się | nie ustala się |
| Warunki biogenne                                               | fosfor ogólny [mg/l]                                                        | ≤0,13 | ≤0,25 | nie ustala się | nie ustala się | nie ustala się |
| Substancje szczególnie szkodliwe dla środowiska wodnego        | arsen [mg/l]                                                                | ≤0,05 | ≤0,05 | nie ustala się | nie ustala się | nie ustala się |
| Substancje szczególnie szkodliwe dla środowiska wodnego        | chrom sześciowartościowy [mg/l]                                             | ≤0,02 | ≤0,02 | nie ustala się | nie ustala się | nie ustala się |
| Substancje szczególnie szkodliwe dla środowiska wodnego        | cynk [mg/l]                                                                 | ≤0,1 | ≤0,1 | nie ustala się | nie ustala się | nie ustala się |
| Substancje szczególnie szkodliwe dla środowiska wodnego        | miedź [mg/l]                                                                | ≤0,01 | ≤0,01 | nie ustala się | nie ustala się | nie ustala się |
| Substancje szczególnie szkodliwe dla środowiska wodnego        | węglowodory ropopochodne – indeks oleju mineralnego [mg/l]                  | ≤0,2 | ≤0,2 | nie ustala się | nie ustala się | nie ustala się |

| Typ RWf_krz – potok lub mała rzeka fliszowa o charakterze krzemianowym | Typ RWf_krz – potok lub mała rzeka fliszowa o charakterze krzemianowym      | Typ RWf_krz – potok lub mała rzeka fliszowa o charakterze krzemianowym | Typ RWf_krz – potok lub mała rzeka fliszowa o charakterze krzemianowym | Typ RWf_krz – potok lub mała rzeka fliszowa o charakterze krzemianowym | Typ RWf_krz – potok lub mała rzeka fliszowa o charakterze krzemianowym | Typ RWf_krz – potok lub mała rzeka fliszowa o charakterze krzemianowym |
| ---------------------------------------------------------------------- | --------------------------------------------------------------------------- | --- | --- | --- | --- | --- |
| Element (według RDW)                                                   | Wskaźnik stosowany w Polsce                                                 | Wartość graniczna dla klasy I | Wartość graniczna dla klasy II | Wartość graniczna dla klasy III | Wartość graniczna dla klasy IV | Wartość graniczna dla klasy V |
| Elementy biologiczne                                                   |                                                                             | | | | | |
| Fitoplankton                                                           | wskaźnik fitoplanktonowy IFPL                                               | nie dotyczy | nie dotyczy | nie dotyczy | nie dotyczy | nie dotyczy |
| Fitobentos                                                             | wskaźnik okrzemkowy IO                                                      | >0,69 | ≥0,50 | ≥0,35 | ≥0,15 | <0,15 |
| Makrofity                                                              | Makrofitowy Indeks Rzeczny                                                  | ≥0,779 | ≥0,577 | ≥0,375 | ≥0,213 | <0,213 |
| Makrobezkręgowce bentosowe                                             | MMI_PL                                                                      | ≥0,891 | ≥0,698 | ≥0,465 | ≥0,233 | <0,233 |
| Ichtiofauna                                                            | EFI+PL (weryfikowany przez wskaźnik diadromiczny)                           | ≥0,911 (dla potoków z dominacją ryb łososiowatych) ≥0,939 (dla potoków z dominacją ryb karpiowatych, połów podczas brodzenia) ≥0,917 (dla potoków z dominacją ryb karpiowatych, połów z łodzi) | ≥0,755 (dla potoków z dominacją ryb łososiowatych) ≥0,655 (dla potoków z dominacją ryb karpiowatych, połów podczas brodzenia) ≥0,562 (dla potoków z dominacją ryb karpiowatych, połów z łodzi) | ≥0,503 (dla potoków z dominacją ryb łososiowatych) ≥0,437 (dla potoków z dominacją ryb karpiowatych, połów podczas brodzenia) ≥0,375 (dla potoków z dominacją ryb karpiowatych, połów z łodzi) | ≥0,252 (dla potoków z dominacją ryb łososiowatych) ≥0,218 ((dla potoków z dominacją ryb karpiowatych, połów podczas brodzenia) ≥0,187 (dla potoków z dominacją ryb karpiowatych, połów z łodzi) | <0,252 (dla potoków z dominacją ryb łososiowatych) <0,218 (dla potoków z dominacją ryb karpiowatych, połów podczas brodzenia) <0,187 (dla potoków z dominacją ryb karpiowatych, połów z łodzi) |
| Elementy hydromorfologiczne                                            |                                                                             | | | | | |
| Reżim hydrologiczny                                                    | Hydromorfologiczny Indeks Rzeczny (weryfikowany przez współczynnik korekty) | ≥0,824 (dla cieków o szerokości koryta ≤30 m) ≥0,728 (dla cieków o szerokości koryta >30 m) | ≥0,715 (dla cieków o szerokości koryta ≤30 m) ≥0,613 (dla cieków o szerokości koryta >30 m) | ≥0,600 (dla cieków o szerokości koryta ≤30 m) ≥0,486 (dla cieków o szerokości koryta >30 m) | ≥0,485 (dla cieków o szerokości koryta ≤30 m) ≥0,359 (dla cieków o szerokości koryta >30 m) | <0,485 (dla cieków o szerokości koryta ≤30 m) <0,359 (dla cieków o szerokości koryta >30 m) |
| Ciągłość cieku                                                         | Hydromorfologiczny Indeks Rzeczny (weryfikowany przez współczynnik korekty) | ≥0,824 (dla cieków o szerokości koryta ≤30 m) ≥0,728 (dla cieków o szerokości koryta >30 m) | ≥0,715 (dla cieków o szerokości koryta ≤30 m) ≥0,613 (dla cieków o szerokości koryta >30 m) | ≥0,600 (dla cieków o szerokości koryta ≤30 m) ≥0,486 (dla cieków o szerokości koryta >30 m) | ≥0,485 (dla cieków o szerokości koryta ≤30 m) ≥0,359 (dla cieków o szerokości koryta >30 m) | <0,485 (dla cieków o szerokości koryta ≤30 m) <0,359 (dla cieków o szerokości koryta >30 m) |
| Warunki morfologiczne                                                  | Hydromorfologiczny Indeks Rzeczny (weryfikowany przez współczynnik korekty) | ≥0,824 (dla cieków o szerokości koryta ≤30 m) ≥0,728 (dla cieków o szerokości koryta >30 m) | ≥0,715 (dla cieków o szerokości koryta ≤30 m) ≥0,613 (dla cieków o szerokości koryta >30 m) | ≥0,600 (dla cieków o szerokości koryta ≤30 m) ≥0,486 (dla cieków o szerokości koryta >30 m) | ≥0,485 (dla cieków o szerokości koryta ≤30 m) ≥0,359 (dla cieków o szerokości koryta >30 m) | <0,485 (dla cieków o szerokości koryta ≤30 m) <0,359 (dla cieków o szerokości koryta >30 m) |
| Elementy fizyczno-chemiczne                                            |                                                                             | | | | | |
| Warunki tlenowe i zanieczyszczenie organiczne                          | tlen rozpuszczony [mg/l]                                                    | ≥9,2 | ≥8,2 | nie ustala się | nie ustala się | nie ustala się |
| Warunki tlenowe i zanieczyszczenie organiczne                          | BZT5 [mg O2/l]                                                              | ≤1,9 | ≤2,4 | nie ustala się | nie ustala się | nie ustala się |
| Warunki tlenowe i zanieczyszczenie organiczne                          | OWO [mg C/l]                                                                | ≤3,0 | ≤3,8 | nie ustala się | nie ustala się | nie ustala się |
| Zasolenie                                                              | przewodnictwo właściwe w 20 °C [μS/cm]                                      | ≤300 | ≤330 | nie ustala się | nie ustala się | nie ustala się |
| Warunki biogenne                                                       | azot amonowy [mg/l]                                                         | ≤0,10 | ≤0,20 | nie ustala się | nie ustala się | nie ustala się |
| Warunki biogenne                                                       | azot azotanowy [mg/l]                                                       | ≤0,80 | ≤1,30 | nie ustala się | nie ustala się | nie ustala się |
| Warunki biogenne                                                       | azot ogólny (całkowity) [mg/l]                                              | ≤0,90 | ≤1,50 | nie ustala się | nie ustala się | nie ustala się |
| Warunki biogenne                                                       | fosfor fosforanowy [mg/l]                                                   | ≤0,02 | ≤0,06 | nie ustala się | nie ustala się | nie ustala się |
| Warunki biogenne                                                       | fosfor ogólny [mg/l]                                                        | ≤0,07 | ≤0,13 | nie ustala się | nie ustala się | nie ustala się |
| Substancje szczególnie szkodliwe dla środowiska wodnego                | arsen [mg/l]                                                                | ≤0,05 | ≤0,05 | nie ustala się | nie ustala się | nie ustala się |
| Substancje szczególnie szkodliwe dla środowiska wodnego                | chrom sześciowartościowy [mg/l]                                             | ≤0,02 | ≤0,02 | nie ustala się | nie ustala się | nie ustala się |
| Substancje szczególnie szkodliwe dla środowiska wodnego                | cynk [mg/l]                                                                 | ≤0,1 | ≤0,1 | nie ustala się | nie ustala się | nie ustala się |
| Substancje szczególnie szkodliwe dla środowiska wodnego                | miedź [mg/l]                                                                | ≤0,01 | ≤0,01 | nie ustala się | nie ustala się | nie ustala się |
| Substancje szczególnie szkodliwe dla środowiska wodnego                | węglowodory ropopochodne – indeks oleju mineralnego [mg/l]                  | ≤0,2 | ≤0,2 | nie ustala się | nie ustala się | nie ustala się |

| Typ RWf_wap – potok lub mała rzeka fliszowa o charakterze wapiennym | Typ RWf_wap – potok lub mała rzeka fliszowa o charakterze wapiennym         | Typ RWf_wap – potok lub mała rzeka fliszowa o charakterze wapiennym | Typ RWf_wap – potok lub mała rzeka fliszowa o charakterze wapiennym | Typ RWf_wap – potok lub mała rzeka fliszowa o charakterze wapiennym | Typ RWf_wap – potok lub mała rzeka fliszowa o charakterze wapiennym | Typ RWf_wap – potok lub mała rzeka fliszowa o charakterze wapiennym |
| ------------------------------------------------------------------- | --------------------------------------------------------------------------- | --- | --- | --- | --- | --- |
| Element (według RDW)                                                | Wskaźnik stosowany w Polsce                                                 | Wartość graniczna dla klasy I | Wartość graniczna dla klasy II | Wartość graniczna dla klasy III | Wartość graniczna dla klasy IV | Wartość graniczna dla klasy V |
| Elementy biologiczne                                                |                                                                             | | | | | |
| Fitoplankton                                                        | wskaźnik fitoplanktonowy IFPL                                               | nie dotyczy | nie dotyczy | nie dotyczy | nie dotyczy | nie dotyczy |
| Fitobentos                                                          | wskaźnik okrzemkowy IO                                                      | >0,66 | ≥0,48 | ≥0,30 | ≥0,15 | <0,15 |
| Makrofity                                                           | Makrofitowy Indeks Rzeczny                                                  | ≥0,781 | ≥0,582 | ≥0,384 | ≥0,225 | <0,225 |
| Makrobezkręgowce bentosowe                                          | MMI_PL                                                                      | ≥0,891 | ≥0,698 | ≥0,465 | ≥0,233 | <0,233 |
| Ichtiofauna                                                         | EFI+PL (weryfikowany przez wskaźnik diadromiczny)                           | ≥0,911 (dla potoków z dominacją ryb łososiowatych) ≥0,939 (dla potoków z dominacją ryb karpiowatych, połów podczas brodzenia) ≥0,917 (dla potoków z dominacją ryb karpiowatych, połów z łodzi) | ≥0,755 (dla potoków z dominacją ryb łososiowatych) ≥0,655 (dla potoków z dominacją ryb karpiowatych, połów podczas brodzenia) ≥0,562 (dla potoków z dominacją ryb karpiowatych, połów z łodzi) | ≥0,503 (dla potoków z dominacją ryb łososiowatych) ≥0,437 (dla potoków z dominacją ryb karpiowatych, połów podczas brodzenia) ≥0,375 (dla potoków z dominacją ryb karpiowatych, połów z łodzi) | ≥0,252 (dla potoków z dominacją ryb łososiowatych) ≥0,218 ((dla potoków z dominacją ryb karpiowatych, połów podczas brodzenia) ≥0,187 (dla potoków z dominacją ryb karpiowatych, połów z łodzi) | <0,252 (dla potoków z dominacją ryb łososiowatych) <0,218 (dla potoków z dominacją ryb karpiowatych, połów podczas brodzenia) <0,187 (dla potoków z dominacją ryb karpiowatych, połów z łodzi) |
| Elementy hydromorfologiczne                                         |                                                                             | | | | | |
| Reżim hydrologiczny                                                 | Hydromorfologiczny Indeks Rzeczny (weryfikowany przez współczynnik korekty) | ≥0,824 (dla cieków o szerokości koryta ≤30 m) ≥0,728 (dla cieków o szerokości koryta >30 m) | ≥0,715 (dla cieków o szerokości koryta ≤30 m) ≥0,613 (dla cieków o szerokości koryta >30 m) | ≥0,600 (dla cieków o szerokości koryta ≤30 m) ≥0,486 (dla cieków o szerokości koryta >30 m) | ≥0,485 (dla cieków o szerokości koryta ≤30 m) ≥0,359 (dla cieków o szerokości koryta >30 m) | <0,485 (dla cieków o szerokości koryta ≤30 m) <0,359 (dla cieków o szerokości koryta >30 m) |
| Ciągłość cieku                                                      | Hydromorfologiczny Indeks Rzeczny (weryfikowany przez współczynnik korekty) | ≥0,824 (dla cieków o szerokości koryta ≤30 m) ≥0,728 (dla cieków o szerokości koryta >30 m) | ≥0,715 (dla cieków o szerokości koryta ≤30 m) ≥0,613 (dla cieków o szerokości koryta >30 m) | ≥0,600 (dla cieków o szerokości koryta ≤30 m) ≥0,486 (dla cieków o szerokości koryta >30 m) | ≥0,485 (dla cieków o szerokości koryta ≤30 m) ≥0,359 (dla cieków o szerokości koryta >30 m) | <0,485 (dla cieków o szerokości koryta ≤30 m) <0,359 (dla cieków o szerokości koryta >30 m) |
| Warunki morfologiczne                                               | Hydromorfologiczny Indeks Rzeczny (weryfikowany przez współczynnik korekty) | ≥0,824 (dla cieków o szerokości koryta ≤30 m) ≥0,728 (dla cieków o szerokości koryta >30 m) | ≥0,715 (dla cieków o szerokości koryta ≤30 m) ≥0,613 (dla cieków o szerokości koryta >30 m) | ≥0,600 (dla cieków o szerokości koryta ≤30 m) ≥0,486 (dla cieków o szerokości koryta >30 m) | ≥0,485 (dla cieków o szerokości koryta ≤30 m) ≥0,359 (dla cieków o szerokości koryta >30 m) | <0,485 (dla cieków o szerokości koryta ≤30 m) <0,359 (dla cieków o szerokości koryta >30 m) |
| Elementy fizyczno-chemiczne                                         |                                                                             | | | | | |
| Warunki tlenowe i zanieczyszczenie organiczne                       | tlen rozpuszczony [mg/l]                                                    | ≥9,2 | ≥8,2 | nie ustala się | nie ustala się | nie ustala się |
| Warunki tlenowe i zanieczyszczenie organiczne                       | BZT5 [mg O2/l]                                                              | ≤1,9 | ≤2,4 | nie ustala się | nie ustala się | nie ustala się |
| Warunki tlenowe i zanieczyszczenie organiczne                       | OWO [mg C/l]                                                                | ≤3,0 | ≤3,8 | nie ustala się | nie ustala się | nie ustala się |
| Zasolenie                                                           | przewodnictwo właściwe w 20 °C [μS/cm]                                      | ≤300 | ≤330 | nie ustala się | nie ustala się | nie ustala się |
| Warunki biogenne                                                    | azot amonowy [mg/l]                                                         | ≤0,10 | ≤0,20 | nie ustala się | nie ustala się | nie ustala się |
| Warunki biogenne                                                    | azot azotanowy [mg/l]                                                       | ≤0,80 | ≤1,30 | nie ustala się | nie ustala się | nie ustala się |
| Warunki biogenne                                                    | azot ogólny (całkowity) [mg/l]                                              | ≤0,90 | ≤1,50 | nie ustala się | nie ustala się | nie ustala się |
| Warunki biogenne                                                    | fosfor fosforanowy [mg/l]                                                   | ≤0,02 | ≤0,06 | nie ustala się | nie ustala się | nie ustala się |
| Warunki biogenne                                                    | fosfor ogólny [mg/l]                                                        | ≤0,07 | ≤0,13 | nie ustala się | nie ustala się | nie ustala się |
| Substancje szczególnie szkodliwe dla środowiska wodnego             | arsen [mg/l]                                                                | ≤0,05 | ≤0,05 | nie ustala się | nie ustala się | nie ustala się |
| Substancje szczególnie szkodliwe dla środowiska wodnego             | chrom sześciowartościowy [mg/l]                                             | ≤0,02 | ≤0,02 | nie ustala się | nie ustala się | nie ustala się |
| Substancje szczególnie szkodliwe dla środowiska wodnego             | cynk [mg/l]                                                                 | ≤0,1 | ≤0,1 | nie ustala się | nie ustala się | nie ustala się |
| Substancje szczególnie szkodliwe dla środowiska wodnego             | miedź [mg/l]                                                                | ≤0,01 | ≤0,01 | nie ustala się | nie ustala się | nie ustala się |
| Substancje szczególnie szkodliwe dla środowiska wodnego             | węglowodory ropopochodne – indeks oleju mineralnego [mg/l]                  | ≤0,2 | ≤0,2 | nie ustala się | nie ustala się | nie ustala się |

| Typ RsW_krz – średnia rzeka na podłożu krzemianowym     | Typ RsW_krz – średnia rzeka na podłożu krzemianowym                         | Typ RsW_krz – średnia rzeka na podłożu krzemianowym | Typ RsW_krz – średnia rzeka na podłożu krzemianowym | Typ RsW_krz – średnia rzeka na podłożu krzemianowym | Typ RsW_krz – średnia rzeka na podłożu krzemianowym | Typ RsW_krz – średnia rzeka na podłożu krzemianowym |
| ------------------------------------------------------- | --------------------------------------------------------------------------- | --- | --- | --- | --- | --- |
| Element (według RDW)                                    | Wskaźnik stosowany w Polsce                                                 | Wartość graniczna dla klasy I | Wartość graniczna dla klasy II | Wartość graniczna dla klasy III | Wartość graniczna dla klasy IV | Wartość graniczna dla klasy V |
| Elementy biologiczne                                    |                                                                             | | | | | |
| Fitoplankton                                            | wskaźnik fitoplanktonowy IFPL                                               | nie dotyczy | nie dotyczy | nie dotyczy | nie dotyczy | nie dotyczy |
| Fitobentos                                              | wskaźnik okrzemkowy IO                                                      | >0,69 | ≥0,50 | ≥0,35 | ≥0,15 | <0,15 |
| Makrofity                                               | Makrofitowy Indeks Rzeczny                                                  | ≥0,788 | ≥0,601 | ≥0,415 | ≥0,265 | <0,265 |
| Makrobezkręgowce bentosowe                              | MMI_PL                                                                      | ≥ 0,860 | ≥ 0,667 | ≥ 0,445 | ≥ 0,222 | < 0,222 |
| Ichtiofauna                                             | EFI+PL (weryfikowany przez wskaźnik diadromiczny)                           | ≥0,911 (dla potoków z dominacją ryb łososiowatych) ≥0,939 (dla potoków z dominacją ryb karpiowatych, połów podczas brodzenia) ≥0,917 (dla potoków z dominacją ryb karpiowatych, połów z łodzi) | ≥0,755 (dla potoków z dominacją ryb łososiowatych) ≥0,655 (dla potoków z dominacją ryb karpiowatych, połów podczas brodzenia) ≥0,562 (dla potoków z dominacją ryb karpiowatych, połów z łodzi) | ≥0,503 (dla potoków z dominacją ryb łososiowatych) ≥0,437 (dla potoków z dominacją ryb karpiowatych, połów podczas brodzenia) ≥0,375 (dla potoków z dominacją ryb karpiowatych, połów z łodzi) | ≥0,252 (dla potoków z dominacją ryb łososiowatych) ≥0,218 ((dla potoków z dominacją ryb karpiowatych, połów podczas brodzenia) ≥0,187 (dla potoków z dominacją ryb karpiowatych, połów z łodzi) | <0,252 (dla potoków z dominacją ryb łososiowatych) <0,218 (dla potoków z dominacją ryb karpiowatych, połów podczas brodzenia) <0,187 (dla potoków z dominacją ryb karpiowatych, połów z łodzi) |
| Elementy hydromorfologiczne                             |                                                                             | | | | | |
| Reżim hydrologiczny                                     | Hydromorfologiczny Indeks Rzeczny (weryfikowany przez współczynnik korekty) | ≥0,824 (dla cieków o szerokości koryta ≤30 m) ≥0,728 (dla cieków o szerokości koryta >30 m) | ≥0,715 (dla cieków o szerokości koryta ≤30 m) ≥0,613 (dla cieków o szerokości koryta >30 m) | ≥0,600 (dla cieków o szerokości koryta ≤30 m) ≥0,486 (dla cieków o szerokości koryta >30 m) | ≥0,485 (dla cieków o szerokości koryta ≤30 m) ≥0,359 (dla cieków o szerokości koryta >30 m) | <0,485 (dla cieków o szerokości koryta ≤30 m) <0,359 (dla cieków o szerokości koryta >30 m) |
| Ciągłość cieku                                          | Hydromorfologiczny Indeks Rzeczny (weryfikowany przez współczynnik korekty) | ≥0,824 (dla cieków o szerokości koryta ≤30 m) ≥0,728 (dla cieków o szerokości koryta >30 m) | ≥0,715 (dla cieków o szerokości koryta ≤30 m) ≥0,613 (dla cieków o szerokości koryta >30 m) | ≥0,600 (dla cieków o szerokości koryta ≤30 m) ≥0,486 (dla cieków o szerokości koryta >30 m) | ≥0,485 (dla cieków o szerokości koryta ≤30 m) ≥0,359 (dla cieków o szerokości koryta >30 m) | <0,485 (dla cieków o szerokości koryta ≤30 m) <0,359 (dla cieków o szerokości koryta >30 m) |
| Warunki morfologiczne                                   | Hydromorfologiczny Indeks Rzeczny (weryfikowany przez współczynnik korekty) | ≥0,824 (dla cieków o szerokości koryta ≤30 m) ≥0,728 (dla cieków o szerokości koryta >30 m) | ≥0,715 (dla cieków o szerokości koryta ≤30 m) ≥0,613 (dla cieków o szerokości koryta >30 m) | ≥0,600 (dla cieków o szerokości koryta ≤30 m) ≥0,486 (dla cieków o szerokości koryta >30 m) | ≥0,485 (dla cieków o szerokości koryta ≤30 m) ≥0,359 (dla cieków o szerokości koryta >30 m) | <0,485 (dla cieków o szerokości koryta ≤30 m) <0,359 (dla cieków o szerokości koryta >30 m) |
| Elementy fizyczno-chemiczne                             |                                                                             | | | | | |
| Warunki tlenowe i zanieczyszczenie organiczne           | tlen rozpuszczony [mg/l]                                                    | ≥9,2 | ≥7,8 | nie ustala się | nie ustala się | nie ustala się |
| Warunki tlenowe i zanieczyszczenie organiczne           | BZT5 [mg O2/l]                                                              | ≤2,6 | ≤3,5 | nie ustala się | nie ustala się | nie ustala się |
| Warunki tlenowe i zanieczyszczenie organiczne           | OWO [mg C/l]                                                                | ≤4,5 | ≤7,0 | nie ustala się | nie ustala się | nie ustala się |
| Zasolenie                                               | przewodnictwo właściwe w 20 °C [μS/cm]                                      | ≤370 | ≤470 | nie ustala się | nie ustala się | nie ustala się |
| Warunki biogenne                                        | azot amonowy [mg/l]                                                         | ≤0,14 | ≤0,35 | nie ustala się | nie ustala się | nie ustala się |
| Warunki biogenne                                        | azot azotanowy [mg/l]                                                       | ≤1,40 | ≤2,00 | nie ustala się | nie ustala się | nie ustala się |
| Warunki biogenne                                        | azot ogólny (całkowity) [mg/l]                                              | ≤2,00 | ≤3,20 | nie ustala się | nie ustala się | nie ustala się |
| Warunki biogenne                                        | fosfor fosforanowy [mg/l]                                                   | ≤0,06 | ≤0,09 | nie ustala się | nie ustala się | nie ustala się |
| Warunki biogenne                                        | fosfor ogólny [mg/l]                                                        | ≤0,15 | ≤0,33 | nie ustala się | nie ustala się | nie ustala się |
| Substancje szczególnie szkodliwe dla środowiska wodnego | arsen [mg/l]                                                                | ≤0,05 | ≤0,05 | nie ustala się | nie ustala się | nie ustala się |
| Substancje szczególnie szkodliwe dla środowiska wodnego | chrom sześciowartościowy [mg/l]                                             | ≤0,02 | ≤0,02 | nie ustala się | nie ustala się | nie ustala się |
| Substancje szczególnie szkodliwe dla środowiska wodnego | cynk [mg/l]                                                                 | ≤0,1 | ≤0,1 | nie ustala się | nie ustala się | nie ustala się |
| Substancje szczególnie szkodliwe dla środowiska wodnego | miedź [mg/l]                                                                | ≤0,01 | ≤0,01 | nie ustala się | nie ustala się | nie ustala się |
| Substancje szczególnie szkodliwe dla środowiska wodnego | węglowodory ropopochodne – indeks oleju mineralnego [mg/l]                  | ≤0,2 | ≤0,2 | nie ustala się | nie ustala się | nie ustala się |

| Typ RsW_wap – średnia rzeka na podłożu węglanowym       | Typ RsW_wap – średnia rzeka na podłożu węglanowym                           | Typ RsW_wap – średnia rzeka na podłożu węglanowym | Typ RsW_wap – średnia rzeka na podłożu węglanowym | Typ RsW_wap – średnia rzeka na podłożu węglanowym | Typ RsW_wap – średnia rzeka na podłożu węglanowym | Typ RsW_wap – średnia rzeka na podłożu węglanowym |
| ------------------------------------------------------- | --------------------------------------------------------------------------- | --- | --- | --- | --- | --- |
| Element (według RDW)                                    | Wskaźnik stosowany w Polsce                                                 | Wartość graniczna dla klasy I | Wartość graniczna dla klasy II | Wartość graniczna dla klasy III | Wartość graniczna dla klasy IV | Wartość graniczna dla klasy V |
| Elementy biologiczne                                    |                                                                             | | | | | |
| Fitoplankton                                            | wskaźnik fitoplanktonowy IFPL                                               | nie dotyczy | nie dotyczy | nie dotyczy | nie dotyczy | nie dotyczy |
| Fitobentos                                              | wskaźnik okrzemkowy IO                                                      | >0,66 | ≥0,48 | ≥0,30 | ≥0,15 | <0,15 |
| Makrofity                                               | Makrofitowy Indeks Rzeczny                                                  | ≥0,788 | ≥0,601 | ≥0,415 | ≥0,265 | <0,265 |
| Makrobezkręgowce bentosowe                              | MMI_PL                                                                      | ≥0,891 | ≥0,698 | ≥0,465 | ≥0,233 | <0,233 |
| Ichtiofauna                                             | EFI+PL (weryfikowany przez wskaźnik diadromiczny)                           | ≥0,911 (dla potoków z dominacją ryb łososiowatych) ≥0,939 (dla potoków z dominacją ryb karpiowatych, połów podczas brodzenia) ≥0,917 (dla potoków z dominacją ryb karpiowatych, połów z łodzi) | ≥0,755 (dla potoków z dominacją ryb łososiowatych) ≥0,655 (dla potoków z dominacją ryb karpiowatych, połów podczas brodzenia) ≥0,562 (dla potoków z dominacją ryb karpiowatych, połów z łodzi) | ≥0,503 (dla potoków z dominacją ryb łososiowatych) ≥0,437 (dla potoków z dominacją ryb karpiowatych, połów podczas brodzenia) ≥0,375 (dla potoków z dominacją ryb karpiowatych, połów z łodzi) | ≥0,252 (dla potoków z dominacją ryb łososiowatych) ≥0,218 ((dla potoków z dominacją ryb karpiowatych, połów podczas brodzenia) ≥0,187 (dla potoków z dominacją ryb karpiowatych, połów z łodzi) | <0,252 (dla potoków z dominacją ryb łososiowatych) <0,218 (dla potoków z dominacją ryb karpiowatych, połów podczas brodzenia) <0,187 (dla potoków z dominacją ryb karpiowatych, połów z łodzi) |
| Elementy hydromorfologiczne                             |                                                                             | | | | | |
| Reżim hydrologiczny                                     | Hydromorfologiczny Indeks Rzeczny (weryfikowany przez współczynnik korekty) | ≥0,824 (dla cieków o szerokości koryta ≤30 m) ≥0,728 (dla cieków o szerokości koryta >30 m) | ≥0,715 (dla cieków o szerokości koryta ≤30 m) ≥0,613 (dla cieków o szerokości koryta >30 m) | ≥0,600 (dla cieków o szerokości koryta ≤30 m) ≥0,486 (dla cieków o szerokości koryta >30 m) | ≥0,485 (dla cieków o szerokości koryta ≤30 m) ≥0,359 (dla cieków o szerokości koryta >30 m) | <0,485 (dla cieków o szerokości koryta ≤30 m) <0,359 (dla cieków o szerokości koryta >30 m) |
| Ciągłość cieku                                          | Hydromorfologiczny Indeks Rzeczny (weryfikowany przez współczynnik korekty) | ≥0,824 (dla cieków o szerokości koryta ≤30 m) ≥0,728 (dla cieków o szerokości koryta >30 m) | ≥0,715 (dla cieków o szerokości koryta ≤30 m) ≥0,613 (dla cieków o szerokości koryta >30 m) | ≥0,600 (dla cieków o szerokości koryta ≤30 m) ≥0,486 (dla cieków o szerokości koryta >30 m) | ≥0,485 (dla cieków o szerokości koryta ≤30 m) ≥0,359 (dla cieków o szerokości koryta >30 m) | <0,485 (dla cieków o szerokości koryta ≤30 m) <0,359 (dla cieków o szerokości koryta >30 m) |
| Warunki morfologiczne                                   | Hydromorfologiczny Indeks Rzeczny (weryfikowany przez współczynnik korekty) | ≥0,824 (dla cieków o szerokości koryta ≤30 m) ≥0,728 (dla cieków o szerokości koryta >30 m) | ≥0,715 (dla cieków o szerokości koryta ≤30 m) ≥0,613 (dla cieków o szerokości koryta >30 m) | ≥0,600 (dla cieków o szerokości koryta ≤30 m) ≥0,486 (dla cieków o szerokości koryta >30 m) | ≥0,485 (dla cieków o szerokości koryta ≤30 m) ≥0,359 (dla cieków o szerokości koryta >30 m) | <0,485 (dla cieków o szerokości koryta ≤30 m) <0,359 (dla cieków o szerokości koryta >30 m) |
| Elementy fizyczno-chemiczne                             |                                                                             | | | | | |
| Warunki tlenowe i zanieczyszczenie organiczne           | tlen rozpuszczony [mg/l]                                                    | ≥9,2 | ≥7,8 | nie ustala się | nie ustala się | nie ustala się |
| Warunki tlenowe i zanieczyszczenie organiczne           | BZT5 [mg O2/l]                                                              | ≤2,6 | ≤3,5 | nie ustala się | nie ustala się | nie ustala się |
| Warunki tlenowe i zanieczyszczenie organiczne           | OWO [mg C/l]                                                                | ≤4,5 | ≤7,0 | nie ustala się | nie ustala się | nie ustala się |
| Zasolenie                                               | przewodnictwo właściwe w 20 °C [μS/cm]                                      | ≤370 | ≤470 | nie ustala się | nie ustala się | nie ustala się |
| Warunki biogenne                                        | azot amonowy [mg/l]                                                         | ≤0,14 | ≤0,35 | nie ustala się | nie ustala się | nie ustala się |
| Warunki biogenne                                        | azot azotanowy [mg/l]                                                       | ≤1,40 | ≤2,00 | nie ustala się | nie ustala się | nie ustala się |
| Warunki biogenne                                        | azot ogólny (całkowity) [mg/l]                                              | ≤2,00 | ≤3,20 | nie ustala się | nie ustala się | nie ustala się |
| Warunki biogenne                                        | fosfor fosforanowy [mg/l]                                                   | ≤0,06 | ≤0,09 | nie ustala się | nie ustala się | nie ustala się |
| Warunki biogenne                                        | fosfor ogólny [mg/l]                                                        | ≤0,15 | ≤0,33 | nie ustala się | nie ustala się | nie ustala się |
| Substancje szczególnie szkodliwe dla środowiska wodnego | arsen [mg/l]                                                                | ≤0,05 | ≤0,05 | nie ustala się | nie ustala się | nie ustala się |
| Substancje szczególnie szkodliwe dla środowiska wodnego | chrom sześciowartościowy [mg/l]                                             | ≤0,02 | ≤0,02 | nie ustala się | nie ustala się | nie ustala się |
| Substancje szczególnie szkodliwe dla środowiska wodnego | cynk [mg/l]                                                                 | ≤0,1 | ≤0,1 | nie ustala się | nie ustala się | nie ustala się |
| Substancje szczególnie szkodliwe dla środowiska wodnego | miedź [mg/l]                                                                | ≤0,01 | ≤0,01 | nie ustala się | nie ustala się | nie ustala się |
| Substancje szczególnie szkodliwe dla środowiska wodnego | węglowodory ropopochodne – indeks oleju mineralnego [mg/l]                  | ≤0,2 | ≤0,2 | nie ustala się | nie ustala się | nie ustala się |

| Typ PN – potok lub strumień nizinny                     | Typ PN – potok lub strumień nizinny                                                              | Typ PN – potok lub strumień nizinny | Typ PN – potok lub strumień nizinny | Typ PN – potok lub strumień nizinny | Typ PN – potok lub strumień nizinny | Typ PN – potok lub strumień nizinny |
| ------------------------------------------------------- | ------------------------------------------------------------------------------------------------ | --- | --- | --- | --- | --- |
| Element (według RDW)                                    | Wskaźnik stosowany w Polsce                                                                      | Wartość graniczna dla klasy I | Wartość graniczna dla klasy II | Wartość graniczna dla klasy III | Wartość graniczna dla klasy IV | Wartość graniczna dla klasy V |
| Elementy biologiczne                                    |                                                                                                  | | | | | |
| Fitoplankton                                            | wskaźnik fitoplanktonowy IFPL                                                                    | nie dotyczy | nie dotyczy | nie dotyczy | nie dotyczy | nie dotyczy |
| Fitobentos                                              | wskaźnik okrzemkowy IO                                                                           | >0,54 | ≥0,39 | ≥0,30 | ≥0,15 | <0,15 |
| Makrofity                                               | Makrofitowy Indeks Rzeczny                                                                       | ≥0,819 | ≥0,617 | ≥0,414 | ≥0,212 | <0,212 |
| Makrobezkręgowce bentosowe                              | MMI_PL                                                                                           | ≥0,903 | ≥0,717 | ≥0,478 | ≥0,239 | <0,239 |
| Ichtiofauna                                             | EFI+PL (weryfikowany przez wskaźnik diadromiczny)                                                | ≥0,911 (dla potoków z dominacją ryb łososiowatych) ≥0,939 (dla potoków z dominacją ryb karpiowatych, połów podczas brodzenia) ≥0,917 (dla potoków z dominacją ryb karpiowatych, połów z łodzi) | ≥0,755 (dla potoków z dominacją ryb łososiowatych) ≥0,655 (dla potoków z dominacją ryb karpiowatych, połów podczas brodzenia) ≥0,562 (dla potoków z dominacją ryb karpiowatych, połów z łodzi) | ≥0,503 (dla potoków z dominacją ryb łososiowatych) ≥0,437 (dla potoków z dominacją ryb karpiowatych, połów podczas brodzenia) ≥0,375 (dla potoków z dominacją ryb karpiowatych, połów z łodzi) | ≥0,252 (dla potoków z dominacją ryb łososiowatych) ≥0,218 ((dla potoków z dominacją ryb karpiowatych, połów podczas brodzenia) ≥0,187 (dla potoków z dominacją ryb karpiowatych, połów z łodzi) | <0,252 (dla potoków z dominacją ryb łososiowatych) <0,218 (dla potoków z dominacją ryb karpiowatych, połów podczas brodzenia) <0,187 (dla potoków z dominacją ryb karpiowatych, połów z łodzi) |
| Ichtiofauna                                             | IBI_PL (weryfikowany przez wskaźnik diadromiczny), dla potoków leżących w dolinie wielkiej rzeki | ≥0,791 | ≥0,646 | ≥0,520 | ≥0,375 | <0,375 |
| Elementy hydromorfologiczne                             |                                                                                                  | | | | | |
| Reżim hydrologiczny                                     | Hydromorfologiczny Indeks Rzeczny (weryfikowany przez współczynnik korekty)                      | ≥0,761 (dla cieków o szerokości koryta ≤30 m) ≥0,728 (dla cieków o szerokości koryta >30 m) | ≥0,639 (dla cieków o szerokości koryta ≤30 m) ≥0,613 (dla cieków o szerokości koryta >30 m) | ≥0,500 (dla cieków o szerokości koryta ≤30 m) ≥0,486 (dla cieków o szerokości koryta >30 m) | ≥0,375 (dla cieków o szerokości koryta ≤30 m) ≥0,359 (dla cieków o szerokości koryta >30 m) | <0,375 (dla cieków o szerokości koryta ≤30 m) <0,359 (dla cieków o szerokości koryta >30 m) |
| Ciągłość cieku                                          | Hydromorfologiczny Indeks Rzeczny (weryfikowany przez współczynnik korekty)                      | ≥0,761 (dla cieków o szerokości koryta ≤30 m) ≥0,728 (dla cieków o szerokości koryta >30 m) | ≥0,639 (dla cieków o szerokości koryta ≤30 m) ≥0,613 (dla cieków o szerokości koryta >30 m) | ≥0,500 (dla cieków o szerokości koryta ≤30 m) ≥0,486 (dla cieków o szerokości koryta >30 m) | ≥0,375 (dla cieków o szerokości koryta ≤30 m) ≥0,359 (dla cieków o szerokości koryta >30 m) | <0,375 (dla cieków o szerokości koryta ≤30 m) <0,359 (dla cieków o szerokości koryta >30 m) |
| Warunki morfologiczne                                   | Hydromorfologiczny Indeks Rzeczny (weryfikowany przez współczynnik korekty)                      | ≥0,761 (dla cieków o szerokości koryta ≤30 m) ≥0,728 (dla cieków o szerokości koryta >30 m) | ≥0,639 (dla cieków o szerokości koryta ≤30 m) ≥0,613 (dla cieków o szerokości koryta >30 m) | ≥0,500 (dla cieków o szerokości koryta ≤30 m) ≥0,486 (dla cieków o szerokości koryta >30 m) | ≥0,375 (dla cieków o szerokości koryta ≤30 m) ≥0,359 (dla cieków o szerokości koryta >30 m) | <0,375 (dla cieków o szerokości koryta ≤30 m) <0,359 (dla cieków o szerokości koryta >30 m) |
| Elementy fizyczno-chemiczne                             |                                                                                                  | | | | | |
| Warunki tlenowe i zanieczyszczenie organiczne           | tlen rozpuszczony [mg/l]                                                                         | ≥8,9 | ≥7,6 | nie ustala się | nie ustala się | nie ustala się |
| Warunki tlenowe i zanieczyszczenie organiczne           | BZT5 [mg O2/l]                                                                                   | ≤2,3 | ≤3,5 | nie ustala się | nie ustala się | nie ustala się |
| Warunki tlenowe i zanieczyszczenie organiczne           | OWO [mg C/l]                                                                                     | ≤8,2 | ≤10,0 | nie ustala się | nie ustala się | nie ustala się |
| Zasolenie                                               | przewodnictwo właściwe w 20 °C [μS/cm]                                                           | ≤420 | ≤690 | nie ustala się | nie ustala się | nie ustala się |
| Warunki biogenne                                        | azot amonowy [mg/l]                                                                              | ≤0,14 | ≤0,40 | nie ustala się | nie ustala się | nie ustala się |
| Warunki biogenne                                        | azot azotanowy [mg/l]                                                                            | ≤1,10 | ≤2,00 | nie ustala się | nie ustala się | nie ustala się |
| Warunki biogenne                                        | azot ogólny (całkowity) [mg/l]                                                                   | ≤2,00 | ≤3,30 | nie ustala się | nie ustala się | nie ustala się |
| Warunki biogenne                                        | fosfor fosforanowy [mg/l]                                                                        | ≤0,06 | ≤0,09 | nie ustala się | nie ustala się | nie ustala się |
| Warunki biogenne                                        | fosfor ogólny [mg/l]                                                                             | ≤0,17 | ≤0,33 | nie ustala się | nie ustala się | nie ustala się |
| Substancje szczególnie szkodliwe dla środowiska wodnego | arsen [mg/l]                                                                                     | ≤0,05 | ≤0,05 | nie ustala się | nie ustala się | nie ustala się |
| Substancje szczególnie szkodliwe dla środowiska wodnego | chrom sześciowartościowy [mg/l]                                                                  | ≤0,02 | ≤0,02 | nie ustala się | nie ustala się | nie ustala się |
| Substancje szczególnie szkodliwe dla środowiska wodnego | cynk [mg/l]                                                                                      | ≤0,1 | ≤0,1 | nie ustala się | nie ustala się | nie ustala się |
| Substancje szczególnie szkodliwe dla środowiska wodnego | miedź [mg/l]                                                                                     | ≤0,01 | ≤0,01 | nie ustala się | nie ustala się | nie ustala się |
| Substancje szczególnie szkodliwe dla środowiska wodnego | węglowodory ropopochodne – indeks oleju mineralnego [mg/l]                                       | ≤0,2 | ≤0,2 | nie ustala się | nie ustala się | nie ustala się |

| Typ PNp – potok lub strumień nizinny piaszczysty        | Typ PNp – potok lub strumień nizinny piaszczysty                            | Typ PNp – potok lub strumień nizinny piaszczysty | Typ PNp – potok lub strumień nizinny piaszczysty | Typ PNp – potok lub strumień nizinny piaszczysty | Typ PNp – potok lub strumień nizinny piaszczysty | Typ PNp – potok lub strumień nizinny piaszczysty |
| ------------------------------------------------------- | --------------------------------------------------------------------------- | --- | --- | --- | --- | --- |
| Element (według RDW)                                    | Wskaźnik stosowany w Polsce                                                 | Wartość graniczna dla klasy I | Wartość graniczna dla klasy II | Wartość graniczna dla klasy III | Wartość graniczna dla klasy IV | Wartość graniczna dla klasy V |
| Elementy biologiczne                                    |                                                                             | | | | | |
| Fitoplankton                                            | wskaźnik fitoplanktonowy IFPL                                               | nie dotyczy | nie dotyczy | nie dotyczy | nie dotyczy | nie dotyczy |
| Fitobentos                                              | wskaźnik okrzemkowy IO                                                      | >0,54 | ≥0,39 | ≥0,30 | ≥0,15 | <0,15 |
| Makrofity                                               | Makrofitowy Indeks Rzeczny                                                  | ≥0,844 | ≥0,645 | ≥0,445 | ≥0,230 | <0,230 |
| Makrobezkręgowce bentosowe                              | MMI_PL                                                                      | ≥0,908 | ≥0,716 | ≥0,477 | ≥0,239 | <0,239 |
| Ichtiofauna                                             | EFI+PL (weryfikowany przez wskaźnik diadromiczny)                           | ≥0,911 (dla potoków z dominacją ryb łososiowatych) ≥0,939 (dla potoków z dominacją ryb karpiowatych, połów podczas brodzenia) ≥0,917 (dla potoków z dominacją ryb karpiowatych, połów z łodzi) | ≥0,755 (dla potoków z dominacją ryb łososiowatych) ≥0,655 (dla potoków z dominacją ryb karpiowatych, połów podczas brodzenia) ≥0,562 (dla potoków z dominacją ryb karpiowatych, połów z łodzi) | ≥0,503 (dla potoków z dominacją ryb łososiowatych) ≥0,437 (dla potoków z dominacją ryb karpiowatych, połów podczas brodzenia) ≥0,375 (dla potoków z dominacją ryb karpiowatych, połów z łodzi) | ≥0,252 (dla potoków z dominacją ryb łososiowatych) ≥0,218 ((dla potoków z dominacją ryb karpiowatych, połów podczas brodzenia) ≥0,187 (dla potoków z dominacją ryb karpiowatych, połów z łodzi) | <0,252 (dla potoków z dominacją ryb łososiowatych) <0,218 (dla potoków z dominacją ryb karpiowatych, połów podczas brodzenia) <0,187 (dla potoków z dominacją ryb karpiowatych, połów z łodzi) |
| Elementy hydromorfologiczne                             |                                                                             | | | | | |
| Reżim hydrologiczny                                     | Hydromorfologiczny Indeks Rzeczny (weryfikowany przez współczynnik korekty) | ≥0,761 (dla cieków o szerokości koryta ≤30 m) ≥0,728 (dla cieków o szerokości koryta >30 m) | ≥0,639 (dla cieków o szerokości koryta ≤30 m) ≥0,613 (dla cieków o szerokości koryta >30 m) | ≥0,500 (dla cieków o szerokości koryta ≤30 m) ≥0,486 (dla cieków o szerokości koryta >30 m) | ≥0,375 (dla cieków o szerokości koryta ≤30 m) ≥0,359 (dla cieków o szerokości koryta >30 m) | <0,375 (dla cieków o szerokości koryta ≤30 m) <0,359 (dla cieków o szerokości koryta >30 m) |
| Ciągłość cieku                                          | Hydromorfologiczny Indeks Rzeczny (weryfikowany przez współczynnik korekty) | ≥0,761 (dla cieków o szerokości koryta ≤30 m) ≥0,728 (dla cieków o szerokości koryta >30 m) | ≥0,639 (dla cieków o szerokości koryta ≤30 m) ≥0,613 (dla cieków o szerokości koryta >30 m) | ≥0,500 (dla cieków o szerokości koryta ≤30 m) ≥0,486 (dla cieków o szerokości koryta >30 m) | ≥0,375 (dla cieków o szerokości koryta ≤30 m) ≥0,359 (dla cieków o szerokości koryta >30 m) | <0,375 (dla cieków o szerokości koryta ≤30 m) <0,359 (dla cieków o szerokości koryta >30 m) |
| Warunki morfologiczne                                   | Hydromorfologiczny Indeks Rzeczny (weryfikowany przez współczynnik korekty) | ≥0,761 (dla cieków o szerokości koryta ≤30 m) ≥0,728 (dla cieków o szerokości koryta >30 m) | ≥0,639 (dla cieków o szerokości koryta ≤30 m) ≥0,613 (dla cieków o szerokości koryta >30 m) | ≥0,500 (dla cieków o szerokości koryta ≤30 m) ≥0,486 (dla cieków o szerokości koryta >30 m) | ≥0,375 (dla cieków o szerokości koryta ≤30 m) ≥0,359 (dla cieków o szerokości koryta >30 m) | <0,375 (dla cieków o szerokości koryta ≤30 m) <0,359 (dla cieków o szerokości koryta >30 m) |
| Elementy fizyczno-chemiczne                             |                                                                             | | | | | |
| Warunki tlenowe i zanieczyszczenie organiczne           | tlen rozpuszczony [mg/l]                                                    | ≥8,9 | ≥7,6 | nie ustala się | nie ustala się | nie ustala się |
| Warunki tlenowe i zanieczyszczenie organiczne           | BZT5 [mg O2/l]                                                              | ≤2,3 | ≤3,5 | nie ustala się | nie ustala się | nie ustala się |
| Warunki tlenowe i zanieczyszczenie organiczne           | OWO [mg C/l]                                                                | ≤8,2 | ≤10,0 | nie ustala się | nie ustala się | nie ustala się |
| Zasolenie                                               | przewodnictwo właściwe w 20 °C [μS/cm]                                      | ≤420 | ≤690 | nie ustala się | nie ustala się | nie ustala się |
| Warunki biogenne                                        | azot amonowy [mg/l]                                                         | ≤0,14 | ≤0,40 | nie ustala się | nie ustala się | nie ustala się |
| Warunki biogenne                                        | azot azotanowy [mg/l]                                                       | ≤1,10 | ≤2,00 | nie ustala się | nie ustala się | nie ustala się |
| Warunki biogenne                                        | azot ogólny (całkowity) [mg/l]                                              | ≤2,00 | ≤3,30 | nie ustala się | nie ustala się | nie ustala się |
| Warunki biogenne                                        | fosfor fosforanowy [mg/l]                                                   | ≤0,06 | ≤0,09 | nie ustala się | nie ustala się | nie ustala się |
| Warunki biogenne                                        | fosfor ogólny [mg/l]                                                        | ≤0,17 | ≤0,33 | nie ustala się | nie ustala się | nie ustala się |
| Substancje szczególnie szkodliwe dla środowiska wodnego | arsen [mg/l]                                                                | ≤0,05 | ≤0,05 | nie ustala się | nie ustala się | nie ustala się |
| Substancje szczególnie szkodliwe dla środowiska wodnego | chrom sześciowartościowy [mg/l]                                             | ≤0,02 | ≤0,02 | nie ustala się | nie ustala się | nie ustala się |
| Substancje szczególnie szkodliwe dla środowiska wodnego | cynk [mg/l]                                                                 | ≤0,1 | ≤0,1 | nie ustala się | nie ustala się | nie ustala się |
| Substancje szczególnie szkodliwe dla środowiska wodnego | miedź [mg/l]                                                                | ≤0,01 | ≤0,01 | nie ustala się | nie ustala się | nie ustala się |
| Substancje szczególnie szkodliwe dla środowiska wodnego | węglowodory ropopochodne – indeks oleju mineralnego [mg/l]                  | ≤0,2 | ≤0,2 | nie ustala się | nie ustala się | nie ustala się |

| Typ RN – rzeka nizinna                                  | Typ RN – rzeka nizinna                                                      | Typ RN – rzeka nizinna | Typ RN – rzeka nizinna | Typ RN – rzeka nizinna | Typ RN – rzeka nizinna | Typ RN – rzeka nizinna |
| ------------------------------------------------------- | --------------------------------------------------------------------------- | --- | --- | --- | --- | --- |
| Element (według RDW)                                    | Wskaźnik stosowany w Polsce                                                 | Wartość graniczna dla klasy I | Wartość graniczna dla klasy II | Wartość graniczna dla klasy III | Wartość graniczna dla klasy IV | Wartość graniczna dla klasy V |
| Elementy biologiczne                                    |                                                                             | | | | | |
| Fitoplankton                                            | wskaźnik fitoplanktonowy IFPL                                               | ≥0,96 | ≥0,79 | ≥0,47 | ≥0,16 | <0,16 |
| Fitobentos                                              | wskaźnik okrzemkowy IO                                                      | >0,54 | ≥0,39 | ≥0,30 | ≥0,15 | <0,15 |
| Makrofity                                               | Makrofitowy Indeks Rzeczny (dotyczy rzek o szerokości koryta ≤30 m)         | ≥0,831 | ≥0,658 | ≥0,485 | ≥0,312 | <0,312 |
| Makrobezkręgowce bentosowe                              | MMI_PL                                                                      | ≥0,913 | ≥0,710 | ≥0,473 | ≥0,237 | <0,237 |
| Ichtiofauna                                             | EFI+PL (weryfikowany przez wskaźnik diadromiczny)                           | ≥0,911 (dla potoków z dominacją ryb łososiowatych) ≥0,939 (dla potoków z dominacją ryb karpiowatych, połów podczas brodzenia) ≥0,917 (dla potoków z dominacją ryb karpiowatych, połów z łodzi) | ≥0,755 (dla potoków z dominacją ryb łososiowatych) ≥0,655 (dla potoków z dominacją ryb karpiowatych, połów podczas brodzenia) ≥0,562 (dla potoków z dominacją ryb karpiowatych, połów z łodzi) | ≥0,503 (dla potoków z dominacją ryb łososiowatych) ≥0,437 (dla potoków z dominacją ryb karpiowatych, połów podczas brodzenia) ≥0,375 (dla potoków z dominacją ryb karpiowatych, połów z łodzi) | ≥0,252 (dla potoków z dominacją ryb łososiowatych) ≥0,218 ((dla potoków z dominacją ryb karpiowatych, połów podczas brodzenia) ≥0,187 (dla potoków z dominacją ryb karpiowatych, połów z łodzi) | <0,252 (dla potoków z dominacją ryb łososiowatych) <0,218 (dla potoków z dominacją ryb karpiowatych, połów podczas brodzenia) <0,187 (dla potoków z dominacją ryb karpiowatych, połów z łodzi) |
| Elementy hydromorfologiczne                             |                                                                             | | | | | |
| Reżim hydrologiczny                                     | Hydromorfologiczny Indeks Rzeczny (weryfikowany przez współczynnik korekty) | ≥0,761 (dla cieków o szerokości koryta ≤30 m) ≥0,728 (dla cieków o szerokości koryta >30 m) | ≥0,639 (dla cieków o szerokości koryta ≤30 m) ≥0,613 (dla cieków o szerokości koryta >30 m) | ≥0,500 (dla cieków o szerokości koryta ≤30 m) ≥0,486 (dla cieków o szerokości koryta >30 m) | ≥0,375 (dla cieków o szerokości koryta ≤30 m) ≥0,359 (dla cieków o szerokości koryta >30 m) | <0,375 (dla cieków o szerokości koryta ≤30 m) <0,359 (dla cieków o szerokości koryta >30 m) |
| Ciągłość cieku                                          | Hydromorfologiczny Indeks Rzeczny (weryfikowany przez współczynnik korekty) | ≥0,761 (dla cieków o szerokości koryta ≤30 m) ≥0,728 (dla cieków o szerokości koryta >30 m) | ≥0,639 (dla cieków o szerokości koryta ≤30 m) ≥0,613 (dla cieków o szerokości koryta >30 m) | ≥0,500 (dla cieków o szerokości koryta ≤30 m) ≥0,486 (dla cieków o szerokości koryta >30 m) | ≥0,375 (dla cieków o szerokości koryta ≤30 m) ≥0,359 (dla cieków o szerokości koryta >30 m) | <0,375 (dla cieków o szerokości koryta ≤30 m) <0,359 (dla cieków o szerokości koryta >30 m) |
| Warunki morfologiczne                                   | Hydromorfologiczny Indeks Rzeczny (weryfikowany przez współczynnik korekty) | ≥0,761 (dla cieków o szerokości koryta ≤30 m) ≥0,728 (dla cieków o szerokości koryta >30 m) | ≥0,639 (dla cieków o szerokości koryta ≤30 m) ≥0,613 (dla cieków o szerokości koryta >30 m) | ≥0,500 (dla cieków o szerokości koryta ≤30 m) ≥0,486 (dla cieków o szerokości koryta >30 m) | ≥0,375 (dla cieków o szerokości koryta ≤30 m) ≥0,359 (dla cieków o szerokości koryta >30 m) | <0,375 (dla cieków o szerokości koryta ≤30 m) <0,359 (dla cieków o szerokości koryta >30 m) |
| Elementy fizyczno-chemiczne                             |                                                                             | | | | | |
| Warunki tlenowe i zanieczyszczenie organiczne           | tlen rozpuszczony [mg/l]                                                    | ≥8,9 | ≥7,6 | nie ustala się | nie ustala się | nie ustala się |
| Warunki tlenowe i zanieczyszczenie organiczne           | BZT5 [mg O2/l]                                                              | ≤2,3 | ≤3,5 | nie ustala się | nie ustala się | nie ustala się |
| Warunki tlenowe i zanieczyszczenie organiczne           | OWO [mg C/l]                                                                | ≤8,2 | ≤10,0 | nie ustala się | nie ustala się | nie ustala się |
| Zasolenie                                               | przewodnictwo właściwe w 20 °C [μS/cm]                                      | ≤420 | ≤690 | nie ustala się | nie ustala się | nie ustala się |
| Warunki biogenne                                        | azot amonowy [mg/l]                                                         | ≤0,14 | ≤0,40 | nie ustala się | nie ustala się | nie ustala się |
| Warunki biogenne                                        | azot azotanowy [mg/l]                                                       | ≤1,10 | ≤2,00 | nie ustala się | nie ustala się | nie ustala się |
| Warunki biogenne                                        | azot ogólny (całkowity) [mg/l]                                              | ≤2,00 | ≤3,30 | nie ustala się | nie ustala się | nie ustala się |
| Warunki biogenne                                        | fosfor fosforanowy [mg/l]                                                   | ≤0,06 | ≤0,09 | nie ustala się | nie ustala się | nie ustala się |
| Warunki biogenne                                        | fosfor ogólny [mg/l]                                                        | ≤0,17 | ≤0,33 | nie ustala się | nie ustala się | nie ustala się |
| Substancje szczególnie szkodliwe dla środowiska wodnego | arsen [mg/l]                                                                | ≤0,05 | ≤0,05 | nie ustala się | nie ustala się | nie ustala się |
| Substancje szczególnie szkodliwe dla środowiska wodnego | chrom sześciowartościowy [mg/l]                                             | ≤0,02 | ≤0,02 | nie ustala się | nie ustala się | nie ustala się |
| Substancje szczególnie szkodliwe dla środowiska wodnego | cynk [mg/l]                                                                 | ≤0,1 | ≤0,1 | nie ustala się | nie ustala się | nie ustala się |
| Substancje szczególnie szkodliwe dla środowiska wodnego | miedź [mg/l]                                                                | ≤0,01 | ≤0,01 | nie ustala się | nie ustala się | nie ustala się |
| Substancje szczególnie szkodliwe dla środowiska wodnego | węglowodory ropopochodne – indeks oleju mineralnego [mg/l]                  | ≤0,2 | ≤0,2 | nie ustala się | nie ustala się | nie ustala się |

| Typ RwN – wielka rzeka nizinna                          | Typ RwN – wielka rzeka nizinna                                              | Typ RwN – wielka rzeka nizinna | Typ RwN – wielka rzeka nizinna | Typ RwN – wielka rzeka nizinna  | Typ RwN – wielka rzeka nizinna | Typ RwN – wielka rzeka nizinna |
| ------------------------------------------------------- | --------------------------------------------------------------------------- | ------------------------------ | ------------------------------ | ------------------------------- | ------------------------------ | ------------------------------ |
| Element (według RDW)                                    | Wskaźnik stosowany w Polsce                                                 | Wartość graniczna dla klasy I  | Wartość graniczna dla klasy II | Wartość graniczna dla klasy III | Wartość graniczna dla klasy IV | Wartość graniczna dla klasy V  |
| Elementy biologiczne                                    |                                                                             |                                |                                |                                 |                                |                                |
| Fitoplankton                                            | wskaźnik fitoplanktonowy IFPL                                               | ≥0,96                          | ≥0,79                          | ≥0,47                           | ≥0,16                          | <0,16                          |
| Fitobentos                                              | wskaźnik okrzemkowy IO                                                      | >0,54                          | ≥0,39                          | ≥0,30                           | ≥0,15                          | <0,15                          |
| Makrofity                                               | Makrofitowy Indeks Rzeczny                                                  | nie dotyczy                    | nie dotyczy                    | nie dotyczy                     | nie dotyczy                    | nie dotyczy                    |
| Makrobezkręgowce bentosowe                              | MMI_PL                                                                      | ≥0,913                         | ≥0,710                         | ≥0,473                          | ≥0,237                         | <0,237                         |
| Ichtiofauna                                             | IBI_PL (weryfikowany przez wskaźnik diadromiczny)                           | ≥0,854                         | ≥0,688                         | ≥0,500                          | ≥0,250                         | <0,250                         |
| Elementy hydromorfologiczne                             |                                                                             |                                |                                |                                 |                                |                                |
| Reżim hydrologiczny                                     | Hydromorfologiczny Indeks Rzeczny (weryfikowany przez współczynnik korekty) | ≥0,728                         | ≥0,613                         | ≥0,486                          | ≥0,359                         | <0,359                         |
| Ciągłość cieku                                          | Hydromorfologiczny Indeks Rzeczny (weryfikowany przez współczynnik korekty) | ≥0,728                         | ≥0,613                         | ≥0,486                          | ≥0,359                         | <0,359                         |
| Warunki morfologiczne                                   | Hydromorfologiczny Indeks Rzeczny (weryfikowany przez współczynnik korekty) | ≥0,728                         | ≥0,613                         | ≥0,486                          | ≥0,359                         | <0,359                         |
| Elementy fizyczno-chemiczne                             |                                                                             |                                |                                |                                 |                                |                                |
| Warunki tlenowe i zanieczyszczenie organiczne           | tlen rozpuszczony [mg/l]                                                    | ≥8,2                           | ≥7,5                           | nie ustala się                  | nie ustala się                 | nie ustala się                 |
| Warunki tlenowe i zanieczyszczenie organiczne           | BZT5 [mg O2/l]                                                              | ≤3,0                           | ≤4,0                           | nie ustala się                  | nie ustala się                 | nie ustala się                 |
| Warunki tlenowe i zanieczyszczenie organiczne           | OWO [mg C/l]                                                                | ≤10,0                          | ≤12,5                          | nie ustala się                  | nie ustala się                 | nie ustala się                 |
| Zasolenie                                               | przewodnictwo właściwe w 20 °C [μS/cm]                                      | ≤753                           | ≤850                           | nie ustala się                  | nie ustala się                 | nie ustala się                 |
| Warunki biogenne                                        | azot amonowy [mg/l]                                                         | ≤0,20                          | ≤0,45                          | nie ustala się                  | nie ustala się                 | nie ustala się                 |
| Warunki biogenne                                        | azot azotanowy [mg/l]                                                       | ≤1,60                          | ≤2,20                          | nie ustala się                  | nie ustala się                 | nie ustala się                 |
| Warunki biogenne                                        | azot ogólny (całkowity) [mg/l]                                              | ≤2,20                          | ≤3,50                          | nie ustala się                  | nie ustala się                 | nie ustala się                 |
| Warunki biogenne                                        | fosfor fosforanowy [mg/l]                                                   | ≤0,08                          | ≤0,12                          | nie ustala się                  | nie ustala się                 | nie ustala się                 |
| Warunki biogenne                                        | fosfor ogólny [mg/l]                                                        | ≤0,20                          | ≤0,35                          | nie ustala się                  | nie ustala się                 | nie ustala się                 |
| Substancje szczególnie szkodliwe dla środowiska wodnego | arsen [mg/l]                                                                | ≤0,05                          | ≤0,05                          | nie ustala się                  | nie ustala się                 | nie ustala się                 |
| Substancje szczególnie szkodliwe dla środowiska wodnego | chrom sześciowartościowy [mg/l]                                             | ≤0,02                          | ≤0,02                          | nie ustala się                  | nie ustala się                 | nie ustala się                 |
| Substancje szczególnie szkodliwe dla środowiska wodnego | cynk [mg/l]                                                                 | ≤0,1                           | ≤0,1                           | nie ustala się                  | nie ustala się                 | nie ustala się                 |
| Substancje szczególnie szkodliwe dla środowiska wodnego | miedź [mg/l]                                                                | ≤0,01                          | ≤0,01                          | nie ustala się                  | nie ustala się                 | nie ustala się                 |
| Substancje szczególnie szkodliwe dla środowiska wodnego | węglowodory ropopochodne – indeks oleju mineralnego [mg/l]                  | ≤0,2                           | ≤0,2                           | nie ustala się                  | nie ustala się                 | nie ustala się                 |

| Typ PN_uj – potok lub strumień przyujściowy pod wpływem wód słonych | Typ PN_uj – potok lub strumień przyujściowy pod wpływem wód słonych         | Typ PN_uj – potok lub strumień przyujściowy pod wpływem wód słonych                         | Typ PN_uj – potok lub strumień przyujściowy pod wpływem wód słonych                         | Typ PN_uj – potok lub strumień przyujściowy pod wpływem wód słonych                         | Typ PN_uj – potok lub strumień przyujściowy pod wpływem wód słonych                         | Typ PN_uj – potok lub strumień przyujściowy pod wpływem wód słonych                         |
| ------------------------------------------------------------------- | --------------------------------------------------------------------------- | ------------------------------------------------------------------------------------------- | ------------------------------------------------------------------------------------------- | ------------------------------------------------------------------------------------------- | ------------------------------------------------------------------------------------------- | ------------------------------------------------------------------------------------------- |
| Element (według RDW)                                                | Wskaźnik stosowany w Polsce                                                 | Wartość graniczna dla klasy I                                                               | Wartość graniczna dla klasy II                                                              | Wartość graniczna dla klasy III                                                             | Wartość graniczna dla klasy IV                                                              | Wartość graniczna dla klasy V                                                               |
| Elementy biologiczne                                                |                                                                             |                                                                                             |                                                                                             |                                                                                             |                                                                                             |                                                                                             |
| Fitoplankton                                                        | wskaźnik fitoplanktonowy IFPL                                               | nie dotyczy                                                                                 | nie dotyczy                                                                                 | nie dotyczy                                                                                 | nie dotyczy                                                                                 | nie dotyczy                                                                                 |
| Fitobentos                                                          | wskaźnik okrzemkowy IO                                                      | >0,54                                                                                       | ≥0,39                                                                                       | ≥0,30                                                                                       | ≥0,15                                                                                       | <0,15                                                                                       |
| Makrofity                                                           | Makrofitowy Indeks Rzeczny                                                  | ≥0,844                                                                                      | ≥0,645                                                                                      | ≥0,445                                                                                      | ≥0,230                                                                                      | <0,230                                                                                      |
| Makrobezkręgowce bentosowe                                          | MMI_PL                                                                      | ≥0,913                                                                                      | ≥0,710                                                                                      | ≥0,473                                                                                      | ≥0,237                                                                                      | <0,237                                                                                      |
| Ichtiofauna                                                         | nie dotyczy                                                                 | nie dotyczy                                                                                 | nie dotyczy                                                                                 | nie dotyczy                                                                                 | nie dotyczy                                                                                 | nie dotyczy                                                                                 |
| Elementy hydromorfologiczne                                         |                                                                             |                                                                                             |                                                                                             |                                                                                             |                                                                                             |                                                                                             |
| Reżim hydrologiczny                                                 | Hydromorfologiczny Indeks Rzeczny (weryfikowany przez współczynnik korekty) | ≥0,761 (dla cieków o szerokości koryta ≤30 m) ≥0,728 (dla cieków o szerokości koryta >30 m) | ≥0,639 (dla cieków o szerokości koryta ≤30 m) ≥0,613 (dla cieków o szerokości koryta >30 m) | ≥0,500 (dla cieków o szerokości koryta ≤30 m) ≥0,486 (dla cieków o szerokości koryta >30 m) | ≥0,375 (dla cieków o szerokości koryta ≤30 m) ≥0,359 (dla cieków o szerokości koryta >30 m) | <0,375 (dla cieków o szerokości koryta ≤30 m) <0,359 (dla cieków o szerokości koryta >30 m) |
| Ciągłość cieku                                                      | Hydromorfologiczny Indeks Rzeczny (weryfikowany przez współczynnik korekty) | ≥0,761 (dla cieków o szerokości koryta ≤30 m) ≥0,728 (dla cieków o szerokości koryta >30 m) | ≥0,639 (dla cieków o szerokości koryta ≤30 m) ≥0,613 (dla cieków o szerokości koryta >30 m) | ≥0,500 (dla cieków o szerokości koryta ≤30 m) ≥0,486 (dla cieków o szerokości koryta >30 m) | ≥0,375 (dla cieków o szerokości koryta ≤30 m) ≥0,359 (dla cieków o szerokości koryta >30 m) | <0,375 (dla cieków o szerokości koryta ≤30 m) <0,359 (dla cieków o szerokości koryta >30 m) |
| Warunki morfologiczne                                               | Hydromorfologiczny Indeks Rzeczny (weryfikowany przez współczynnik korekty) | ≥0,761 (dla cieków o szerokości koryta ≤30 m) ≥0,728 (dla cieków o szerokości koryta >30 m) | ≥0,639 (dla cieków o szerokości koryta ≤30 m) ≥0,613 (dla cieków o szerokości koryta >30 m) | ≥0,500 (dla cieków o szerokości koryta ≤30 m) ≥0,486 (dla cieków o szerokości koryta >30 m) | ≥0,375 (dla cieków o szerokości koryta ≤30 m) ≥0,359 (dla cieków o szerokości koryta >30 m) | <0,375 (dla cieków o szerokości koryta ≤30 m) <0,359 (dla cieków o szerokości koryta >30 m) |
| Elementy fizyczno-chemiczne                                         |                                                                             |                                                                                             |                                                                                             |                                                                                             |                                                                                             |                                                                                             |
| Warunki tlenowe i zanieczyszczenie organiczne                       | tlen rozpuszczony [mg/l]                                                    | ≥8,2                                                                                        | ≥7,5                                                                                        | nie ustala się                                                                              | nie ustala się                                                                              | nie ustala się                                                                              |
| Warunki tlenowe i zanieczyszczenie organiczne                       | BZT5 [mg O2/l]                                                              | ≤2,4                                                                                        | ≤4,0                                                                                        | nie ustala się                                                                              | nie ustala się                                                                              | nie ustala się                                                                              |
| Warunki tlenowe i zanieczyszczenie organiczne                       | OWO [mg C/l]                                                                | ≤10,0                                                                                       | ≤12,5                                                                                       | nie ustala się                                                                              | nie ustala się                                                                              | nie ustala się                                                                              |
| Zasolenie                                                           | przewodnictwo właściwe w 20 °C [μS/cm]                                      | ≤750                                                                                        | ≤2300                                                                                       | nie ustala się                                                                              | nie ustala się                                                                              | nie ustala się                                                                              |
| Warunki biogenne                                                    | azot amonowy [mg/l]                                                         | ≤0,20                                                                                       | ≤0,45                                                                                       | nie ustala się                                                                              | nie ustala się                                                                              | nie ustala się                                                                              |
| Warunki biogenne                                                    | azot azotanowy [mg/l]                                                       | ≤1,10                                                                                       | ≤2,00                                                                                       | nie ustala się                                                                              | nie ustala się                                                                              | nie ustala się                                                                              |
| Warunki biogenne                                                    | azot ogólny (całkowity) [mg/l]                                              | ≤2,20                                                                                       | ≤3,00                                                                                       | nie ustala się                                                                              | nie ustala się                                                                              | nie ustala się                                                                              |
| Warunki biogenne                                                    | fosfor fosforanowy [mg/l]                                                   | ≤0,08                                                                                       | ≤0,12                                                                                       | nie ustala się                                                                              | nie ustala się                                                                              | nie ustala się                                                                              |
| Warunki biogenne                                                    | fosfor ogólny [mg/l]                                                        | ≤0,20                                                                                       | ≤0,35                                                                                       | nie ustala się                                                                              | nie ustala się                                                                              | nie ustala się                                                                              |
| Substancje szczególnie szkodliwe dla środowiska wodnego             | arsen [mg/l]                                                                | ≤0,05                                                                                       | ≤0,05                                                                                       | nie ustala się                                                                              | nie ustala się                                                                              | nie ustala się                                                                              |
| Substancje szczególnie szkodliwe dla środowiska wodnego             | chrom sześciowartościowy [mg/l]                                             | ≤0,02                                                                                       | ≤0,02                                                                                       | nie ustala się                                                                              | nie ustala się                                                                              | nie ustala się                                                                              |
| Substancje szczególnie szkodliwe dla środowiska wodnego             | cynk [mg/l]                                                                 | ≤0,1                                                                                        | ≤0,1                                                                                        | nie ustala się                                                                              | nie ustala się                                                                              | nie ustala się                                                                              |
| Substancje szczególnie szkodliwe dla środowiska wodnego             | miedź [mg/l]                                                                | ≤0,01                                                                                       | ≤0,01                                                                                       | nie ustala się                                                                              | nie ustala się                                                                              | nie ustala się                                                                              |
| Substancje szczególnie szkodliwe dla środowiska wodnego             | węglowodory ropopochodne – indeks oleju mineralnego [mg/l]                  | ≤0,2                                                                                        | ≤0,2                                                                                        | nie ustala się                                                                              | nie ustala się                                                                              | nie ustala się                                                                              |

| Typ RzN_uj – rzeka przyujściowa pod wpływem wód słonych | Typ RzN_uj – rzeka przyujściowa pod wpływem wód słonych                     | Typ RzN_uj – rzeka przyujściowa pod wpływem wód słonych                                     | Typ RzN_uj – rzeka przyujściowa pod wpływem wód słonych                                     | Typ RzN_uj – rzeka przyujściowa pod wpływem wód słonych                                     | Typ RzN_uj – rzeka przyujściowa pod wpływem wód słonych                                     | Typ RzN_uj – rzeka przyujściowa pod wpływem wód słonych                                     |
| ------------------------------------------------------- | --------------------------------------------------------------------------- | ------------------------------------------------------------------------------------------- | ------------------------------------------------------------------------------------------- | ------------------------------------------------------------------------------------------- | ------------------------------------------------------------------------------------------- | ------------------------------------------------------------------------------------------- |
| Element (według RDW)                                    | Wskaźnik stosowany w Polsce                                                 | Wartość graniczna dla klasy I                                                               | Wartość graniczna dla klasy II                                                              | Wartość graniczna dla klasy III                                                             | Wartość graniczna dla klasy IV                                                              | Wartość graniczna dla klasy V                                                               |
| Elementy biologiczne                                    |                                                                             |                                                                                             |                                                                                             |                                                                                             |                                                                                             |                                                                                             |
| Fitoplankton                                            | wskaźnik fitoplanktonowy IFPL                                               | nie dotyczy                                                                                 | nie dotyczy                                                                                 | nie dotyczy                                                                                 | nie dotyczy                                                                                 | nie dotyczy                                                                                 |
| Fitobentos                                              | wskaźnik okrzemkowy IO                                                      | >0,54                                                                                       | ≥0,39                                                                                       | ≥0,30                                                                                       | ≥0,15                                                                                       | <0,15                                                                                       |
| Makrofity                                               | Makrofitowy Indeks Rzeczny (dotyczy rzek o szerokości koryta ≤30 m)         | ≥0,831                                                                                      | ≥0,658                                                                                      | ≥0,485                                                                                      | ≥0,312                                                                                      | <0,312                                                                                      |
| Makrobezkręgowce bentosowe                              | MMI_PL                                                                      | ≥0,913                                                                                      | ≥0,710                                                                                      | ≥0,473                                                                                      | ≥0,237                                                                                      | <0,237                                                                                      |
| Ichtiofauna                                             | nie dotyczy                                                                 | nie dotyczy                                                                                 | nie dotyczy                                                                                 | nie dotyczy                                                                                 | nie dotyczy                                                                                 | nie dotyczy                                                                                 |
| Elementy hydromorfologiczne                             |                                                                             |                                                                                             |                                                                                             |                                                                                             |                                                                                             |                                                                                             |
| Reżim hydrologiczny                                     | Hydromorfologiczny Indeks Rzeczny (weryfikowany przez współczynnik korekty) | ≥0,761 (dla cieków o szerokości koryta ≤30 m) ≥0,728 (dla cieków o szerokości koryta >30 m) | ≥0,639 (dla cieków o szerokości koryta ≤30 m) ≥0,613 (dla cieków o szerokości koryta >30 m) | ≥0,500 (dla cieków o szerokości koryta ≤30 m) ≥0,486 (dla cieków o szerokości koryta >30 m) | ≥0,375 (dla cieków o szerokości koryta ≤30 m) ≥0,359 (dla cieków o szerokości koryta >30 m) | <0,375 (dla cieków o szerokości koryta ≤30 m) <0,359 (dla cieków o szerokości koryta >30 m) |
| Ciągłość cieku                                          | Hydromorfologiczny Indeks Rzeczny (weryfikowany przez współczynnik korekty) | ≥0,761 (dla cieków o szerokości koryta ≤30 m) ≥0,728 (dla cieków o szerokości koryta >30 m) | ≥0,639 (dla cieków o szerokości koryta ≤30 m) ≥0,613 (dla cieków o szerokości koryta >30 m) | ≥0,500 (dla cieków o szerokości koryta ≤30 m) ≥0,486 (dla cieków o szerokości koryta >30 m) | ≥0,375 (dla cieków o szerokości koryta ≤30 m) ≥0,359 (dla cieków o szerokości koryta >30 m) | <0,375 (dla cieków o szerokości koryta ≤30 m) <0,359 (dla cieków o szerokości koryta >30 m) |
| Warunki morfologiczne                                   | Hydromorfologiczny Indeks Rzeczny (weryfikowany przez współczynnik korekty) | ≥0,761 (dla cieków o szerokości koryta ≤30 m) ≥0,728 (dla cieków o szerokości koryta >30 m) | ≥0,639 (dla cieków o szerokości koryta ≤30 m) ≥0,613 (dla cieków o szerokości koryta >30 m) | ≥0,500 (dla cieków o szerokości koryta ≤30 m) ≥0,486 (dla cieków o szerokości koryta >30 m) | ≥0,375 (dla cieków o szerokości koryta ≤30 m) ≥0,359 (dla cieków o szerokości koryta >30 m) | <0,375 (dla cieków o szerokości koryta ≤30 m) <0,359 (dla cieków o szerokości koryta >30 m) |
| Elementy fizyczno-chemiczne                             |                                                                             |                                                                                             |                                                                                             |                                                                                             |                                                                                             |                                                                                             |
| Warunki tlenowe i zanieczyszczenie organiczne           | tlen rozpuszczony [mg/l]                                                    | ≥8,2                                                                                        | ≥7,5                                                                                        | nie ustala się                                                                              | nie ustala się                                                                              | nie ustala się                                                                              |
| Warunki tlenowe i zanieczyszczenie organiczne           | BZT5 [mg O2/l]                                                              | ≤2,4                                                                                        | ≤4,0                                                                                        | nie ustala się                                                                              | nie ustala się                                                                              | nie ustala się                                                                              |
| Warunki tlenowe i zanieczyszczenie organiczne           | OWO [mg C/l]                                                                | ≤10,0                                                                                       | ≤12,5                                                                                       | nie ustala się                                                                              | nie ustala się                                                                              | nie ustala się                                                                              |
| Zasolenie                                               | przewodnictwo właściwe w 20 °C [μS/cm]                                      | ≤750                                                                                        | ≤2300                                                                                       | nie ustala się                                                                              | nie ustala się                                                                              | nie ustala się                                                                              |
| Warunki biogenne                                        | azot amonowy [mg/l]                                                         | ≤0,20                                                                                       | ≤0,45                                                                                       | nie ustala się                                                                              | nie ustala się                                                                              | nie ustala się                                                                              |
| Warunki biogenne                                        | azot azotanowy [mg/l]                                                       | ≤1,10                                                                                       | ≤2,00                                                                                       | nie ustala się                                                                              | nie ustala się                                                                              | nie ustala się                                                                              |
| Warunki biogenne                                        | azot ogólny (całkowity) [mg/l]                                              | ≤2,20                                                                                       | ≤3,00                                                                                       | nie ustala się                                                                              | nie ustala się                                                                              | nie ustala się                                                                              |
| Warunki biogenne                                        | fosfor fosforanowy [mg/l]                                                   | ≤0,08                                                                                       | ≤0,12                                                                                       | nie ustala się                                                                              | nie ustala się                                                                              | nie ustala się                                                                              |
| Warunki biogenne                                        | fosfor ogólny [mg/l]                                                        | ≤0,20                                                                                       | ≤0,35                                                                                       | nie ustala się                                                                              | nie ustala się                                                                              | nie ustala się                                                                              |
| Substancje szczególnie szkodliwe dla środowiska wodnego | arsen [mg/l]                                                                | ≤0,05                                                                                       | ≤0,05                                                                                       | nie ustala się                                                                              | nie ustala się                                                                              | nie ustala się                                                                              |
| Substancje szczególnie szkodliwe dla środowiska wodnego | chrom sześciowartościowy [mg/l]                                             | ≤0,02                                                                                       | ≤0,02                                                                                       | nie ustala się                                                                              | nie ustala się                                                                              | nie ustala się                                                                              |
| Substancje szczególnie szkodliwe dla środowiska wodnego | cynk [mg/l]                                                                 | ≤0,1                                                                                        | ≤0,1                                                                                        | nie ustala się                                                                              | nie ustala się                                                                              | nie ustala się                                                                              |
| Substancje szczególnie szkodliwe dla środowiska wodnego | miedź [mg/l]                                                                | ≤0,01                                                                                       | ≤0,01                                                                                       | nie ustala się                                                                              | nie ustala się                                                                              | nie ustala się                                                                              |
| Substancje szczególnie szkodliwe dla środowiska wodnego | węglowodory ropopochodne – indeks oleju mineralnego [mg/l]                  | ≤0,2                                                                                        | ≤0,2                                                                                        | nie ustala się                                                                              | nie ustala się                                                                              | nie ustala się                                                                              |

| Typ P_org – potok lub struga w dolinie o dużym udziale torfowisk | Typ P_org – potok lub struga w dolinie o dużym udziale torfowisk            | Typ P_org – potok lub struga w dolinie o dużym udziale torfowisk                            | Typ P_org – potok lub struga w dolinie o dużym udziale torfowisk                            | Typ P_org – potok lub struga w dolinie o dużym udziale torfowisk                            | Typ P_org – potok lub struga w dolinie o dużym udziale torfowisk                            | Typ P_org – potok lub struga w dolinie o dużym udziale torfowisk                            |
| ---------------------------------------------------------------- | --------------------------------------------------------------------------- | ------------------------------------------------------------------------------------------- | ------------------------------------------------------------------------------------------- | ------------------------------------------------------------------------------------------- | ------------------------------------------------------------------------------------------- | ------------------------------------------------------------------------------------------- |
| Element (według RDW)                                             | Wskaźnik stosowany w Polsce                                                 | Wartość graniczna dla klasy I                                                               | Wartość graniczna dla klasy II                                                              | Wartość graniczna dla klasy III                                                             | Wartość graniczna dla klasy IV                                                              | Wartość graniczna dla klasy V                                                               |
| Elementy biologiczne                                             |                                                                             |                                                                                             |                                                                                             |                                                                                             |                                                                                             |                                                                                             |
| Fitoplankton                                                     | wskaźnik fitoplanktonowy IFPL                                               | nie dotyczy                                                                                 | nie dotyczy                                                                                 | nie dotyczy                                                                                 | nie dotyczy                                                                                 | nie dotyczy                                                                                 |
| Fitobentos                                                       | wskaźnik okrzemkowy IO                                                      | >0,54                                                                                       | ≥0,39                                                                                       | ≥0,30                                                                                       | ≥0,15                                                                                       | <0,15                                                                                       |
| Makrofity                                                        | Makrofitowy Indeks Rzeczny                                                  | ≥0,820                                                                                      | ≥0,621                                                                                      | ≥0,421                                                                                      | ≥0,222                                                                                      | <0,222                                                                                      |
| Makrobezkręgowce bentosowe                                       | MMI_PL                                                                      | ≥0,893                                                                                      | ≥0,687                                                                                      | ≥0,458                                                                                      | ≥0,229                                                                                      | <0,229                                                                                      |
| Ichtiofauna                                                      | IBI_PL                                                                      | ≥0,791                                                                                      | ≥0,646                                                                                      | ≥0,520                                                                                      | ≥0,375                                                                                      | <0,375                                                                                      |
| Elementy hydromorfologiczne                                      |                                                                             |                                                                                             |                                                                                             |                                                                                             |                                                                                             |                                                                                             |
| Reżim hydrologiczny                                              | Hydromorfologiczny Indeks Rzeczny (weryfikowany przez współczynnik korekty) | ≥0,725 (dla cieków o szerokości koryta ≤30 m) ≥0,728 (dla cieków o szerokości koryta >30 m) | ≥0,592 (dla cieków o szerokości koryta ≤30 m) ≥0,613 (dla cieków o szerokości koryta >30 m) | ≥0,459 (dla cieków o szerokości koryta ≤30 m) ≥0,486 (dla cieków o szerokości koryta >30 m) | ≥0,326 (dla cieków o szerokości koryta ≤30 m) ≥0,359 (dla cieków o szerokości koryta >30 m) | <0,326 (dla cieków o szerokości koryta ≤30 m) <0,359 (dla cieków o szerokości koryta >30 m) |
| Ciągłość cieku                                                   | Hydromorfologiczny Indeks Rzeczny (weryfikowany przez współczynnik korekty) | ≥0,725 (dla cieków o szerokości koryta ≤30 m) ≥0,728 (dla cieków o szerokości koryta >30 m) | ≥0,592 (dla cieków o szerokości koryta ≤30 m) ≥0,613 (dla cieków o szerokości koryta >30 m) | ≥0,459 (dla cieków o szerokości koryta ≤30 m) ≥0,486 (dla cieków o szerokości koryta >30 m) | ≥0,326 (dla cieków o szerokości koryta ≤30 m) ≥0,359 (dla cieków o szerokości koryta >30 m) | <0,326 (dla cieków o szerokości koryta ≤30 m) <0,359 (dla cieków o szerokości koryta >30 m) |
| Warunki morfologiczne                                            | Hydromorfologiczny Indeks Rzeczny (weryfikowany przez współczynnik korekty) | ≥0,725 (dla cieków o szerokości koryta ≤30 m) ≥0,728 (dla cieków o szerokości koryta >30 m) | ≥0,592 (dla cieków o szerokości koryta ≤30 m) ≥0,613 (dla cieków o szerokości koryta >30 m) | ≥0,459 (dla cieków o szerokości koryta ≤30 m) ≥0,486 (dla cieków o szerokości koryta >30 m) | ≥0,326 (dla cieków o szerokości koryta ≤30 m) ≥0,359 (dla cieków o szerokości koryta >30 m) | <0,326 (dla cieków o szerokości koryta ≤30 m) <0,359 (dla cieków o szerokości koryta >30 m) |
| Elementy fizyczno-chemiczne                                      |                                                                             |                                                                                             |                                                                                             |                                                                                             |                                                                                             |                                                                                             |
| Warunki tlenowe i zanieczyszczenie organiczne                    | tlen rozpuszczony [mg/l]                                                    | ≥8,2                                                                                        | ≥7,5                                                                                        | nie ustala się                                                                              | nie ustala się                                                                              | nie ustala się                                                                              |
| Warunki tlenowe i zanieczyszczenie organiczne                    | BZT5 [mg O2/l]                                                              | ≤3,0                                                                                        | ≤4,1                                                                                        | nie ustala się                                                                              | nie ustala się                                                                              | nie ustala się                                                                              |
| Warunki tlenowe i zanieczyszczenie organiczne                    | OWO [mg C/l]                                                                | ≤12,0                                                                                       | ≤15,0                                                                                       | nie ustala się                                                                              | nie ustala się                                                                              | nie ustala się                                                                              |
| Zasolenie                                                        | przewodnictwo właściwe w 20 °C [μS/cm]                                      | ≤450                                                                                        | ≤570                                                                                        | nie ustala się                                                                              | nie ustala się                                                                              | nie ustala się                                                                              |
| Warunki biogenne                                                 | azot amonowy [mg/l]                                                         | ≤0,14                                                                                       | ≤0,42                                                                                       | nie ustala się                                                                              | nie ustala się                                                                              | nie ustala się                                                                              |
| Warunki biogenne                                                 | azot azotanowy [mg/l]                                                       | ≤1,30                                                                                       | ≤2,10                                                                                       | nie ustala się                                                                              | nie ustala się                                                                              | nie ustala się                                                                              |
| Warunki biogenne                                                 | azot ogólny (całkowity) [mg/l]                                              | ≤2,20                                                                                       | ≤3,50                                                                                       | nie ustala się                                                                              | nie ustala się                                                                              | nie ustala się                                                                              |
| Warunki biogenne                                                 | fosfor fosforanowy [mg/l]                                                   | ≤0,07                                                                                       | ≤0,09                                                                                       | nie ustala się                                                                              | nie ustala się                                                                              | nie ustala się                                                                              |
| Warunki biogenne                                                 | fosfor ogólny [mg/l]                                                        | ≤0,20                                                                                       | ≤0,33                                                                                       | nie ustala się                                                                              | nie ustala się                                                                              | nie ustala się                                                                              |
| Substancje szczególnie szkodliwe dla środowiska wodnego          | arsen [mg/l]                                                                | ≤0,05                                                                                       | ≤0,05                                                                                       | nie ustala się                                                                              | nie ustala się                                                                              | nie ustala się                                                                              |
| Substancje szczególnie szkodliwe dla środowiska wodnego          | chrom sześciowartościowy [mg/l]                                             | ≤0,02                                                                                       | ≤0,02                                                                                       | nie ustala się                                                                              | nie ustala się                                                                              | nie ustala się                                                                              |
| Substancje szczególnie szkodliwe dla środowiska wodnego          | cynk [mg/l]                                                                 | ≤0,1                                                                                        | ≤0,1                                                                                        | nie ustala się                                                                              | nie ustala się                                                                              | nie ustala się                                                                              |
| Substancje szczególnie szkodliwe dla środowiska wodnego          | miedź [mg/l]                                                                | ≤0,01                                                                                       | ≤0,01                                                                                       | nie ustala się                                                                              | nie ustala się                                                                              | nie ustala się                                                                              |
| Substancje szczególnie szkodliwe dla środowiska wodnego          | węglowodory ropopochodne – indeks oleju mineralnego [mg/l]                  | ≤0,2                                                                                        | ≤0,2                                                                                        | nie ustala się                                                                              | nie ustala się                                                                              | nie ustala się                                                                              |

| Typ R_org – rzeka w dolinie o dużym udziale torfowisk   | Typ R_org – rzeka w dolinie o dużym udziale torfowisk                       | Typ R_org – rzeka w dolinie o dużym udziale torfowisk                                       | Typ R_org – rzeka w dolinie o dużym udziale torfowisk                                       | Typ R_org – rzeka w dolinie o dużym udziale torfowisk                                       | Typ R_org – rzeka w dolinie o dużym udziale torfowisk                                       | Typ R_org – rzeka w dolinie o dużym udziale torfowisk                                       |
| ------------------------------------------------------- | --------------------------------------------------------------------------- | ------------------------------------------------------------------------------------------- | ------------------------------------------------------------------------------------------- | ------------------------------------------------------------------------------------------- | ------------------------------------------------------------------------------------------- | ------------------------------------------------------------------------------------------- |
| Element (według RDW)                                    | Wskaźnik stosowany w Polsce                                                 | Wartość graniczna dla klasy I                                                               | Wartość graniczna dla klasy II                                                              | Wartość graniczna dla klasy III                                                             | Wartość graniczna dla klasy IV                                                              | Wartość graniczna dla klasy V                                                               |
| Elementy biologiczne                                    |                                                                             |                                                                                             |                                                                                             |                                                                                             |                                                                                             |                                                                                             |
| Fitoplankton                                            | wskaźnik fitoplanktonowy IFPL                                               | ≥0,96                                                                                       | ≥0,79                                                                                       | ≥0,47                                                                                       | ≥0,16                                                                                       | <0,16                                                                                       |
| Fitobentos                                              | wskaźnik okrzemkowy IO                                                      | >0,54                                                                                       | ≥0,39                                                                                       | ≥0,30                                                                                       | ≥0,15                                                                                       | <0,15                                                                                       |
| Makrofity                                               | Makrofitowy Indeks Rzeczny                                                  | ≥0,832                                                                                      | ≥0,663                                                                                      | ≥0,494                                                                                      | ≥0,325                                                                                      | <0,325                                                                                      |
| Makrobezkręgowce bentosowe                              | MMI_PL                                                                      | ≥0,893                                                                                      | ≥0,687                                                                                      | ≥0,458                                                                                      | ≥0,229                                                                                      | <0,229                                                                                      |
| Ichtiofauna                                             | IBI_PL                                                                      | ≥0,791                                                                                      | ≥0,646                                                                                      | ≥0,520                                                                                      | ≥0,375                                                                                      | <0,375                                                                                      |
| Elementy hydromorfologiczne                             |                                                                             |                                                                                             |                                                                                             |                                                                                             |                                                                                             |                                                                                             |
| Reżim hydrologiczny                                     | Hydromorfologiczny Indeks Rzeczny (weryfikowany przez współczynnik korekty) | ≥0,725 (dla cieków o szerokości koryta ≤30 m) ≥0,728 (dla cieków o szerokości koryta >30 m) | ≥0,592 (dla cieków o szerokości koryta ≤30 m) ≥0,613 (dla cieków o szerokości koryta >30 m) | ≥0,459 (dla cieków o szerokości koryta ≤30 m) ≥0,486 (dla cieków o szerokości koryta >30 m) | ≥0,326 (dla cieków o szerokości koryta ≤30 m) ≥0,359 (dla cieków o szerokości koryta >30 m) | <0,326 (dla cieków o szerokości koryta ≤30 m) <0,359 (dla cieków o szerokości koryta >30 m) |
| Ciągłość cieku                                          | Hydromorfologiczny Indeks Rzeczny (weryfikowany przez współczynnik korekty) | ≥0,725 (dla cieków o szerokości koryta ≤30 m) ≥0,728 (dla cieków o szerokości koryta >30 m) | ≥0,592 (dla cieków o szerokości koryta ≤30 m) ≥0,613 (dla cieków o szerokości koryta >30 m) | ≥0,459 (dla cieków o szerokości koryta ≤30 m) ≥0,486 (dla cieków o szerokości koryta >30 m) | ≥0,326 (dla cieków o szerokości koryta ≤30 m) ≥0,359 (dla cieków o szerokości koryta >30 m) | <0,326 (dla cieków o szerokości koryta ≤30 m) <0,359 (dla cieków o szerokości koryta >30 m) |
| Warunki morfologiczne                                   | Hydromorfologiczny Indeks Rzeczny (weryfikowany przez współczynnik korekty) | ≥0,725 (dla cieków o szerokości koryta ≤30 m) ≥0,728 (dla cieków o szerokości koryta >30 m) | ≥0,592 (dla cieków o szerokości koryta ≤30 m) ≥0,613 (dla cieków o szerokości koryta >30 m) | ≥0,459 (dla cieków o szerokości koryta ≤30 m) ≥0,486 (dla cieków o szerokości koryta >30 m) | ≥0,326 (dla cieków o szerokości koryta ≤30 m) ≥0,359 (dla cieków o szerokości koryta >30 m) | <0,326 (dla cieków o szerokości koryta ≤30 m) <0,359 (dla cieków o szerokości koryta >30 m) |
| Elementy fizyczno-chemiczne                             |                                                                             |                                                                                             |                                                                                             |                                                                                             |                                                                                             |                                                                                             |
| Warunki tlenowe i zanieczyszczenie organiczne           | tlen rozpuszczony [mg/l]                                                    | ≥8,2                                                                                        | ≥7,5                                                                                        | nie ustala się                                                                              | nie ustala się                                                                              | nie ustala się                                                                              |
| Warunki tlenowe i zanieczyszczenie organiczne           | BZT5 [mg O2/l]                                                              | ≤3,0                                                                                        | ≤4,1                                                                                        | nie ustala się                                                                              | nie ustala się                                                                              | nie ustala się                                                                              |
| Warunki tlenowe i zanieczyszczenie organiczne           | OWO [mg C/l]                                                                | ≤12,0                                                                                       | ≤15,0                                                                                       | nie ustala się                                                                              | nie ustala się                                                                              | nie ustala się                                                                              |
| Zasolenie                                               | przewodnictwo właściwe w 20 °C [μS/cm]                                      | ≤450                                                                                        | ≤570                                                                                        | nie ustala się                                                                              | nie ustala się                                                                              | nie ustala się                                                                              |
| Warunki biogenne                                        | azot amonowy [mg/l]                                                         | ≤0,14                                                                                       | ≤0,42                                                                                       | nie ustala się                                                                              | nie ustala się                                                                              | nie ustala się                                                                              |
| Warunki biogenne                                        | azot azotanowy [mg/l]                                                       | ≤1,30                                                                                       | ≤2,10                                                                                       | nie ustala się                                                                              | nie ustala się                                                                              | nie ustala się                                                                              |
| Warunki biogenne                                        | azot ogólny (całkowity) [mg/l]                                              | ≤2,20                                                                                       | ≤3,50                                                                                       | nie ustala się                                                                              | nie ustala się                                                                              | nie ustala się                                                                              |
| Warunki biogenne                                        | fosfor fosforanowy [mg/l]                                                   | ≤0,07                                                                                       | ≤0,09                                                                                       | nie ustala się                                                                              | nie ustala się                                                                              | nie ustala się                                                                              |
| Warunki biogenne                                        | fosfor ogólny [mg/l]                                                        | ≤0,20                                                                                       | ≤0,33                                                                                       | nie ustala się                                                                              | nie ustala się                                                                              | nie ustala się                                                                              |
| Substancje szczególnie szkodliwe dla środowiska wodnego | arsen [mg/l]                                                                | ≤0,05                                                                                       | ≤0,05                                                                                       | nie ustala się                                                                              | nie ustala się                                                                              | nie ustala się                                                                              |
| Substancje szczególnie szkodliwe dla środowiska wodnego | chrom sześciowartościowy [mg/l]                                             | ≤0,02                                                                                       | ≤0,02                                                                                       | nie ustala się                                                                              | nie ustala się                                                                              | nie ustala się                                                                              |
| Substancje szczególnie szkodliwe dla środowiska wodnego | cynk [mg/l]                                                                 | ≤0,1                                                                                        | ≤0,1                                                                                        | nie ustala się                                                                              | nie ustala się                                                                              | nie ustala się                                                                              |
| Substancje szczególnie szkodliwe dla środowiska wodnego | miedź [mg/l]                                                                | ≤0,01                                                                                       | ≤0,01                                                                                       | nie ustala się                                                                              | nie ustala się                                                                              | nie ustala się                                                                              |
| Substancje szczególnie szkodliwe dla środowiska wodnego | węglowodory ropopochodne – indeks oleju mineralnego [mg/l]                  | ≤0,2                                                                                        | ≤0,2                                                                                        | nie ustala się                                                                              | nie ustala się                                                                              | nie ustala się                                                                              |

| Typ P_poj – potok w systemie rzeczno-jeziorowym Pojezierzy | Typ P_poj – potok w systemie rzeczno-jeziorowym Pojezierzy                  | Typ P_poj – potok w systemie rzeczno-jeziorowym Pojezierzy                                  | Typ P_poj – potok w systemie rzeczno-jeziorowym Pojezierzy                                  | Typ P_poj – potok w systemie rzeczno-jeziorowym Pojezierzy                                  | Typ P_poj – potok w systemie rzeczno-jeziorowym Pojezierzy                                  | Typ P_poj – potok w systemie rzeczno-jeziorowym Pojezierzy                                  |  |
| ---------------------------------------------------------- | --------------------------------------------------------------------------- | ------------------------------------------------------------------------------------------- | ------------------------------------------------------------------------------------------- | ------------------------------------------------------------------------------------------- | ------------------------------------------------------------------------------------------- | ------------------------------------------------------------------------------------------- |  |
| Element (według RDW)                                       | Wskaźnik stosowany w Polsce                                                 | Wartość graniczna dla klasy I                                                               | Wartość graniczna dla klasy II                                                              | Wartość graniczna dla klasy III                                                             | Wartość graniczna dla klasy IV                                                              | Wartość graniczna dla klasy V                                                               |  |
| Elementy biologiczne                                       |                                                                             |                                                                                             |                                                                                             |                                                                                             |                                                                                             |                                                                                             |  |
| Fitoplankton                                               | wskaźnik fitoplanktonowy IFPL                                               | nie dotyczy                                                                                 | nie dotyczy                                                                                 | nie dotyczy                                                                                 | nie dotyczy                                                                                 | nie dotyczy                                                                                 |  |
| Fitobentos                                                 | wskaźnik okrzemkowy IO                                                      | >0,54                                                                                       | ≥0,39                                                                                       | ≥0,30                                                                                       | ≥0,15                                                                                       | <0,15                                                                                       |  |
| Makrofity                                                  | Makrofitowy Indeks Rzeczny                                                  | ≥0,820                                                                                      | ≥0,621                                                                                      | ≥0,421                                                                                      | ≥0,222                                                                                      | <0,222                                                                                      |  |
| Makrobezkręgowce bentosowe                                 | MMI_PL                                                                      | ≥0,893                                                                                      | ≥0,687                                                                                      | ≥0,458                                                                                      | ≥0,229                                                                                      | <0,229                                                                                      |  |
| Ichtiofauna                                                | IBI_PL                                                                      | ≥0,791                                                                                      | ≥0,646                                                                                      | ≥0,520                                                                                      | ≥0,375                                                                                      | <0,375                                                                                      |  |
| Elementy hydromorfologiczne                                |                                                                             |                                                                                             |                                                                                             |                                                                                             |                                                                                             |                                                                                             |  |
| Reżim hydrologiczny                                        | Hydromorfologiczny Indeks Rzeczny (weryfikowany przez współczynnik korekty) | ≥0,761 (dla cieków o szerokości koryta ≤30 m) ≥0,728 (dla cieków o szerokości koryta >30 m) | ≥0,639 (dla cieków o szerokości koryta ≤30 m) ≥0,613 (dla cieków o szerokości koryta >30 m) | ≥0,500 (dla cieków o szerokości koryta ≤30 m) ≥0,486 (dla cieków o szerokości koryta >30 m) | ≥0,375 (dla cieków o szerokości koryta ≤30 m) ≥0,359 (dla cieków o szerokości koryta >30 m) | <0,375 (dla cieków o szerokości koryta ≤30 m) <0,359 (dla cieków o szerokości koryta >30 m) |  |
| Ciągłość cieku                                             | Hydromorfologiczny Indeks Rzeczny (weryfikowany przez współczynnik korekty) | ≥0,761 (dla cieków o szerokości koryta ≤30 m) ≥0,728 (dla cieków o szerokości koryta >30 m) | ≥0,639 (dla cieków o szerokości koryta ≤30 m) ≥0,613 (dla cieków o szerokości koryta >30 m) | ≥0,500 (dla cieków o szerokości koryta ≤30 m) ≥0,486 (dla cieków o szerokości koryta >30 m) | ≥0,375 (dla cieków o szerokości koryta ≤30 m) ≥0,359 (dla cieków o szerokości koryta >30 m) | <0,375 (dla cieków o szerokości koryta ≤30 m) <0,359 (dla cieków o szerokości koryta >30 m) |  |
| Warunki morfologiczne                                      | Hydromorfologiczny Indeks Rzeczny (weryfikowany przez współczynnik korekty) | ≥0,761 (dla cieków o szerokości koryta ≤30 m) ≥0,728 (dla cieków o szerokości koryta >30 m) | ≥0,639 (dla cieków o szerokości koryta ≤30 m) ≥0,613 (dla cieków o szerokości koryta >30 m) | ≥0,500 (dla cieków o szerokości koryta ≤30 m) ≥0,486 (dla cieków o szerokości koryta >30 m) | ≥0,375 (dla cieków o szerokości koryta ≤30 m) ≥0,359 (dla cieków o szerokości koryta >30 m) | <0,375 (dla cieków o szerokości koryta ≤30 m) <0,359 (dla cieków o szerokości koryta >30 m) |  |
| Elementy fizyczno-chemiczne                                |                                                                             |                                                                                             |                                                                                             |                                                                                             |                                                                                             |                                                                                             |  |
| Warunki tlenowe i zanieczyszczenie organiczne              | tlen rozpuszczony [mg/l]                                                    | ≥8,5                                                                                        | ≥7,5                                                                                        | nie ustala się                                                                              | nie ustala się                                                                              | nie ustala się                                                                              |  |
| Warunki tlenowe i zanieczyszczenie organiczne              | BZT5 [mg O2/l]                                                              | ≤3,0                                                                                        | ≤3,8                                                                                        | nie ustala się                                                                              | nie ustala się                                                                              | nie ustala się                                                                              |  |
| Warunki tlenowe i zanieczyszczenie organiczne              | OWO [mg C/l]                                                                | ≤9,0                                                                                        | ≤12,1                                                                                       | nie ustala się                                                                              | nie ustala się                                                                              | nie ustala się                                                                              |  |
| Zasolenie                                                  | przewodnictwo właściwe w 20 °C [μS/cm]                                      | ≤360                                                                                        | ≤480                                                                                        | nie ustala się                                                                              | nie ustala się                                                                              | nie ustala się                                                                              |  |
| Warunki biogenne                                           | azot amonowy [mg/l]                                                         | ≤0,12                                                                                       | ≤0,30                                                                                       | nie ustala się                                                                              | nie ustala się                                                                              | nie ustala się                                                                              |  |
| Warunki biogenne                                           | azot azotanowy [mg/l]                                                       | ≤0,80                                                                                       | ≤1,30                                                                                       | nie ustala się                                                                              | nie ustala się                                                                              | nie ustala się                                                                              |  |
| Warunki biogenne                                           | azot ogólny (całkowity) [mg/l]                                              | ≤1,50                                                                                       | ≤2,50                                                                                       | nie ustala się                                                                              | nie ustala się                                                                              | nie ustala się                                                                              |  |
| Warunki biogenne                                           | fosfor fosforanowy [mg/l]                                                   | ≤0,02                                                                                       | ≤0,08                                                                                       | nie ustala się                                                                              | nie ustala się                                                                              | nie ustala się                                                                              |  |
| Warunki biogenne                                           | fosfor ogólny [mg/l]                                                        | ≤0,10                                                                                       | ≤0,30                                                                                       | nie ustala się                                                                              | nie ustala się                                                                              | nie ustala się                                                                              |  |
| Substancje szczególnie szkodliwe dla środowiska wodnego    | arsen [mg/l]                                                                | ≤0,05                                                                                       | ≤0,05                                                                                       | nie ustala się                                                                              | nie ustala się                                                                              | nie ustala się                                                                              |  |
| Substancje szczególnie szkodliwe dla środowiska wodnego    | chrom sześciowartościowy [mg/l]                                             | ≤0,02                                                                                       | ≤0,02                                                                                       | nie ustala się                                                                              | nie ustala się                                                                              | nie ustala się                                                                              |  |
| Substancje szczególnie szkodliwe dla środowiska wodnego    | cynk [mg/l]                                                                 | ≤0,1                                                                                        | ≤0,1                                                                                        | nie ustala się                                                                              | nie ustala się                                                                              | nie ustala się                                                                              |  |
| Substancje szczególnie szkodliwe dla środowiska wodnego    | miedź [mg/l]                                                                | ≤0,01                                                                                       | ≤0,01                                                                                       | nie ustala się                                                                              | nie ustala się                                                                              | nie ustala się                                                                              |  |
| Substancje szczególnie szkodliwe dla środowiska wodnego    | węglowodory ropopochodne – indeks oleju mineralnego [mg/l]                  | ≤0,2                                                                                        | ≤0,2                                                                                        | nie ustala się                                                                              | nie ustala się                                                                              | nie ustala się                                                                              |  |

| Typ Pl_poj – potok w systemie rzeczno-jeziorowym Pojezierzy łososiowy | Typ Pl_poj – potok w systemie rzeczno-jeziorowym Pojezierzy łososiowy       | Typ Pl_poj – potok w systemie rzeczno-jeziorowym Pojezierzy łososiowy                       | Typ Pl_poj – potok w systemie rzeczno-jeziorowym Pojezierzy łososiowy                       | Typ Pl_poj – potok w systemie rzeczno-jeziorowym Pojezierzy łososiowy                       | Typ Pl_poj – potok w systemie rzeczno-jeziorowym Pojezierzy łososiowy                       | Typ Pl_poj – potok w systemie rzeczno-jeziorowym Pojezierzy łososiowy                       |
| --------------------------------------------------------------------- | --------------------------------------------------------------------------- | ------------------------------------------------------------------------------------------- | ------------------------------------------------------------------------------------------- | ------------------------------------------------------------------------------------------- | ------------------------------------------------------------------------------------------- | ------------------------------------------------------------------------------------------- |
| Element (według RDW)                                                  | Wskaźnik stosowany w Polsce                                                 | Wartość graniczna dla klasy I                                                               | Wartość graniczna dla klasy II                                                              | Wartość graniczna dla klasy III                                                             | Wartość graniczna dla klasy IV                                                              | Wartość graniczna dla klasy V                                                               |
| Elementy biologiczne                                                  |                                                                             |                                                                                             |                                                                                             |                                                                                             |                                                                                             |                                                                                             |
| Fitoplankton                                                          | wskaźnik fitoplanktonowy IFPL                                               | nie dotyczy                                                                                 | nie dotyczy                                                                                 | nie dotyczy                                                                                 | nie dotyczy                                                                                 | nie dotyczy                                                                                 |
| Fitobentos                                                            | wskaźnik okrzemkowy IO                                                      | >0,54                                                                                       | ≥0,39                                                                                       | ≥0,30                                                                                       | ≥0,15                                                                                       | <0,15                                                                                       |
| Makrofity                                                             | Makrofitowy Indeks Rzeczny                                                  | ≥0,819                                                                                      | ≥0,617                                                                                      | ≥0,414                                                                                      | ≥0,212                                                                                      | <0,212                                                                                      |
| Makrobezkręgowce bentosowe                                            | MMI_PL                                                                      | ≥0,893                                                                                      | ≥0,687                                                                                      | ≥0,458                                                                                      | ≥0,229                                                                                      | <0,229                                                                                      |
| Ichtiofauna                                                           | IBI_PL                                                                      | ≥0,791                                                                                      | ≥0,646                                                                                      | ≥0,520                                                                                      | ≥0,375                                                                                      | <0,375                                                                                      |
| Elementy hydromorfologiczne                                           |                                                                             |                                                                                             |                                                                                             |                                                                                             |                                                                                             |                                                                                             |
| Reżim hydrologiczny                                                   | Hydromorfologiczny Indeks Rzeczny (weryfikowany przez współczynnik korekty) | ≥0,761 (dla cieków o szerokości koryta ≤30 m) ≥0,728 (dla cieków o szerokości koryta >30 m) | ≥0,639 (dla cieków o szerokości koryta ≤30 m) ≥0,613 (dla cieków o szerokości koryta >30 m) | ≥0,500 (dla cieków o szerokości koryta ≤30 m) ≥0,486 (dla cieków o szerokości koryta >30 m) | ≥0,375 (dla cieków o szerokości koryta ≤30 m) ≥0,359 (dla cieków o szerokości koryta >30 m) | <0,375 (dla cieków o szerokości koryta ≤30 m) <0,359 (dla cieków o szerokości koryta >30 m) |
| Ciągłość cieku                                                        | Hydromorfologiczny Indeks Rzeczny (weryfikowany przez współczynnik korekty) | ≥0,761 (dla cieków o szerokości koryta ≤30 m) ≥0,728 (dla cieków o szerokości koryta >30 m) | ≥0,639 (dla cieków o szerokości koryta ≤30 m) ≥0,613 (dla cieków o szerokości koryta >30 m) | ≥0,500 (dla cieków o szerokości koryta ≤30 m) ≥0,486 (dla cieków o szerokości koryta >30 m) | ≥0,375 (dla cieków o szerokości koryta ≤30 m) ≥0,359 (dla cieków o szerokości koryta >30 m) | <0,375 (dla cieków o szerokości koryta ≤30 m) <0,359 (dla cieków o szerokości koryta >30 m) |
| Warunki morfologiczne                                                 | Hydromorfologiczny Indeks Rzeczny (weryfikowany przez współczynnik korekty) | ≥0,761 (dla cieków o szerokości koryta ≤30 m) ≥0,728 (dla cieków o szerokości koryta >30 m) | ≥0,639 (dla cieków o szerokości koryta ≤30 m) ≥0,613 (dla cieków o szerokości koryta >30 m) | ≥0,500 (dla cieków o szerokości koryta ≤30 m) ≥0,486 (dla cieków o szerokości koryta >30 m) | ≥0,375 (dla cieków o szerokości koryta ≤30 m) ≥0,359 (dla cieków o szerokości koryta >30 m) | <0,375 (dla cieków o szerokości koryta ≤30 m) <0,359 (dla cieków o szerokości koryta >30 m) |
| Elementy fizyczno-chemiczne                                           |                                                                             |                                                                                             |                                                                                             |                                                                                             |                                                                                             |                                                                                             |
| Warunki tlenowe i zanieczyszczenie organiczne                         | tlen rozpuszczony [mg/l]                                                    | ≥8,5                                                                                        | ≥7,5                                                                                        | nie ustala się                                                                              | nie ustala się                                                                              | nie ustala się                                                                              |
| Warunki tlenowe i zanieczyszczenie organiczne                         | BZT5 [mg O2/l]                                                              | ≤3,0                                                                                        | ≤3,8                                                                                        | nie ustala się                                                                              | nie ustala się                                                                              | nie ustala się                                                                              |
| Warunki tlenowe i zanieczyszczenie organiczne                         | OWO [mg C/l]                                                                | ≤9,0                                                                                        | ≤12,1                                                                                       | nie ustala się                                                                              | nie ustala się                                                                              | nie ustala się                                                                              |
| Zasolenie                                                             | przewodnictwo właściwe w 20 °C [μS/cm]                                      | ≤360                                                                                        | ≤480                                                                                        | nie ustala się                                                                              | nie ustala się                                                                              | nie ustala się                                                                              |
| Warunki biogenne                                                      | azot amonowy [mg/l]                                                         | ≤0,12                                                                                       | ≤0,30                                                                                       | nie ustala się                                                                              | nie ustala się                                                                              | nie ustala się                                                                              |
| Warunki biogenne                                                      | azot azotanowy [mg/l]                                                       | ≤0,80                                                                                       | ≤1,30                                                                                       | nie ustala się                                                                              | nie ustala się                                                                              | nie ustala się                                                                              |
| Warunki biogenne                                                      | azot ogólny (całkowity) [mg/l]                                              | ≤1,50                                                                                       | ≤2,50                                                                                       | nie ustala się                                                                              | nie ustala się                                                                              | nie ustala się                                                                              |
| Warunki biogenne                                                      | fosfor fosforanowy [mg/l]                                                   | ≤0,02                                                                                       | ≤0,08                                                                                       | nie ustala się                                                                              | nie ustala się                                                                              | nie ustala się                                                                              |
| Warunki biogenne                                                      | fosfor ogólny [mg/l]                                                        | ≤0,10                                                                                       | ≤0,30                                                                                       | nie ustala się                                                                              | nie ustala się                                                                              | nie ustala się                                                                              |
| Substancje szczególnie szkodliwe dla środowiska wodnego               | arsen [mg/l]                                                                | ≤0,05                                                                                       | ≤0,05                                                                                       | nie ustala się                                                                              | nie ustala się                                                                              | nie ustala się                                                                              |
| Substancje szczególnie szkodliwe dla środowiska wodnego               | chrom sześciowartościowy [mg/l]                                             | ≤0,02                                                                                       | ≤0,02                                                                                       | nie ustala się                                                                              | nie ustala się                                                                              | nie ustala się                                                                              |
| Substancje szczególnie szkodliwe dla środowiska wodnego               | cynk [mg/l]                                                                 | ≤0,1                                                                                        | ≤0,1                                                                                        | nie ustala się                                                                              | nie ustala się                                                                              | nie ustala się                                                                              |
| Substancje szczególnie szkodliwe dla środowiska wodnego               | miedź [mg/l]                                                                | ≤0,01                                                                                       | ≤0,01                                                                                       | nie ustala się                                                                              | nie ustala się                                                                              | nie ustala się                                                                              |
| Substancje szczególnie szkodliwe dla środowiska wodnego               | węglowodory ropopochodne – indeks oleju mineralnego [mg/l]                  | ≤0,2                                                                                        | ≤0,2                                                                                        | nie ustala się                                                                              | nie ustala się                                                                              | nie ustala się                                                                              |

| Typ R_poj – rzeka w systemie rzeczno-jeziorowym Pojezierzy | Typ R_poj – rzeka w systemie rzeczno-jeziorowym Pojezierzy                  | Typ R_poj – rzeka w systemie rzeczno-jeziorowym Pojezierzy                                  | Typ R_poj – rzeka w systemie rzeczno-jeziorowym Pojezierzy                                  | Typ R_poj – rzeka w systemie rzeczno-jeziorowym Pojezierzy                                  | Typ R_poj – rzeka w systemie rzeczno-jeziorowym Pojezierzy                                  | Typ R_poj – rzeka w systemie rzeczno-jeziorowym Pojezierzy                                  |
| ---------------------------------------------------------- | --------------------------------------------------------------------------- | ------------------------------------------------------------------------------------------- | ------------------------------------------------------------------------------------------- | ------------------------------------------------------------------------------------------- | ------------------------------------------------------------------------------------------- | ------------------------------------------------------------------------------------------- |
| Element (według RDW)                                       | Wskaźnik stosowany w Polsce                                                 | Wartość graniczna dla klasy I                                                               | Wartość graniczna dla klasy II                                                              | Wartość graniczna dla klasy III                                                             | Wartość graniczna dla klasy IV                                                              | Wartość graniczna dla klasy V                                                               |
| Elementy biologiczne                                       |                                                                             |                                                                                             |                                                                                             |                                                                                             |                                                                                             |                                                                                             |
| Fitoplankton                                               | wskaźnik fitoplanktonowy IFPL                                               | ≥0,96                                                                                       | ≥0,79                                                                                       | ≥0,47                                                                                       | ≥0,16                                                                                       | <0,16                                                                                       |
| Fitobentos                                                 | wskaźnik okrzemkowy IO                                                      | >0,54                                                                                       | ≥0,39                                                                                       | ≥0,30                                                                                       | ≥0,15                                                                                       | <0,15                                                                                       |
| Makrofity                                                  | Makrofitowy Indeks Rzeczny                                                  | ≥0,832                                                                                      | ≥0,663                                                                                      | ≥0,494                                                                                      | ≥0,325                                                                                      | <0,325                                                                                      |
| Makrobezkręgowce bentosowe                                 | MMI_PL                                                                      | ≥0,893                                                                                      | ≥0,687                                                                                      | ≥0,458                                                                                      | ≥0,229                                                                                      | <0,229                                                                                      |
| Ichtiofauna                                                | IBI_PL                                                                      | ≥0,791                                                                                      | ≥0,646                                                                                      | ≥0,520                                                                                      | ≥0,375                                                                                      | <0,375                                                                                      |
| Elementy hydromorfologiczne                                |                                                                             |                                                                                             |                                                                                             |                                                                                             |                                                                                             |                                                                                             |
| Reżim hydrologiczny                                        | Hydromorfologiczny Indeks Rzeczny (weryfikowany przez współczynnik korekty) | ≥0,761 (dla cieków o szerokości koryta ≤30 m) ≥0,728 (dla cieków o szerokości koryta >30 m) | ≥0,639 (dla cieków o szerokości koryta ≤30 m) ≥0,613 (dla cieków o szerokości koryta >30 m) | ≥0,500 (dla cieków o szerokości koryta ≤30 m) ≥0,486 (dla cieków o szerokości koryta >30 m) | ≥0,375 (dla cieków o szerokości koryta ≤30 m) ≥0,359 (dla cieków o szerokości koryta >30 m) | <0,375 (dla cieków o szerokości koryta ≤30 m) <0,359 (dla cieków o szerokości koryta >30 m) |
| Ciągłość cieku                                             | Hydromorfologiczny Indeks Rzeczny (weryfikowany przez współczynnik korekty) | ≥0,761 (dla cieków o szerokości koryta ≤30 m) ≥0,728 (dla cieków o szerokości koryta >30 m) | ≥0,639 (dla cieków o szerokości koryta ≤30 m) ≥0,613 (dla cieków o szerokości koryta >30 m) | ≥0,500 (dla cieków o szerokości koryta ≤30 m) ≥0,486 (dla cieków o szerokości koryta >30 m) | ≥0,375 (dla cieków o szerokości koryta ≤30 m) ≥0,359 (dla cieków o szerokości koryta >30 m) | <0,375 (dla cieków o szerokości koryta ≤30 m) <0,359 (dla cieków o szerokości koryta >30 m) |
| Warunki morfologiczne                                      | Hydromorfologiczny Indeks Rzeczny (weryfikowany przez współczynnik korekty) | ≥0,761 (dla cieków o szerokości koryta ≤30 m) ≥0,728 (dla cieków o szerokości koryta >30 m) | ≥0,639 (dla cieków o szerokości koryta ≤30 m) ≥0,613 (dla cieków o szerokości koryta >30 m) | ≥0,500 (dla cieków o szerokości koryta ≤30 m) ≥0,486 (dla cieków o szerokości koryta >30 m) | ≥0,375 (dla cieków o szerokości koryta ≤30 m) ≥0,359 (dla cieków o szerokości koryta >30 m) | <0,375 (dla cieków o szerokości koryta ≤30 m) <0,359 (dla cieków o szerokości koryta >30 m) |
| Elementy fizyczno-chemiczne                                |                                                                             |                                                                                             |                                                                                             |                                                                                             |                                                                                             |                                                                                             |
| Warunki tlenowe i zanieczyszczenie organiczne              | tlen rozpuszczony [mg/l]                                                    | ≥8,5                                                                                        | ≥7,5                                                                                        | nie ustala się                                                                              | nie ustala się                                                                              | nie ustala się                                                                              |
| Warunki tlenowe i zanieczyszczenie organiczne              | BZT5 [mg O2/l]                                                              | ≤3,0                                                                                        | ≤3,8                                                                                        | nie ustala się                                                                              | nie ustala się                                                                              | nie ustala się                                                                              |
| Warunki tlenowe i zanieczyszczenie organiczne              | OWO [mg C/l]                                                                | ≤9,0                                                                                        | ≤12,1                                                                                       | nie ustala się                                                                              | nie ustala się                                                                              | nie ustala się                                                                              |
| Zasolenie                                                  | przewodnictwo właściwe w 20 °C [μS/cm]                                      | ≤360                                                                                        | ≤480                                                                                        | nie ustala się                                                                              | nie ustala się                                                                              | nie ustala się                                                                              |
| Warunki biogenne                                           | azot amonowy [mg/l]                                                         | ≤0,12                                                                                       | ≤0,30                                                                                       | nie ustala się                                                                              | nie ustala się                                                                              | nie ustala się                                                                              |
| Warunki biogenne                                           | azot azotanowy [mg/l]                                                       | ≤0,80                                                                                       | ≤1,30                                                                                       | nie ustala się                                                                              | nie ustala się                                                                              | nie ustala się                                                                              |
| Warunki biogenne                                           | azot ogólny (całkowity) [mg/l]                                              | ≤1,50                                                                                       | ≤2,50                                                                                       | nie ustala się                                                                              | nie ustala się                                                                              | nie ustala się                                                                              |
| Warunki biogenne                                           | fosfor fosforanowy [mg/l]                                                   | ≤0,02                                                                                       | ≤0,08                                                                                       | nie ustala się                                                                              | nie ustala się                                                                              | nie ustala się                                                                              |
| Warunki biogenne                                           | fosfor ogólny [mg/l]                                                        | ≤0,10                                                                                       | ≤0,30                                                                                       | nie ustala się                                                                              | nie ustala się                                                                              | nie ustala się                                                                              |
| Substancje szczególnie szkodliwe dla środowiska wodnego    | arsen [mg/l]                                                                | ≤0,05                                                                                       | ≤0,05                                                                                       | nie ustala się                                                                              | nie ustala się                                                                              | nie ustala się                                                                              |
| Substancje szczególnie szkodliwe dla środowiska wodnego    | chrom sześciowartościowy [mg/l]                                             | ≤0,02                                                                                       | ≤0,02                                                                                       | nie ustala się                                                                              | nie ustala się                                                                              | nie ustala się                                                                              |
| Substancje szczególnie szkodliwe dla środowiska wodnego    | cynk [mg/l]                                                                 | ≤0,1                                                                                        | ≤0,1                                                                                        | nie ustala się                                                                              | nie ustala się                                                                              | nie ustala się                                                                              |
| Substancje szczególnie szkodliwe dla środowiska wodnego    | miedź [mg/l]                                                                | ≤0,01                                                                                       | ≤0,01                                                                                       | nie ustala się                                                                              | nie ustala się                                                                              | nie ustala się                                                                              |
| Substancje szczególnie szkodliwe dla środowiska wodnego    | węglowodory ropopochodne – indeks oleju mineralnego [mg/l]                  | ≤0,2                                                                                        | ≤0,2                                                                                        | nie ustala się                                                                              | nie ustala się                                                                              | nie ustala się                                                                              |

| Typ Rl_poj – rzeka w systemie rzeczno-jeziorowym Pojezierzy łososiowa | Typ Rl_poj – rzeka w systemie rzeczno-jeziorowym Pojezierzy łososiowa       | Typ Rl_poj – rzeka w systemie rzeczno-jeziorowym Pojezierzy łososiowa                       | Typ Rl_poj – rzeka w systemie rzeczno-jeziorowym Pojezierzy łososiowa                       | Typ Rl_poj – rzeka w systemie rzeczno-jeziorowym Pojezierzy łososiowa                       | Typ Rl_poj – rzeka w systemie rzeczno-jeziorowym Pojezierzy łososiowa                       | Typ Rl_poj – rzeka w systemie rzeczno-jeziorowym Pojezierzy łososiowa                       |
| --------------------------------------------------------------------- | --------------------------------------------------------------------------- | ------------------------------------------------------------------------------------------- | ------------------------------------------------------------------------------------------- | ------------------------------------------------------------------------------------------- | ------------------------------------------------------------------------------------------- | ------------------------------------------------------------------------------------------- |
| Element (według RDW)                                                  | Wskaźnik stosowany w Polsce                                                 | Wartość graniczna dla klasy I                                                               | Wartość graniczna dla klasy II                                                              | Wartość graniczna dla klasy III                                                             | Wartość graniczna dla klasy IV                                                              | Wartość graniczna dla klasy V                                                               |
| Elementy biologiczne                                                  |                                                                             |                                                                                             |                                                                                             |                                                                                             |                                                                                             |                                                                                             |
| Fitoplankton                                                          | wskaźnik fitoplanktonowy IFPL                                               | ≥0,96                                                                                       | ≥0,79                                                                                       | ≥0,47                                                                                       | ≥0,16                                                                                       | <0,16                                                                                       |
| Fitobentos                                                            | wskaźnik okrzemkowy IO                                                      | >0,54                                                                                       | ≥0,39                                                                                       | ≥0,30                                                                                       | ≥0,15                                                                                       | <0,15                                                                                       |
| Makrofity                                                             | Makrofitowy Indeks Rzeczny                                                  | ≥0,831                                                                                      | ≥0,658                                                                                      | ≥0,485                                                                                      | ≥0,312                                                                                      | <0,312                                                                                      |
| Makrobezkręgowce bentosowe                                            | MMI_PL                                                                      | ≥0,893                                                                                      | ≥0,687                                                                                      | ≥0,458                                                                                      | ≥0,229                                                                                      | <0,229                                                                                      |
| Ichtiofauna                                                           | IBI_PL                                                                      | ≥0,791                                                                                      | ≥0,646                                                                                      | ≥0,520                                                                                      | ≥0,375                                                                                      | <0,375                                                                                      |
| Elementy hydromorfologiczne                                           |                                                                             |                                                                                             |                                                                                             |                                                                                             |                                                                                             |                                                                                             |
| Reżim hydrologiczny                                                   | Hydromorfologiczny Indeks Rzeczny (weryfikowany przez współczynnik korekty) | ≥0,761 (dla cieków o szerokości koryta ≤30 m) ≥0,728 (dla cieków o szerokości koryta >30 m) | ≥0,639 (dla cieków o szerokości koryta ≤30 m) ≥0,613 (dla cieków o szerokości koryta >30 m) | ≥0,500 (dla cieków o szerokości koryta ≤30 m) ≥0,486 (dla cieków o szerokości koryta >30 m) | ≥0,375 (dla cieków o szerokości koryta ≤30 m) ≥0,359 (dla cieków o szerokości koryta >30 m) | <0,375 (dla cieków o szerokości koryta ≤30 m) <0,359 (dla cieków o szerokości koryta >30 m) |
| Ciągłość cieku                                                        | Hydromorfologiczny Indeks Rzeczny (weryfikowany przez współczynnik korekty) | ≥0,761 (dla cieków o szerokości koryta ≤30 m) ≥0,728 (dla cieków o szerokości koryta >30 m) | ≥0,639 (dla cieków o szerokości koryta ≤30 m) ≥0,613 (dla cieków o szerokości koryta >30 m) | ≥0,500 (dla cieków o szerokości koryta ≤30 m) ≥0,486 (dla cieków o szerokości koryta >30 m) | ≥0,375 (dla cieków o szerokości koryta ≤30 m) ≥0,359 (dla cieków o szerokości koryta >30 m) | <0,375 (dla cieków o szerokości koryta ≤30 m) <0,359 (dla cieków o szerokości koryta >30 m) |
| Warunki morfologiczne                                                 | Hydromorfologiczny Indeks Rzeczny (weryfikowany przez współczynnik korekty) | ≥0,761 (dla cieków o szerokości koryta ≤30 m) ≥0,728 (dla cieków o szerokości koryta >30 m) | ≥0,639 (dla cieków o szerokości koryta ≤30 m) ≥0,613 (dla cieków o szerokości koryta >30 m) | ≥0,500 (dla cieków o szerokości koryta ≤30 m) ≥0,486 (dla cieków o szerokości koryta >30 m) | ≥0,375 (dla cieków o szerokości koryta ≤30 m) ≥0,359 (dla cieków o szerokości koryta >30 m) | <0,375 (dla cieków o szerokości koryta ≤30 m) <0,359 (dla cieków o szerokości koryta >30 m) |
| Elementy fizyczno-chemiczne                                           |                                                                             |                                                                                             |                                                                                             |                                                                                             |                                                                                             |                                                                                             |
| Warunki tlenowe i zanieczyszczenie organiczne                         | tlen rozpuszczony [mg/l]                                                    | ≥8,5                                                                                        | ≥7,5                                                                                        | nie ustala się                                                                              | nie ustala się                                                                              | nie ustala się                                                                              |
| Warunki tlenowe i zanieczyszczenie organiczne                         | BZT5 [mg O2/l]                                                              | ≤3,0                                                                                        | ≤3,8                                                                                        | nie ustala się                                                                              | nie ustala się                                                                              | nie ustala się                                                                              |
| Warunki tlenowe i zanieczyszczenie organiczne                         | OWO [mg C/l]                                                                | ≤9,0                                                                                        | ≤12,1                                                                                       | nie ustala się                                                                              | nie ustala się                                                                              | nie ustala się                                                                              |
| Zasolenie                                                             | przewodnictwo właściwe w 20 °C [μS/cm]                                      | ≤360                                                                                        | ≤480                                                                                        | nie ustala się                                                                              | nie ustala się                                                                              | nie ustala się                                                                              |
| Warunki biogenne                                                      | azot amonowy [mg/l]                                                         | ≤0,12                                                                                       | ≤0,30                                                                                       | nie ustala się                                                                              | nie ustala się                                                                              | nie ustala się                                                                              |
| Warunki biogenne                                                      | azot azotanowy [mg/l]                                                       | ≤0,80                                                                                       | ≤1,30                                                                                       | nie ustala się                                                                              | nie ustala się                                                                              | nie ustala się                                                                              |
| Warunki biogenne                                                      | azot ogólny (całkowity) [mg/l]                                              | ≤1,50                                                                                       | ≤2,50                                                                                       | nie ustala się                                                                              | nie ustala się                                                                              | nie ustala się                                                                              |
| Warunki biogenne                                                      | fosfor fosforanowy [mg/l]                                                   | ≤0,02                                                                                       | ≤0,08                                                                                       | nie ustala się                                                                              | nie ustala się                                                                              | nie ustala się                                                                              |
| Warunki biogenne                                                      | fosfor ogólny [mg/l]                                                        | ≤0,10                                                                                       | ≤0,30                                                                                       | nie ustala się                                                                              | nie ustala się                                                                              | nie ustala się                                                                              |
| Substancje szczególnie szkodliwe dla środowiska wodnego               | arsen [mg/l]                                                                | ≤0,05                                                                                       | ≤0,05                                                                                       | nie ustala się                                                                              | nie ustala się                                                                              | nie ustala się                                                                              |
| Substancje szczególnie szkodliwe dla środowiska wodnego               | chrom sześciowartościowy [mg/l]                                             | ≤0,02                                                                                       | ≤0,02                                                                                       | nie ustala się                                                                              | nie ustala się                                                                              | nie ustala się                                                                              |
| Substancje szczególnie szkodliwe dla środowiska wodnego               | cynk [mg/l]                                                                 | ≤0,1                                                                                        | ≤0,1                                                                                        | nie ustala się                                                                              | nie ustala się                                                                              | nie ustala się                                                                              |
| Substancje szczególnie szkodliwe dla środowiska wodnego               | miedź [mg/l]                                                                | ≤0,01                                                                                       | ≤0,01                                                                                       | nie ustala się                                                                              | nie ustala się                                                                              | nie ustala się                                                                              |
| Substancje szczególnie szkodliwe dla środowiska wodnego               | węglowodory ropopochodne – indeks oleju mineralnego [mg/l]                  | ≤0,2                                                                                        | ≤0,2                                                                                        | nie ustala się                                                                              | nie ustala się                                                                              | nie ustala się                                                                              |

| Zbiorniki zaporowe                                    | Zbiorniki zaporowe                                                          | Zbiorniki zaporowe            | Zbiorniki zaporowe             | Zbiorniki zaporowe              | Zbiorniki zaporowe             | Zbiorniki zaporowe            |
| ----------------------------------------------------- | --------------------------------------------------------------------------- | ----------------------------- | ------------------------------ | ------------------------------- | ------------------------------ | ----------------------------- |
| Element (według RDW)                                  | Wskaźnik stosowany w Polsce                                                 | Wartość graniczna dla klasy I | Wartość graniczna dla klasy II | Wartość graniczna dla klasy III | Wartość graniczna dla klasy IV | Wartość graniczna dla klasy V |
| Elementy biologiczne                                  |                                                                             |                               |                                |                                 |                                |                               |
| Fitoplankton                                          | wskaźnik fitoplanktonowy IFPL                                               | ≥0,96                         | ≥0,79                          | ≥0,47                           | ≥0,16                          | <0,16                         |
| Fitobentos                                            | wskaźnik okrzemkowy IO                                                      | >0,75                         | ≥0,65                          | ≥0,45                           | ≥0,20                          | <0,20                         |
| Makrofity                                             | nie dotyczy                                                                 | nie dotyczy                   | nie dotyczy                    | nie dotyczy                     | nie dotyczy                    | nie dotyczy                   |
| Makrobezkręgowce bentosowe                            | indeks MZB                                                                  | >0,60                         | ≥0,50                          | ≥0,40                           | ≥0,20                          | <0,20                         |
| Ichtiofauna                                           | nie dotyczy                                                                 | nie dotyczy                   | nie dotyczy                    | nie dotyczy                     | nie dotyczy                    | nie dotyczy                   |
| Elementy hydromorfologiczne                           |                                                                             |                               |                                |                                 |                                |                               |
| Reżim hydrologiczny                                   | Hydromorfologiczny Indeks Rzeczny (weryfikowany przez współczynnik korekty) | zapewniona ciągłość           | nie ustala się                 | nie ustala się                  | nie ustala się                 | nie ustala się                |
| Ciągłość cieku                                        | Hydromorfologiczny Indeks Rzeczny (weryfikowany przez współczynnik korekty) | zapewniona ciągłość           | nie ustala się                 | nie ustala się                  | nie ustala się                 | nie ustala się                |
| Warunki morfologiczne                                 | Hydromorfologiczny Indeks Rzeczny (weryfikowany przez współczynnik korekty) | zapewniona ciągłość           | nie ustala się                 | nie ustala się                  | nie ustala się                 | nie ustala się                |
| Elementy fizyczno-chemiczne                           |                                                                             |                               |                                |                                 |                                |                               |
| jak dla najbardziej zbliżonego typu rzeki lub jeziora |                                                                             |                               |                                |                                 |                                |                               |

## Jeziora
| Typ K_a – jezioro na podłożu krzemionkowym, niskozasadowe (tak zwane lobeliowe), stratyfikowane | Typ K_a – jezioro na podłożu krzemionkowym, niskozasadowe (tak zwane lobeliowe), stratyfikowane | Typ K_a – jezioro na podłożu krzemionkowym, niskozasadowe (tak zwane lobeliowe), stratyfikowane | Typ K_a – jezioro na podłożu krzemionkowym, niskozasadowe (tak zwane lobeliowe), stratyfikowane | Typ K_a – jezioro na podłożu krzemionkowym, niskozasadowe (tak zwane lobeliowe), stratyfikowane | Typ K_a – jezioro na podłożu krzemionkowym, niskozasadowe (tak zwane lobeliowe), stratyfikowane | Typ K_a – jezioro na podłożu krzemionkowym, niskozasadowe (tak zwane lobeliowe), stratyfikowane |
| ----------------------------------------------------------------------------------------------- | ----------------------------------------------------------------------------------------------- | ----------------------------------------------------------------------------------------------- | ----------------------------------------------------------------------------------------------- | ----------------------------------------------------------------------------------------------- | ----------------------------------------------------------------------------------------------- | ----------------------------------------------------------------------------------------------- |
| Element (według RDW)                                                                            | Wskaźnik stosowany w Polsce                                                                     | Wartość graniczna dla klasy I                                                                   | Wartość graniczna dla klasy II                                                                  | Wartość graniczna dla klasy III                                                                 | Wartość graniczna dla klasy IV                                                                  | Wartość graniczna dla klasy V                                                                   |
| Elementy biologiczne                                                                            |                                                                                                 |                                                                                                 |                                                                                                 |                                                                                                 |                                                                                                 |                                                                                                 |
| Fitoplankton                                                                                    | indeks fitoplanktonowy dla polskich jezior (PMPL)                                               | ≤1,00                                                                                           | ≤2,00                                                                                           | ≤3,00                                                                                           | ≤4,00                                                                                           | >4,00                                                                                           |
| Fitobentos                                                                                      | Multimetryczny indeks Okrzemkowy (IOJ)                                                          | >0,705                                                                                          | ≥0,590                                                                                          | ≥0,400                                                                                          | ≥0,150                                                                                          | <0,150                                                                                          |
| Makrofity                                                                                       | Makrofitowy Indeks Stanu Ekologicznego (ESMI), weryfikowany przez zbiorowiska wskaźnikowe       | nie dotyczy                                                                                     | nie dotyczy                                                                                     | nie dotyczy                                                                                     | nie dotyczy                                                                                     | nie dotyczy                                                                                     |
| Makrobezkręgowce bentosowe                                                                      | Indeks LMI                                                                                      | ≥0,920                                                                                          | ≥0,588                                                                                          | ≥0,392                                                                                          | ≥0,196                                                                                          | <0,196                                                                                          |
| Ichtiofauna                                                                                     | Jeziorowy Indeks Rybny LFI+_PL                                                                  | ≥0,866                                                                                          | ≥0,595                                                                                          | ≥0,250                                                                                          | ≥0,100                                                                                          | <0,100                                                                                          |
| Ichtiofauna                                                                                     | Jeziorowy Indeks Rybny LFI-EN_PL                                                                | ≥0,804                                                                                          | ≥0,557                                                                                          | ≥0,250                                                                                          | ≥0,100                                                                                          | <0,100                                                                                          |
| Elementy hydromorfologiczne                                                                     |                                                                                                 |                                                                                                 |                                                                                                 |                                                                                                 |                                                                                                 |                                                                                                 |
| stan elementów hydromorfologicznych                                                             | Lake Habitat Modification Score LHMS_PL                                                         | ≤15                                                                                             | nie ustala się                                                                                  | nie ustala się                                                                                  | nie ustala się                                                                                  | nie ustala się                                                                                  |
| Elementy fizyczno-chemiczne                                                                     |                                                                                                 |                                                                                                 |                                                                                                 |                                                                                                 |                                                                                                 |                                                                                                 |
| Stan fizyczny                                                                                   | barwa [mg Pt/l]                                                                                 | nie ustala się                                                                                  | ≤35                                                                                             | nie ustala się                                                                                  | nie ustala się                                                                                  | nie ustala się                                                                                  |
| Stan fizyczny                                                                                   | widzialność krążka Secchiego [m]                                                                | ≥3,8                                                                                            | ≥2,8                                                                                            | nie ustala się                                                                                  | nie ustala się                                                                                  | nie ustala się                                                                                  |
| Zasolenie                                                                                       | przewodnictwo właściwe w 20 °C [μS/cm]                                                          | nie ustala się                                                                                  | ≤100                                                                                            | nie ustala się                                                                                  | nie ustala się                                                                                  | nie ustala się                                                                                  |
| Zakwaszenie                                                                                     | odczyn pH                                                                                       | nie ustala się                                                                                  | 5,5–8,5                                                                                         | nie ustala się                                                                                  | nie ustala się                                                                                  | nie ustala się                                                                                  |
| Warunki biogenne                                                                                | azot ogólny (całkowity) [mg/l]                                                                  | nie ustala się                                                                                  | ≤1,10                                                                                           | nie ustala się                                                                                  | nie ustala się                                                                                  | nie ustala się                                                                                  |
| Warunki biogenne                                                                                | fosfor ogólny [mg/l]                                                                            | nie ustala się                                                                                  | ≤0,025                                                                                          | nie ustala się                                                                                  | nie ustala się                                                                                  | nie ustala się                                                                                  |
| Substancje szczególnie szkodliwe dla środowiska wodnego                                         | arsen [mg/l]                                                                                    | ≤0,05                                                                                           | ≤0,05                                                                                           | nie ustala się                                                                                  | nie ustala się                                                                                  | nie ustala się                                                                                  |
| Substancje szczególnie szkodliwe dla środowiska wodnego                                         | chrom sześciowartościowy [mg/l]                                                                 | ≤0,02                                                                                           | ≤0,02                                                                                           | nie ustala się                                                                                  | nie ustala się                                                                                  | nie ustala się                                                                                  |
| Substancje szczególnie szkodliwe dla środowiska wodnego                                         | cynk [mg/l]                                                                                     | ≤0,1                                                                                            | ≤0,1                                                                                            | nie ustala się                                                                                  | nie ustala się                                                                                  | nie ustala się                                                                                  |
| Substancje szczególnie szkodliwe dla środowiska wodnego                                         | miedź [mg/l]                                                                                    | ≤0,01                                                                                           | ≤0,01                                                                                           | nie ustala się                                                                                  | nie ustala się                                                                                  | nie ustala się                                                                                  |
| Substancje szczególnie szkodliwe dla środowiska wodnego                                         | węglowodory ropopochodne – indeks oleju mineralnego [mg/l]                                      | ≤0,2                                                                                            | ≤0,2                                                                                            | nie ustala się                                                                                  | nie ustala się                                                                                  | nie ustala się                                                                                  |

| Typ K_b – jezioro na podłożu krzemionkowym, niskozasadowe (tak zwane lobeliowe), polimiktyczne | Typ K_b – jezioro na podłożu krzemionkowym, niskozasadowe (tak zwane lobeliowe), polimiktyczne | Typ K_b – jezioro na podłożu krzemionkowym, niskozasadowe (tak zwane lobeliowe), polimiktyczne | Typ K_b – jezioro na podłożu krzemionkowym, niskozasadowe (tak zwane lobeliowe), polimiktyczne | Typ K_b – jezioro na podłożu krzemionkowym, niskozasadowe (tak zwane lobeliowe), polimiktyczne | Typ K_b – jezioro na podłożu krzemionkowym, niskozasadowe (tak zwane lobeliowe), polimiktyczne | Typ K_b – jezioro na podłożu krzemionkowym, niskozasadowe (tak zwane lobeliowe), polimiktyczne |
| ---------------------------------------------------------------------------------------------- | ---------------------------------------------------------------------------------------------- | ---------------------------------------------------------------------------------------------- | ---------------------------------------------------------------------------------------------- | ---------------------------------------------------------------------------------------------- | ---------------------------------------------------------------------------------------------- | ---------------------------------------------------------------------------------------------- |
| Element (według RDW)                                                                           | Wskaźnik stosowany w Polsce                                                                    | Wartość graniczna dla klasy I                                                                  | Wartość graniczna dla klasy II                                                                 | Wartość graniczna dla klasy III                                                                | Wartość graniczna dla klasy IV                                                                 | Wartość graniczna dla klasy V                                                                  |
| Elementy biologiczne                                                                           |                                                                                                |                                                                                                |                                                                                                |                                                                                                |                                                                                                |                                                                                                |
| Fitoplankton                                                                                   | indeks fitoplanktonowy dla polskich jezior (PMPL)                                              | ≤1,00                                                                                          | ≤2,00                                                                                          | ≤3,00                                                                                          | ≤4,00                                                                                          | >4,00                                                                                          |
| Fitobentos                                                                                     | Multimetryczny indeks Okrzemkowy (IOJ)                                                         | >0,705                                                                                         | ≥0,590                                                                                         | ≥0,400                                                                                         | ≥0,150                                                                                         | <0,150                                                                                         |
| Makrofity                                                                                      | Makrofitowy Indeks Stanu Ekologicznego (ESMI), weryfikowany przez zbiorowiska wskaźnikowe      | nie dotyczy                                                                                    | nie dotyczy                                                                                    | nie dotyczy                                                                                    | nie dotyczy                                                                                    | nie dotyczy                                                                                    |
| Makrobezkręgowce bentosowe                                                                     | Indeks LMI                                                                                     | ≥0,920                                                                                         | ≥0,588                                                                                         | ≥0,392                                                                                         | ≥0,196                                                                                         | <0,196                                                                                         |
| Ichtiofauna                                                                                    | Jeziorowy Indeks Rybny LFI+_PL                                                                 | ≥0,866                                                                                         | ≥0,595                                                                                         | ≥0,250                                                                                         | ≥0,100                                                                                         | <0,100                                                                                         |
| Ichtiofauna                                                                                    | Jeziorowy Indeks Rybny LFI-EN_PL                                                               | ≥0,804                                                                                         | ≥0,557                                                                                         | ≥0,250                                                                                         | ≥0,100                                                                                         | <0,100                                                                                         |
| Elementy hydromorfologiczne                                                                    |                                                                                                |                                                                                                |                                                                                                |                                                                                                |                                                                                                |                                                                                                |
| stan elementów hydromorfologicznych                                                            | Lake Habitat Modification Score LHMS_PL                                                        | ≤15                                                                                            | nie ustala się                                                                                 | nie ustala się                                                                                 | nie ustala się                                                                                 | nie ustala się                                                                                 |
| Elementy fizyczno-chemiczne                                                                    |                                                                                                |                                                                                                |                                                                                                |                                                                                                |                                                                                                |                                                                                                |
| Stan fizyczny                                                                                  | barwa [mg Pt/l]                                                                                | nie ustala się                                                                                 | ≤35                                                                                            | nie ustala się                                                                                 | nie ustala się                                                                                 | nie ustala się                                                                                 |
| Stan fizyczny                                                                                  | widzialność krążka Secchiego [m]                                                               | ≥2,8                                                                                           | ≥2,0                                                                                           | nie ustala się                                                                                 | nie ustala się                                                                                 | nie ustala się                                                                                 |
| Zasolenie                                                                                      | przewodnictwo właściwe w 20 °C [μS/cm]                                                         | nie ustala się                                                                                 | ≤150                                                                                           | nie ustala się                                                                                 | nie ustala się                                                                                 | nie ustala się                                                                                 |
| Zakwaszenie                                                                                    | odczyn pH                                                                                      | nie ustala się                                                                                 | 5,5–8,5                                                                                        | nie ustala się                                                                                 | nie ustala się                                                                                 | nie ustala się                                                                                 |
| Warunki biogenne                                                                               | azot ogólny (całkowity) [mg/l]                                                                 | nie ustala się                                                                                 | ≤1,10                                                                                          | nie ustala się                                                                                 | nie ustala się                                                                                 | nie ustala się                                                                                 |
| Warunki biogenne                                                                               | fosfor ogólny [mg/l]                                                                           | nie ustala się                                                                                 | ≤0,025                                                                                         | nie ustala się                                                                                 | nie ustala się                                                                                 | nie ustala się                                                                                 |
| Substancje szczególnie szkodliwe dla środowiska wodnego                                        | arsen [mg/l]                                                                                   | ≤0,05                                                                                          | ≤0,05                                                                                          | nie ustala się                                                                                 | nie ustala się                                                                                 | nie ustala się                                                                                 |
| Substancje szczególnie szkodliwe dla środowiska wodnego                                        | chrom sześciowartościowy [mg/l]                                                                | ≤0,02                                                                                          | ≤0,02                                                                                          | nie ustala się                                                                                 | nie ustala się                                                                                 | nie ustala się                                                                                 |
| Substancje szczególnie szkodliwe dla środowiska wodnego                                        | cynk [mg/l]                                                                                    | ≤0,1                                                                                           | ≤0,1                                                                                           | nie ustala się                                                                                 | nie ustala się                                                                                 | nie ustala się                                                                                 |
| Substancje szczególnie szkodliwe dla środowiska wodnego                                        | miedź [mg/l]                                                                                   | ≤0,01                                                                                          | ≤0,01                                                                                          | nie ustala się                                                                                 | nie ustala się                                                                                 | nie ustala się                                                                                 |
| Substancje szczególnie szkodliwe dla środowiska wodnego                                        | węglowodory ropopochodne – indeks oleju mineralnego [mg/l]                                     | ≤0,2                                                                                           | ≤0,2                                                                                           | nie ustala się                                                                                 | nie ustala się                                                                                 | nie ustala się                                                                                 |

| Typ WSm_a – jezioro na podłożu wapiennym, o małej wartości współczynnika Schindlera, stratyfikowane | Typ WSm_a – jezioro na podłożu wapiennym, o małej wartości współczynnika Schindlera, stratyfikowane | Typ WSm_a – jezioro na podłożu wapiennym, o małej wartości współczynnika Schindlera, stratyfikowane | Typ WSm_a – jezioro na podłożu wapiennym, o małej wartości współczynnika Schindlera, stratyfikowane | Typ WSm_a – jezioro na podłożu wapiennym, o małej wartości współczynnika Schindlera, stratyfikowane | Typ WSm_a – jezioro na podłożu wapiennym, o małej wartości współczynnika Schindlera, stratyfikowane | Typ WSm_a – jezioro na podłożu wapiennym, o małej wartości współczynnika Schindlera, stratyfikowane |
| --------------------------------------------------------------------------------------------------- | --------------------------------------------------------------------------------------------------- | --------------------------------------------------------------------------------------------------- | --------------------------------------------------------------------------------------------------- | --------------------------------------------------------------------------------------------------- | --------------------------------------------------------------------------------------------------- | --------------------------------------------------------------------------------------------------- |
| Element (według RDW)                                                                                | Wskaźnik stosowany w Polsce                                                                         | Wartość graniczna dla klasy I                                                                       | Wartość graniczna dla klasy II                                                                      | Wartość graniczna dla klasy III                                                                     | Wartość graniczna dla klasy IV                                                                      | Wartość graniczna dla klasy V                                                                       |
| Elementy biologiczne                                                                                | | | | | | |
| Fitoplankton                                                                                        | indeks fitoplanktonowy dla polskich jezior (PMPL)                                                   | ≤1,00                                                                                               | ≤2,00                                                                                               | ≤3,00                                                                                               | ≤4,00                                                                                               | >4,00                                                                                               |
| Fitobentos                                                                                          | Multimetryczny indeks Okrzemkowy (IOJ)                                                              | >0,705                                                                                              | ≥0,590                                                                                              | ≥0,400                                                                                              | ≥0,150                                                                                              | <0,150                                                                                              |
| Makrofity                                                                                           | Makrofitowy Indeks Stanu Ekologicznego (ESMI), weryfikowany przez zbiorowiska wskaźnikowe           | ≥0,680                                                                                              | ≥0,410                                                                                              | ≥0,205                                                                                              | ≥0,070                                                                                              | <0,070                                                                                              |
| Makrobezkręgowce bentosowe                                                                          | Indeks LMI                                                                                          | ≥0,920                                                                                              | ≥0,588                                                                                              | ≥0,392                                                                                              | ≥0,196                                                                                              | <0,196                                                                                              |
| Ichtiofauna                                                                                         | Jeziorowy Indeks Rybny LFI+_PL                                                                      | ≥0,866                                                                                              | ≥0,595                                                                                              | ≥0,250                                                                                              | ≥0,100                                                                                              | <0,100                                                                                              |
| Ichtiofauna                                                                                         | Jeziorowy Indeks Rybny LFI-EN_PL                                                                    | ≥0,804                                                                                              | ≥0,557                                                                                              | ≥0,250                                                                                              | ≥0,100                                                                                              | <0,100                                                                                              |
| Elementy hydromorfologiczne                                                                         | | | | | | |
| stan elementów hydromorfologicznych                                                                 | Lake Habitat Modification Score LHMS_PL                                                             | ≤15                                                                                                 | nie ustala się                                                                                      | nie ustala się                                                                                      | nie ustala się                                                                                      | nie ustala się                                                                                      |
| Elementy fizyczno-chemiczne                                                                         | | | | | | |
| Stan fizyczny                                                                                       | barwa [mg Pt/l]                                                                                     | nie ustala się                                                                                      | nie ustala się                                                                                      | nie ustala się                                                                                      | nie ustala się                                                                                      | nie ustala się                                                                                      |
| Stan fizyczny                                                                                       | widzialność krążka Secchiego [m]                                                                    | ≥3,8                                                                                                | ≥2,8                                                                                                | nie ustala się                                                                                      | nie ustala się                                                                                      | nie ustala się                                                                                      |
| Zasolenie                                                                                           | przewodnictwo właściwe w 20 °C [μS/cm]                                                              | nie ustala się                                                                                      | ≤600                                                                                                | nie ustala się                                                                                      | nie ustala się                                                                                      | nie ustala się                                                                                      |
| Zakwaszenie                                                                                         | odczyn pH                                                                                           | nie ustala się                                                                                      | nie ustala się                                                                                      | nie ustala się                                                                                      | nie ustala się                                                                                      | nie ustala się                                                                                      |
| Warunki biogenne                                                                                    | azot ogólny (całkowity) [mg/l]                                                                      | ≤0,90                                                                                               | ≤1,20                                                                                               | nie ustala się                                                                                      | nie ustala się                                                                                      | nie ustala się                                                                                      |
| Warunki biogenne                                                                                    | fosfor ogólny [mg/l]                                                                                | ≤0,030                                                                                              | ≤0,050                                                                                              | nie ustala się                                                                                      | nie ustala się                                                                                      | nie ustala się                                                                                      |
| Substancje szczególnie szkodliwe dla środowiska wodnego                                             | arsen [mg/l]                                                                                        | ≤0,05                                                                                               | ≤0,05                                                                                               | nie ustala się                                                                                      | nie ustala się                                                                                      | nie ustala się                                                                                      |
| Substancje szczególnie szkodliwe dla środowiska wodnego                                             | chrom sześciowartościowy [mg/l]                                                                     | ≤0,02                                                                                               | ≤0,02                                                                                               | nie ustala się                                                                                      | nie ustala się                                                                                      | nie ustala się                                                                                      |
| Substancje szczególnie szkodliwe dla środowiska wodnego                                             | cynk [mg/l]                                                                                         | ≤0,1                                                                                                | ≤0,1                                                                                                | nie ustala się                                                                                      | nie ustala się                                                                                      | nie ustala się                                                                                      |
| Substancje szczególnie szkodliwe dla środowiska wodnego                                             | miedź [mg/l]                                                                                        | ≤0,01                                                                                               | ≤0,01                                                                                               | nie ustala się                                                                                      | nie ustala się                                                                                      | nie ustala się                                                                                      |
| Substancje szczególnie szkodliwe dla środowiska wodnego                                             | węglowodory ropopochodne – indeks oleju mineralnego [mg/l]                                          | ≤0,2                                                                                                | ≤0,2                                                                                                | nie ustala się                                                                                      | nie ustala się                                                                                      | nie ustala się                                                                                      |

| Typ WSm_b – jezioro na podłożu wapiennym, o małej wartości współczynnika Schindlera, polimiktyczne | Typ WSm_b – jezioro na podłożu wapiennym, o małej wartości współczynnika Schindlera, polimiktyczne | Typ WSm_b – jezioro na podłożu wapiennym, o małej wartości współczynnika Schindlera, polimiktyczne | Typ WSm_b – jezioro na podłożu wapiennym, o małej wartości współczynnika Schindlera, polimiktyczne | Typ WSm_b – jezioro na podłożu wapiennym, o małej wartości współczynnika Schindlera, polimiktyczne | Typ WSm_b – jezioro na podłożu wapiennym, o małej wartości współczynnika Schindlera, polimiktyczne | Typ WSm_b – jezioro na podłożu wapiennym, o małej wartości współczynnika Schindlera, polimiktyczne |
| -------------------------------------------------------------------------------------------------- | -------------------------------------------------------------------------------------------------- | -------------------------------------------------------------------------------------------------- | -------------------------------------------------------------------------------------------------- | -------------------------------------------------------------------------------------------------- | -------------------------------------------------------------------------------------------------- | -------------------------------------------------------------------------------------------------- |
| Element (według RDW)                                                                               | Wskaźnik stosowany w Polsce                                                                        | Wartość graniczna dla klasy I                                                                      | Wartość graniczna dla klasy II                                                                     | Wartość graniczna dla klasy III                                                                    | Wartość graniczna dla klasy IV                                                                     | Wartość graniczna dla klasy V                                                                      |
| Elementy biologiczne                                                                               | | | | | | |
| Fitoplankton                                                                                       | indeks fitoplanktonowy dla polskich jezior (PMPL)                                                  | ≤1,00                                                                                              | ≤2,00                                                                                              | ≤3,00                                                                                              | ≤4,00                                                                                              | >4,00                                                                                              |
| Fitobentos                                                                                         | Multimetryczny indeks Okrzemkowy (IOJ)                                                             | >0,705                                                                                             | ≥0,590                                                                                             | ≥0,400                                                                                             | ≥0,150                                                                                             | <0,150                                                                                             |
| Makrofity                                                                                          | Makrofitowy Indeks Stanu Ekologicznego (ESMI), weryfikowany przez zbiorowiska wskaźnikowe          | ≥0,680                                                                                             | ≥0,410                                                                                             | ≥0,205                                                                                             | ≥0,070                                                                                             | <0,070                                                                                             |
| Makrobezkręgowce bentosowe                                                                         | Indeks LMI                                                                                         | ≥0,920                                                                                             | ≥0,588                                                                                             | ≥0,392                                                                                             | ≥0,196                                                                                             | <0,196                                                                                             |
| Ichtiofauna                                                                                        | Jeziorowy Indeks Rybny LFI+_PL                                                                     | ≥0,866                                                                                             | ≥0,595                                                                                             | ≥0,250                                                                                             | ≥0,100                                                                                             | <0,100                                                                                             |
| Ichtiofauna                                                                                        | Jeziorowy Indeks Rybny LFI-EN_PL                                                                   | ≥0,804                                                                                             | ≥0,557                                                                                             | ≥0,250                                                                                             | ≥0,100                                                                                             | <0,100                                                                                             |
| Elementy hydromorfologiczne                                                                        | | | | | | |
| stan elementów hydromorfologicznych                                                                | Lake Habitat Modification Score LHMS_PL                                                            | ≤15                                                                                                | nie ustala się                                                                                     | nie ustala się                                                                                     | nie ustala się                                                                                     | nie ustala się                                                                                     |
| Elementy fizyczno-chemiczne                                                                        | | | | | | |
| Stan fizyczny                                                                                      | barwa [mg Pt/l]                                                                                    | nie ustala się                                                                                     | nie ustala się                                                                                     | nie ustala się                                                                                     | nie ustala się                                                                                     | nie ustala się                                                                                     |
| Stan fizyczny                                                                                      | widzialność krążka Secchiego [m]                                                                   | ≥2,5 (lub do dna)                                                                                  | ≥1,5                                                                                               | nie ustala się                                                                                     | nie ustala się                                                                                     | nie ustala się                                                                                     |
| Zasolenie                                                                                          | przewodnictwo właściwe w 20 °C [μS/cm]                                                             | nie ustala się                                                                                     | ≤600                                                                                               | nie ustala się                                                                                     | nie ustala się                                                                                     | nie ustala się                                                                                     |
| Zakwaszenie                                                                                        | odczyn pH                                                                                          | nie ustala się                                                                                     | nie ustala się                                                                                     | nie ustala się                                                                                     | nie ustala się                                                                                     | nie ustala się                                                                                     |
| Warunki biogenne                                                                                   | azot ogólny (całkowity) [mg/l]                                                                     | nie ustala się                                                                                     | ≤1,30                                                                                              | nie ustala się                                                                                     | nie ustala się                                                                                     | nie ustala się                                                                                     |
| Warunki biogenne                                                                                   | fosfor ogólny [mg/l]                                                                               | ≤0,030                                                                                             | ≤0,050                                                                                             | nie ustala się                                                                                     | nie ustala się                                                                                     | nie ustala się                                                                                     |
| Substancje szczególnie szkodliwe dla środowiska wodnego                                            | arsen [mg/l]                                                                                       | ≤0,05                                                                                              | ≤0,05                                                                                              | nie ustala się                                                                                     | nie ustala się                                                                                     | nie ustala się                                                                                     |
| Substancje szczególnie szkodliwe dla środowiska wodnego                                            | chrom sześciowartościowy [mg/l]                                                                    | ≤0,02                                                                                              | ≤0,02                                                                                              | nie ustala się                                                                                     | nie ustala się                                                                                     | nie ustala się                                                                                     |
| Substancje szczególnie szkodliwe dla środowiska wodnego                                            | cynk [mg/l]                                                                                        | ≤0,1                                                                                               | ≤0,1                                                                                               | nie ustala się                                                                                     | nie ustala się                                                                                     | nie ustala się                                                                                     |
| Substancje szczególnie szkodliwe dla środowiska wodnego                                            | miedź [mg/l]                                                                                       | ≤0,01                                                                                              | ≤0,01                                                                                              | nie ustala się                                                                                     | nie ustala się                                                                                     | nie ustala się                                                                                     |
| Substancje szczególnie szkodliwe dla środowiska wodnego                                            | węglowodory ropopochodne – indeks oleju mineralnego [mg/l]                                         | ≤0,2                                                                                               | ≤0,2                                                                                               | nie ustala się                                                                                     | nie ustala się                                                                                     | nie ustala się                                                                                     |

| Typ WSd_a – jezioro na podłożu wapiennym, o dużej wartości współczynnika Schindlera, stratyfikowane | Typ WSd_a – jezioro na podłożu wapiennym, o dużej wartości współczynnika Schindlera, stratyfikowane | Typ WSd_a – jezioro na podłożu wapiennym, o dużej wartości współczynnika Schindlera, stratyfikowane | Typ WSd_a – jezioro na podłożu wapiennym, o dużej wartości współczynnika Schindlera, stratyfikowane | Typ WSd_a – jezioro na podłożu wapiennym, o dużej wartości współczynnika Schindlera, stratyfikowane | Typ WSd_a – jezioro na podłożu wapiennym, o dużej wartości współczynnika Schindlera, stratyfikowane | Typ WSd_a – jezioro na podłożu wapiennym, o dużej wartości współczynnika Schindlera, stratyfikowane |
| --------------------------------------------------------------------------------------------------- | --------------------------------------------------------------------------------------------------- | --------------------------------------------------------------------------------------------------- | --------------------------------------------------------------------------------------------------- | --------------------------------------------------------------------------------------------------- | --------------------------------------------------------------------------------------------------- | --------------------------------------------------------------------------------------------------- |
| Element (według RDW)                                                                                | Wskaźnik stosowany w Polsce                                                                         | Wartość graniczna dla klasy I                                                                       | Wartość graniczna dla klasy II                                                                      | Wartość graniczna dla klasy III                                                                     | Wartość graniczna dla klasy IV                                                                      | Wartość graniczna dla klasy V                                                                       |
| Elementy biologiczne                                                                                | | | | | | |
| Fitoplankton                                                                                        | indeks fitoplanktonowy dla polskich jezior (PMPL)                                                   | ≤1,00                                                                                               | ≤2,00                                                                                               | ≤3,00                                                                                               | ≤4,00                                                                                               | >4,00                                                                                               |
| Fitobentos                                                                                          | Multimetryczny indeks Okrzemkowy (IOJ)                                                              | >0,705                                                                                              | ≥0,590                                                                                              | ≥0,400                                                                                              | ≥0,150                                                                                              | <0,150                                                                                              |
| Makrofity                                                                                           | Makrofitowy Indeks Stanu Ekologicznego (ESMI), weryfikowany przez zbiorowiska wskaźnikowe           | ≥0,680                                                                                              | ≥0,410                                                                                              | ≥0,205                                                                                              | ≥0,070                                                                                              | <0,070                                                                                              |
| Makrobezkręgowce bentosowe                                                                          | Indeks LMI                                                                                          | ≥0,920                                                                                              | ≥0,588                                                                                              | ≥0,392                                                                                              | ≥0,196                                                                                              | <0,196                                                                                              |
| Ichtiofauna                                                                                         | Jeziorowy Indeks Rybny LFI+_PL                                                                      | ≥0,866                                                                                              | ≥0,595                                                                                              | ≥0,250                                                                                              | ≥0,100                                                                                              | <0,100                                                                                              |
| Ichtiofauna                                                                                         | Jeziorowy Indeks Rybny LFI-EN_PL                                                                    | ≥0,804                                                                                              | ≥0,557                                                                                              | ≥0,250                                                                                              | ≥0,100                                                                                              | <0,100                                                                                              |
| Elementy hydromorfologiczne                                                                         | | | | | | |
| stan elementów hydromorfologicznych                                                                 | Lake Habitat Modification Score LHMS_PL                                                             | ≤15                                                                                                 | nie ustala się                                                                                      | nie ustala się                                                                                      | nie ustala się                                                                                      | nie ustala się                                                                                      |
| Elementy fizyczno-chemiczne                                                                         | | | | | | |
| Stan fizyczny                                                                                       | barwa [mg Pt/l]                                                                                     | nie ustala się                                                                                      | nie ustala się                                                                                      | nie ustala się                                                                                      | nie ustala się                                                                                      | nie ustala się                                                                                      |
| Stan fizyczny                                                                                       | widzialność krążka Secchiego [m]                                                                    | ≥2,8                                                                                                | ≥2,0                                                                                                | nie ustala się                                                                                      | nie ustala się                                                                                      | nie ustala się                                                                                      |
| Zasolenie                                                                                           | przewodnictwo właściwe w 20 °C [μS/cm]                                                              | nie ustala się                                                                                      | ≤600                                                                                                | nie ustala się                                                                                      | nie ustala się                                                                                      | nie ustala się                                                                                      |
| Zakwaszenie                                                                                         | odczyn pH                                                                                           | nie ustala się                                                                                      | nie ustala się                                                                                      | nie ustala się                                                                                      | nie ustala się                                                                                      | nie ustala się                                                                                      |
| Warunki biogenne                                                                                    | azot ogólny (całkowity) [mg/l]                                                                      | ≤1,00                                                                                               | ≤1,40                                                                                               | nie ustala się                                                                                      | nie ustala się                                                                                      | nie ustala się                                                                                      |
| Warunki biogenne                                                                                    | fosfor ogólny [mg/l]                                                                                | ≤0,040                                                                                              | ≤0,060                                                                                              | nie ustala się                                                                                      | nie ustala się                                                                                      | nie ustala się                                                                                      |
| Substancje szczególnie szkodliwe dla środowiska wodnego                                             | arsen [mg/l]                                                                                        | ≤0,05                                                                                               | ≤0,05                                                                                               | nie ustala się                                                                                      | nie ustala się                                                                                      | nie ustala się                                                                                      |
| Substancje szczególnie szkodliwe dla środowiska wodnego                                             | chrom sześciowartościowy [mg/l]                                                                     | ≤0,02                                                                                               | ≤0,02                                                                                               | nie ustala się                                                                                      | nie ustala się                                                                                      | nie ustala się                                                                                      |
| Substancje szczególnie szkodliwe dla środowiska wodnego                                             | cynk [mg/l]                                                                                         | ≤0,1                                                                                                | ≤0,1                                                                                                | nie ustala się                                                                                      | nie ustala się                                                                                      | nie ustala się                                                                                      |
| Substancje szczególnie szkodliwe dla środowiska wodnego                                             | miedź [mg/l]                                                                                        | ≤0,01                                                                                               | ≤0,01                                                                                               | nie ustala się                                                                                      | nie ustala się                                                                                      | nie ustala się                                                                                      |
| Substancje szczególnie szkodliwe dla środowiska wodnego                                             | węglowodory ropopochodne – indeks oleju mineralnego [mg/l]                                          | ≤0,2                                                                                                | ≤0,2                                                                                                | nie ustala się                                                                                      | nie ustala się                                                                                      | nie ustala się                                                                                      |

| Typ WSd_b – jezioro na podłożu wapiennym, o dużej wartości współczynnika Schindlera, polimiktyczne | Typ WSd_b – jezioro na podłożu wapiennym, o dużej wartości współczynnika Schindlera, polimiktyczne | Typ WSd_b – jezioro na podłożu wapiennym, o dużej wartości współczynnika Schindlera, polimiktyczne | Typ WSd_b – jezioro na podłożu wapiennym, o dużej wartości współczynnika Schindlera, polimiktyczne | Typ WSd_b – jezioro na podłożu wapiennym, o dużej wartości współczynnika Schindlera, polimiktyczne | Typ WSd_b – jezioro na podłożu wapiennym, o dużej wartości współczynnika Schindlera, polimiktyczne | Typ WSd_b – jezioro na podłożu wapiennym, o dużej wartości współczynnika Schindlera, polimiktyczne |
| -------------------------------------------------------------------------------------------------- | -------------------------------------------------------------------------------------------------- | -------------------------------------------------------------------------------------------------- | -------------------------------------------------------------------------------------------------- | -------------------------------------------------------------------------------------------------- | -------------------------------------------------------------------------------------------------- | -------------------------------------------------------------------------------------------------- |
| Element (według RDW)                                                                               | Wskaźnik stosowany w Polsce                                                                        | Wartość graniczna dla klasy I                                                                      | Wartość graniczna dla klasy II                                                                     | Wartość graniczna dla klasy III                                                                    | Wartość graniczna dla klasy IV                                                                     | Wartość graniczna dla klasy V                                                                      |
| Elementy biologiczne                                                                               | | | | | | |
| Fitoplankton                                                                                       | indeks fitoplanktonowy dla polskich jezior (PMPL)                                                  | ≤1,00                                                                                              | ≤2,00                                                                                              | ≤3,00                                                                                              | ≤4,00                                                                                              | >4,00                                                                                              |
| Fitobentos                                                                                         | Multimetryczny indeks Okrzemkowy (IOJ)                                                             | >0,705                                                                                             | ≥0,590                                                                                             | ≥0,400                                                                                             | ≥0,150                                                                                             | <0,150                                                                                             |
| Makrofity                                                                                          | Makrofitowy Indeks Stanu Ekologicznego (ESMI), weryfikowany przez zbiorowiska wskaźnikowe          | ≥0,680                                                                                             | ≥0,410                                                                                             | ≥0,205                                                                                             | ≥0,070                                                                                             | <0,070                                                                                             |
| Makrobezkręgowce bentosowe                                                                         | Indeks LMI                                                                                         | ≥0,920                                                                                             | ≥0,588                                                                                             | ≥0,392                                                                                             | ≥0,196                                                                                             | <0,196                                                                                             |
| Ichtiofauna                                                                                        | Jeziorowy Indeks Rybny LFI+_PL                                                                     | ≥0,866                                                                                             | ≥0,595                                                                                             | ≥0,250                                                                                             | ≥0,100                                                                                             | <0,100                                                                                             |
| Ichtiofauna                                                                                        | Jeziorowy Indeks Rybny LFI-EN_PL                                                                   | ≥0,804                                                                                             | ≥0,557                                                                                             | ≥0,250                                                                                             | ≥0,100                                                                                             | <0,100                                                                                             |
| Elementy hydromorfologiczne                                                                        | | | | | | |
| stan elementów hydromorfologicznych                                                                | Lake Habitat Modification Score LHMS_PL                                                            | ≤15                                                                                                | nie ustala się                                                                                     | nie ustala się                                                                                     | nie ustala się                                                                                     | nie ustala się                                                                                     |
| Elementy fizyczno-chemiczne                                                                        | | | | | | |
| Stan fizyczny                                                                                      | barwa [mg Pt/l]                                                                                    | nie ustala się                                                                                     | nie ustala się                                                                                     | nie ustala się                                                                                     | nie ustala się                                                                                     | nie ustala się                                                                                     |
| Stan fizyczny                                                                                      | widzialność krążka Secchiego [m]                                                                   | ≥1,5 (lub do dna)                                                                                  | ≥1,0                                                                                               | nie ustala się                                                                                     | nie ustala się                                                                                     | nie ustala się                                                                                     |
| Zasolenie                                                                                          | przewodnictwo właściwe w 20 °C [μS/cm]                                                             | nie ustala się                                                                                     | ≤600                                                                                               | nie ustala się                                                                                     | nie ustala się                                                                                     | nie ustala się                                                                                     |
| Zakwaszenie                                                                                        | odczyn pH                                                                                          | nie ustala się                                                                                     | nie ustala się                                                                                     | nie ustala się                                                                                     | nie ustala się                                                                                     | nie ustala się                                                                                     |
| Warunki biogenne                                                                                   | azot ogólny (całkowity) [mg/l]                                                                     | nie ustala się                                                                                     | ≤1,50                                                                                              | nie ustala się                                                                                     | nie ustala się                                                                                     | nie ustala się                                                                                     |
| Warunki biogenne                                                                                   | fosfor ogólny [mg/l]                                                                               | ≤0,040                                                                                             | ≤0,060                                                                                             | nie ustala się                                                                                     | nie ustala się                                                                                     | nie ustala się                                                                                     |
| Substancje szczególnie szkodliwe dla środowiska wodnego                                            | arsen [mg/l]                                                                                       | ≤0,05                                                                                              | ≤0,05                                                                                              | nie ustala się                                                                                     | nie ustala się                                                                                     | nie ustala się                                                                                     |
| Substancje szczególnie szkodliwe dla środowiska wodnego                                            | chrom sześciowartościowy [mg/l]                                                                    | ≤0,02                                                                                              | ≤0,02                                                                                              | nie ustala się                                                                                     | nie ustala się                                                                                     | nie ustala się                                                                                     |
| Substancje szczególnie szkodliwe dla środowiska wodnego                                            | cynk [mg/l]                                                                                        | ≤0,1                                                                                               | ≤0,1                                                                                               | nie ustala się                                                                                     | nie ustala się                                                                                     | nie ustala się                                                                                     |
| Substancje szczególnie szkodliwe dla środowiska wodnego                                            | miedź [mg/l]                                                                                       | ≤0,01                                                                                              | ≤0,01                                                                                              | nie ustala się                                                                                     | nie ustala się                                                                                     | nie ustala się                                                                                     |
| Substancje szczególnie szkodliwe dla środowiska wodnego                                            | węglowodory ropopochodne – indeks oleju mineralnego [mg/l]                                         | ≤0,2                                                                                               | ≤0,2                                                                                               | nie ustala się                                                                                     | nie ustala się                                                                                     | nie ustala się                                                                                     |

| Typ Kond – jezioro przymorskie, podlegające wpływom wód morskich, o naturalnie podwyższonej przewodności elektrolitycznej, polimiktyczne | Typ Kond – jezioro przymorskie, podlegające wpływom wód morskich, o naturalnie podwyższonej przewodności elektrolitycznej, polimiktyczne | Typ Kond – jezioro przymorskie, podlegające wpływom wód morskich, o naturalnie podwyższonej przewodności elektrolitycznej, polimiktyczne | Typ Kond – jezioro przymorskie, podlegające wpływom wód morskich, o naturalnie podwyższonej przewodności elektrolitycznej, polimiktyczne | Typ Kond – jezioro przymorskie, podlegające wpływom wód morskich, o naturalnie podwyższonej przewodności elektrolitycznej, polimiktyczne | Typ Kond – jezioro przymorskie, podlegające wpływom wód morskich, o naturalnie podwyższonej przewodności elektrolitycznej, polimiktyczne | Typ Kond – jezioro przymorskie, podlegające wpływom wód morskich, o naturalnie podwyższonej przewodności elektrolitycznej, polimiktyczne |
| --- | --- | --- | --- | --- | --- | --- |
| Element (według RDW) | Wskaźnik stosowany w Polsce | Wartość graniczna dla klasy I | Wartość graniczna dla klasy II | Wartość graniczna dla klasy III | Wartość graniczna dla klasy IV | Wartość graniczna dla klasy V |
| Elementy biologiczne | | | | | | |
| Fitoplankton | indeks fitoplanktonowy dla polskich jezior (PMPL)                                                                                        | ≤1,00 | ≤2,00 | ≤3,00 | ≤4,00 | >4,00 |
| Fitobentos | Multimetryczny indeks Okrzemkowy (IOJ)                                                                                                   | >0,705 | ≥0,590 | ≥0,400 | ≥0,150 | <0,150 |
| Makrofity | Makrofitowy Indeks Stanu Ekologicznego dla jezior przymorskich (ESMIJP), weryfikowany przez zbiorowiska wskaźnikowe                      | ≥0,340 | ≥0,205 | ≥0,103 | ≥0,035 | <0,035 |
| Makrobezkręgowce bentosowe | Indeks LMI | nie dotyczy | nie dotyczy | nie dotyczy | nie dotyczy | nie dotyczy |
| Ichtiofauna | Jeziorowy Indeks Rybny LFI+_PL | ≥0,866 | ≥0,595 | ≥0,250 | ≥0,100 | <0,100 |
| Ichtiofauna | Jeziorowy Indeks Rybny LFI-EN_PL | ≥0,804 | ≥0,557 | ≥0,250 | ≥0,100 | <0,100 |
| Elementy hydromorfologiczne | | | | | | |
| stan elementów hydromorfologicznych | Lake Habitat Modification Score LHMS_PL                                                                                                  | ≤15 | nie ustala się | nie ustala się | nie ustala się | nie ustala się |
| Elementy fizyczno-chemiczne | | | | | | |
| Stan fizyczny | barwa [mg Pt/l] | nie ustala się | nie ustala się | nie ustala się | nie ustala się | nie ustala się |
| Stan fizyczny | widzialność krążka Secchiego [m] | do dna | ≥0,5 | nie ustala się | nie ustala się | nie ustala się |
| Zasolenie | przewodnictwo właściwe w 20 °C [μS/cm]                                                                                                   | nie ustala się | ≤600 | nie ustala się | nie ustala się | nie ustala się |
| Zakwaszenie | odczyn pH | nie ustala się | nie ustala się | nie ustala się | nie ustala się | nie ustala się |
| Warunki biogenne | azot ogólny (całkowity) [mg/l] | nie ustala się | ≤1,50 | nie ustala się | nie ustala się | nie ustala się |
| Warunki biogenne | fosfor ogólny [mg/l] | nie ustala się | ≤0,080 | nie ustala się | nie ustala się | nie ustala się |
| Substancje szczególnie szkodliwe dla środowiska wodnego                                                                                  | arsen [mg/l] | ≤0,05 | ≤0,05 | nie ustala się | nie ustala się | nie ustala się |
| Substancje szczególnie szkodliwe dla środowiska wodnego                                                                                  | chrom sześciowartościowy [mg/l] | ≤0,02 | ≤0,02 | nie ustala się | nie ustala się | nie ustala się |
| Substancje szczególnie szkodliwe dla środowiska wodnego                                                                                  | cynk [mg/l] | ≤0,1 | ≤0,1 | nie ustala się | nie ustala się | nie ustala się |
| Substancje szczególnie szkodliwe dla środowiska wodnego                                                                                  | miedź [mg/l] | ≤0,01 | ≤0,01 | nie ustala się | nie ustala się | nie ustala się |
| Substancje szczególnie szkodliwe dla środowiska wodnego                                                                                  | węglowodory ropopochodne – indeks oleju mineralnego [mg/l]                                                                               | ≤0,2 | ≤0,2 | nie ustala się | nie ustala się | nie ustala się |

## Wody przejściowe
| Zalew Wiślany                                                                                    | Zalew Wiślany                                                                                          | Zalew Wiślany                 | Zalew Wiślany                  | Zalew Wiślany                   | Zalew Wiślany                  | Zalew Wiślany                 |
| ------------------------------------------------------------------------------------------------ | --- | ----------------------------- | ------------------------------ | ------------------------------- | ------------------------------ | ----------------------------- |
| Element (według RDW)                                                                             | Wskaźnik stosowany w Polsce                                                                            | Wartość graniczna dla klasy I | Wartość graniczna dla klasy II | Wartość graniczna dla klasy III | Wartość graniczna dla klasy IV | Wartość graniczna dla klasy V |
| Elementy biologiczne                                                                             | |                               |                                |                                 |                                |                               |
| Fitoplankton                                                                                     | chlorofil a latem [μg/l]                                                                               | <15,00                        | ≤23,20                         | ≤31,30                          | ≤50,00                         | >50,00                        |
| Makroglony i okrytozalążkowe                                                                     | Makrofitowy Indeks Stanu Ekologicznego dla zalewów (ESMIz), weryfikowany przez zbiorowiska wskaźnikowe | ≥0,204                        | ≥0,123                         | ≥0,060                          | ≥0,020                         | <0,020                        |
| Makrobezkręgowce bentosowe                                                                       | Multimetryczny indeks B                                                                                | >3,72                         | ≥3,18                          | ≥2,70                           | ≥1,91                          | <1,91                         |
| Ichtiofauna                                                                                      | Polski indeks multimetryczny ryb (PMFI)                                                                | obliczana w złożony sposób    | obliczana w złożony sposób     | obliczana w złożony sposób      | obliczana w złożony sposób     | obliczana w złożony sposób    |
| Elementy hydromorfologiczne                                                                      | |                               |                                |                                 |                                |                               |
| Reżim hydrologiczny (przepływ wody słodkiej)                                                     | zmiana odporności ekosystemu [%]                                                                       | ≤5                            | ≤10                            | nie ustala się                  | nie ustala się                 | nie ustala się                |
| Warunki morfologiczne (zmienność głębokości (kształt basenu), struktura ilościowa i podłoże dna) | zmiana odporności ekosystemu [%]                                                                       | ≤5                            | ≤10                            | nie ustala się                  | nie ustala się                 | nie ustala się                |
| Elementy fizyczno-chemiczne                                                                      | |                               |                                |                                 |                                |                               |
| Stan fizyczny – przezroczystość                                                                  | widzialność krążka Secchiego latem [m]                                                                 | >1,4                          | >1,0                           | nie ustala się                  | nie ustala się                 | nie ustala się                |
| Warunki tlenowe i zanieczyszczenie organiczne                                                    | tlen rozpuszczony nad dnem latem [mg/l]                                                                | ≥6,0                          | ≥4,2                           | nie ustala się                  | nie ustala się                 | nie ustala się                |
| Warunki tlenowe i zanieczyszczenie organiczne                                                    | OWO latem [mg C/l]                                                                                     | ≤5                            | ≤10                            | nie ustala się                  | nie ustala się                 | nie ustala się                |
| Warunki tlenowe i zanieczyszczenie organiczne                                                    | Nasycenie tlenem (warstwa 0-5 m) [%]                                                                   | 90-110                        | 80-120                         | nie ustala się                  | nie ustala się                 | nie ustala się                |
| Zasolenie                                                                                        | – | nie ustala się                | nie ustala się                 | nie ustala się                  | nie ustala się                 | nie ustala się                |
| Zakwaszenie                                                                                      | odczyn pH                                                                                              | 7,0-8,0                       | 8,0-8,8                        | nie ustala się                  | nie ustala się                 | nie ustala się                |
| Warunki biogenne                                                                                 | azot amonowy [mg/l]                                                                                    | <0,10                         | <0,15                          | nie ustala się                  | nie ustala się                 | nie ustala się                |
| Warunki biogenne                                                                                 | azot azotanowy zimą [mg/l]                                                                             | <0,20                         | <0,30                          | nie ustala się                  | nie ustala się                 | nie ustala się                |
| Warunki biogenne                                                                                 | azot ogólny (całkowity) latem [mg/l]                                                                   | <0,65                         | <0,98                          | nie ustala się                  | nie ustala się                 | nie ustala się                |
| Warunki biogenne                                                                                 | fosfor fosforanowy [mg/l]                                                                              | <0,030                        | <0,045                         | nie ustala się                  | nie ustala się                 | nie ustala się                |
| Warunki biogenne                                                                                 | fosfor ogólny latem [mg/l]                                                                             | <0,080                        | <0,120                         | nie ustala się                  | nie ustala się                 | nie ustala się                |
| Warunki biogenne                                                                                 | azot mineralny (azotanowy, azotynowy i amonowy) zimą [mg/l]                                            | <0,250                        | <0,380                         | nie ustala się                  | nie ustala się                 | nie ustala się                |
| Substancje szczególnie szkodliwe dla środowiska wodnego                                          | arsen [mg/l]                                                                                           | ≤0,05                         | ≤0,05                          | nie ustala się                  | nie ustala się                 | nie ustala się                |
| Substancje szczególnie szkodliwe dla środowiska wodnego                                          | chrom sześciowartościowy [mg/l]                                                                        | ≤0,02                         | ≤0,02                          | nie ustala się                  | nie ustala się                 | nie ustala się                |
| Substancje szczególnie szkodliwe dla środowiska wodnego                                          | cynk [mg/l]                                                                                            | ≤0,1                          | ≤0,1                           | nie ustala się                  | nie ustala się                 | nie ustala się                |
| Substancje szczególnie szkodliwe dla środowiska wodnego                                          | miedź [mg/l]                                                                                           | ≤0,01                         | ≤0,01                          | nie ustala się                  | nie ustala się                 | nie ustala się                |
| Substancje szczególnie szkodliwe dla środowiska wodnego                                          | węglowodory ropopochodne – indeks oleju mineralnego [mg/l]                                             | ≤0,2                          | ≤0,2                           | nie ustala się                  | nie ustala się                 | nie ustala się                |

| Zalew Szczeciński i Zalew Kamieński                                                              | Zalew Szczeciński i Zalew Kamieński                                                                    | Zalew Szczeciński i Zalew Kamieński | Zalew Szczeciński i Zalew Kamieński | Zalew Szczeciński i Zalew Kamieński | Zalew Szczeciński i Zalew Kamieński | Zalew Szczeciński i Zalew Kamieński |
| ------------------------------------------------------------------------------------------------ | --- | ----------------------------------- | ----------------------------------- | ----------------------------------- | ----------------------------------- | ----------------------------------- |
| Element (według RDW)                                                                             | Wskaźnik stosowany w Polsce                                                                            | Wartość graniczna dla klasy I       | Wartość graniczna dla klasy II      | Wartość graniczna dla klasy III     | Wartość graniczna dla klasy IV      | Wartość graniczna dla klasy V       |
| Elementy biologiczne                                                                             | |                                     |                                     |                                     |                                     |                                     |
| Fitoplankton                                                                                     | chlorofil a latem [μg/l]                                                                               | <10,00                              | ≤20,00                              | ≤30,00                              | ≤40,00                              | >40,00                              |
| Makroglony i okrytozalążkowe                                                                     | Makrofitowy Indeks Stanu Ekologicznego dla zalewów (ESMIz), weryfikowany przez zbiorowiska wskaźnikowe | ≥0,204                              | ≥0,123                              | ≥0,060                              | ≥0,020                              | <0,020                              |
| Makrobezkręgowce bentosowe                                                                       | Multimetryczny indeks B                                                                                | >3,72                               | ≥3,18                               | ≥2,70                               | ≥1,91                               | <1,91                               |
| Ichtiofauna                                                                                      | Polski indeks multimetryczny ryb (PMFI)                                                                | obliczana w złożony sposób          | obliczana w złożony sposób          | obliczana w złożony sposób          | obliczana w złożony sposób          | obliczana w złożony sposób          |
| Elementy hydromorfologiczne                                                                      | |                                     |                                     |                                     |                                     |                                     |
| Reżim hydrologiczny (przepływ wody słodkiej)                                                     | zmiana odporności ekosystemu [%]                                                                       | ≤5                                  | ≤10                                 | nie ustala się                      | nie ustala się                      | nie ustala się                      |
| Warunki morfologiczne (zmienność głębokości (kształt basenu), struktura ilościowa i podłoże dna) | zmiana odporności ekosystemu [%]                                                                       | ≤5                                  | ≤10                                 | nie ustala się                      | nie ustala się                      | nie ustala się                      |
| Elementy fizyczno-chemiczne                                                                      | |                                     |                                     |                                     |                                     |                                     |
| Stan fizyczny – przezroczystość                                                                  | widzialność krążka Secchiego latem [m]                                                                 | >1,8                                | >1,1                                | nie ustala się                      | nie ustala się                      | nie ustala się                      |
| Warunki tlenowe i zanieczyszczenie organiczne                                                    | tlen rozpuszczony nad dnem latem [mg/l]                                                                | ≥6,0                                | ≥4,2                                | nie ustala się                      | nie ustala się                      | nie ustala się                      |
| Warunki tlenowe i zanieczyszczenie organiczne                                                    | OWO latem [mg C/l]                                                                                     | ≤5                                  | ≤10                                 | nie ustala się                      | nie ustala się                      | nie ustala się                      |
| Warunki tlenowe i zanieczyszczenie organiczne                                                    | Nasycenie tlenem (warstwa 0-5 m) [%]                                                                   | 90-110                              | 80-120                              | nie ustala się                      | nie ustala się                      | nie ustala się                      |
| Zasolenie                                                                                        | – | nie ustala się                      | nie ustala się                      | nie ustala się                      | nie ustala się                      | nie ustala się                      |
| Zakwaszenie                                                                                      | odczyn pH                                                                                              | 7,0-8,0                             | 8,0-8,8                             | nie ustala się                      | nie ustala się                      | nie ustala się                      |
| Warunki biogenne                                                                                 | azot amonowy [mg/l]                                                                                    | <0,04                               | <0,06                               | nie ustala się                      | nie ustala się                      | nie ustala się                      |
| Warunki biogenne                                                                                 | azot azotanowy zimą [mg/l]                                                                             | <0,60                               | <0,90                               | nie ustala się                      | nie ustala się                      | nie ustala się                      |
| Warunki biogenne                                                                                 | azot ogólny (całkowity) latem [mg/l]                                                                   | <1,25                               | <1,90                               | nie ustala się                      | nie ustala się                      | nie ustala się                      |
| Warunki biogenne                                                                                 | fosfor fosforanowy [mg/l]                                                                              | <0,060                              | <0,090                              | nie ustala się                      | nie ustala się                      | nie ustala się                      |
| Warunki biogenne                                                                                 | fosfor ogólny latem [mg/l]                                                                             | <0,100                              | <0,150                              | nie ustala się                      | nie ustala się                      | nie ustala się                      |
| Warunki biogenne                                                                                 | azot mineralny (azotanowy, azotynowy i amonowy) zimą [mg/l]                                            | <0,700                              | <1,050                              | nie ustala się                      | nie ustala się                      | nie ustala się                      |
| Substancje szczególnie szkodliwe dla środowiska wodnego                                          | arsen [mg/l]                                                                                           | ≤0,05                               | ≤0,05                               | nie ustala się                      | nie ustala się                      | nie ustala się                      |
| Substancje szczególnie szkodliwe dla środowiska wodnego                                          | chrom sześciowartościowy [mg/l]                                                                        | ≤0,02                               | ≤0,02                               | nie ustala się                      | nie ustala się                      | nie ustala się                      |
| Substancje szczególnie szkodliwe dla środowiska wodnego                                          | cynk [mg/l]                                                                                            | ≤0,1                                | ≤0,1                                | nie ustala się                      | nie ustala się                      | nie ustala się                      |
| Substancje szczególnie szkodliwe dla środowiska wodnego                                          | miedź [mg/l]                                                                                           | ≤0,01                               | ≤0,01                               | nie ustala się                      | nie ustala się                      | nie ustala się                      |
| Substancje szczególnie szkodliwe dla środowiska wodnego                                          | węglowodory ropopochodne – indeks oleju mineralnego [mg/l]                                             | ≤0,2                                | ≤0,2                                | nie ustala się                      | nie ustala się                      | nie ustala się                      |

| Zalew Pucki                                                                                      | Zalew Pucki                                                 | Zalew Pucki                   | Zalew Pucki                    | Zalew Pucki                     | Zalew Pucki                    | Zalew Pucki                   |
| ------------------------------------------------------------------------------------------------ | ----------------------------------------------------------- | ----------------------------- | ------------------------------ | ------------------------------- | ------------------------------ | ----------------------------- |
| Element (według RDW)                                                                             | Wskaźnik stosowany w Polsce                                 | Wartość graniczna dla klasy I | Wartość graniczna dla klasy II | Wartość graniczna dla klasy III | Wartość graniczna dla klasy IV | Wartość graniczna dla klasy V |
| Elementy biologiczne                                                                             |                                                             |                               |                                |                                 |                                |                               |
| Fitoplankton                                                                                     | chlorofil a latem [μg/l]                                    | <1,20                         | ≤2,00                          | ≤2,80                           | ≤4,30                          | >4,30                         |
| Makroglony i okrytozalążkowe                                                                     | Wskaźnik SM1                                                | ≥0,95                         | ≥0,80                          | ≥0,57                           | ≥0,20                          | <0,20                         |
| Makrobezkręgowce bentosowe                                                                       | Multimetryczny indeks B                                     | >3,72                         | ≥3,18                          | ≥2,70                           | ≥1,91                          | <1,91                         |
| Ichtiofauna                                                                                      | Polski indeks multimetryczny ryb (PMFI)                     | obliczana w złożony sposób    | obliczana w złożony sposób     | obliczana w złożony sposób      | obliczana w złożony sposób     | obliczana w złożony sposób    |
| Elementy hydromorfologiczne                                                                      |                                                             |                               |                                |                                 |                                |                               |
| Reżim hydrologiczny (przepływ wody słodkiej)                                                     | zmiana odporności ekosystemu [%]                            | ≤5                            | ≤10                            | nie ustala się                  | nie ustala się                 | nie ustala się                |
| Warunki morfologiczne (zmienność głębokości (kształt basenu), struktura ilościowa i podłoże dna) | zmiana odporności ekosystemu [%]                            | ≤5                            | ≤10                            | nie ustala się                  | nie ustala się                 | nie ustala się                |
| Elementy fizyczno-chemiczne                                                                      |                                                             |                               |                                |                                 |                                |                               |
| Stan fizyczny – przezroczystość                                                                  | widzialność krążka Secchiego latem [m]                      | >2,5                          | >1,5                           | nie ustala się                  | nie ustala się                 | nie ustala się                |
| Warunki tlenowe i zanieczyszczenie organiczne                                                    | tlen rozpuszczony nad dnem latem [mg/l]                     | ≥6,0                          | ≥4,2                           | nie ustala się                  | nie ustala się                 | nie ustala się                |
| Warunki tlenowe i zanieczyszczenie organiczne                                                    | OWO latem [mg C/l]                                          | ≤5                            | ≤10                            | nie ustala się                  | nie ustala się                 | nie ustala się                |
| Warunki tlenowe i zanieczyszczenie organiczne                                                    | Nasycenie tlenem (warstwa 0-5 m) [%]                        | 90-110                        | 80-120                         | nie ustala się                  | nie ustala się                 | nie ustala się                |
| Zasolenie                                                                                        | –                                                           | nie ustala się                | nie ustala się                 | nie ustala się                  | nie ustala się                 | nie ustala się                |
| Zakwaszenie                                                                                      | odczyn pH                                                   | 7,0-8,0                       | 8,0-8,8                        | nie ustala się                  | nie ustala się                 | nie ustala się                |
| Warunki biogenne                                                                                 | azot amonowy [mg/l]                                         | nie dotyczy                   | nie dotyczy                    | nie dotyczy                     | nie dotyczy                    | nie dotyczy                   |
| Warunki biogenne                                                                                 | azot azotanowy zimą [mg/l]                                  | <0,007                        | <0,011                         | nie ustala się                  | nie ustala się                 | nie ustala się                |
| Warunki biogenne                                                                                 | azot ogólny (całkowity) latem [mg/l]                        | <0,20                         | <0,30                          | nie ustala się                  | nie ustala się                 | nie ustala się                |
| Warunki biogenne                                                                                 | fosfor fosforanowy [mg/l]                                   | <0,002                        | <0,003                         | nie ustala się                  | nie ustala się                 | nie ustala się                |
| Warunki biogenne                                                                                 | fosfor ogólny latem [mg/l]                                  | <0,020                        | <0,030                         | nie ustala się                  | nie ustala się                 | nie ustala się                |
| Warunki biogenne                                                                                 | azot mineralny (azotanowy, azotynowy i amonowy) zimą [mg/l] | <0,017                        | <0,026                         | nie ustala się                  | nie ustala się                 | nie ustala się                |
| Substancje szczególnie szkodliwe dla środowiska wodnego                                          | arsen [mg/l]                                                | ≤0,05                         | ≤0,05                          | nie ustala się                  | nie ustala się                 | nie ustala się                |
| Substancje szczególnie szkodliwe dla środowiska wodnego                                          | chrom sześciowartościowy [mg/l]                             | ≤0,02                         | ≤0,02                          | nie ustala się                  | nie ustala się                 | nie ustala się                |
| Substancje szczególnie szkodliwe dla środowiska wodnego                                          | cynk [mg/l]                                                 | ≤0,1                          | ≤0,1                           | nie ustala się                  | nie ustala się                 | nie ustala się                |
| Substancje szczególnie szkodliwe dla środowiska wodnego                                          | miedź [mg/l]                                                | ≤0,01                         | ≤0,01                          | nie ustala się                  | nie ustala się                 | nie ustala się                |
| Substancje szczególnie szkodliwe dla środowiska wodnego                                          | węglowodory ropopochodne – indeks oleju mineralnego [mg/l]  | ≤0,2                          | ≤0,2                           | nie ustala się                  | nie ustala się                 | nie ustala się                |

| Wewnętrzna Zatoka Gdańska i zewnętrzna Zatoka Pucka                                              | Wewnętrzna Zatoka Gdańska i zewnętrzna Zatoka Pucka         | Wewnętrzna Zatoka Gdańska i zewnętrzna Zatoka Pucka | Wewnętrzna Zatoka Gdańska i zewnętrzna Zatoka Pucka | Wewnętrzna Zatoka Gdańska i zewnętrzna Zatoka Pucka | Wewnętrzna Zatoka Gdańska i zewnętrzna Zatoka Pucka | Wewnętrzna Zatoka Gdańska i zewnętrzna Zatoka Pucka |
| ------------------------------------------------------------------------------------------------ | ----------------------------------------------------------- | --------------------------------------------------- | --------------------------------------------------- | --------------------------------------------------- | --------------------------------------------------- | --------------------------------------------------- |
| Element (według RDW)                                                                             | Wskaźnik stosowany w Polsce                                 | Wartość graniczna dla klasy I                       | Wartość graniczna dla klasy II                      | Wartość graniczna dla klasy III                     | Wartość graniczna dla klasy IV                      | Wartość graniczna dla klasy V                       |
| Elementy biologiczne                                                                             |                                                             |                                                     |                                                     |                                                     |                                                     |                                                     |
| Fitoplankton                                                                                     | chlorofil a latem [μg/l]                                    | <1,94                                               | ≤3,76                                               | ≤5,58                                               | ≤7,40                                               | >7,40                                               |
| Makroglony i okrytozalążkowe                                                                     | Wskaźnik SM1                                                | ≥0,95                                               | ≥0,80                                               | ≥0,57                                               | ≥0,20                                               | <0,20                                               |
| Makrobezkręgowce bentosowe                                                                       | Multimetryczny indeks B                                     | >3,72                                               | ≥3,18                                               | ≥2,70                                               | ≥1,91                                               | <1,91                                               |
| Ichtiofauna                                                                                      | Polski indeks multimetryczny ryb (PMFI)                     | obliczana w złożony sposób                          | obliczana w złożony sposób                          | obliczana w złożony sposób                          | obliczana w złożony sposób                          | obliczana w złożony sposób                          |
| Elementy hydromorfologiczne                                                                      |                                                             |                                                     |                                                     |                                                     |                                                     |                                                     |
| Reżim hydrologiczny (przepływ wody słodkiej)                                                     | zmiana odporności ekosystemu [%]                            | ≤5                                                  | ≤10                                                 | nie ustala się                                      | nie ustala się                                      | nie ustala się                                      |
| Warunki morfologiczne (zmienność głębokości (kształt basenu), struktura ilościowa i podłoże dna) | zmiana odporności ekosystemu [%]                            | ≤5                                                  | ≤10                                                 | nie ustala się                                      | nie ustala się                                      | nie ustala się                                      |
| Elementy fizyczno-chemiczne                                                                      |                                                             |                                                     |                                                     |                                                     |                                                     |                                                     |
| Stan fizyczny – przezroczystość                                                                  | widzialność krążka Secchiego latem [m]                      | >5,8                                                | >3,6                                                | nie ustala się                                      | nie ustala się                                      | nie ustala się                                      |
| Warunki tlenowe i zanieczyszczenie organiczne                                                    | tlen rozpuszczony nad dnem latem [mg/l]                     | ≥6,0                                                | ≥4,2                                                | nie ustala się                                      | nie ustala się                                      | nie ustala się                                      |
| Warunki tlenowe i zanieczyszczenie organiczne                                                    | OWO latem [mg C/l]                                          | ≤5                                                  | ≤10                                                 | nie ustala się                                      | nie ustala się                                      | nie ustala się                                      |
| Warunki tlenowe i zanieczyszczenie organiczne                                                    | Nasycenie tlenem (warstwa 0-5 m) [%]                        | 90-110                                              | 80-120                                              | nie ustala się                                      | nie ustala się                                      | nie ustala się                                      |
| Zasolenie                                                                                        | –                                                           | nie ustala się                                      | nie ustala się                                      | nie ustala się                                      | nie ustala się                                      | nie ustala się                                      |
| Zakwaszenie                                                                                      | odczyn pH                                                   | 7,0-8,0                                             | 8,0-8,8                                             | nie ustala się                                      | nie ustala się                                      | nie ustala się                                      |
| Warunki biogenne                                                                                 | azot amonowy [mg/l]                                         | nie dotyczy                                         | nie dotyczy                                         | nie dotyczy                                         | nie dotyczy                                         | nie dotyczy                                         |
| Warunki biogenne                                                                                 | azot azotanowy zimą [mg/l]                                  | <0,08                                               | <0,12                                               | nie ustala się                                      | nie ustala się                                      | nie ustala się                                      |
| Warunki biogenne                                                                                 | azot ogólny (całkowity) latem [mg/l]                        | <0,25                                               | <0,40                                               | nie ustala się                                      | nie ustala się                                      | nie ustala się                                      |
| Warunki biogenne                                                                                 | fosfor fosforanowy [mg/l]                                   | <0,012                                              | <0,018                                              | nie ustala się                                      | nie ustala się                                      | nie ustala się                                      |
| Warunki biogenne                                                                                 | fosfor ogólny latem [mg/l]                                  | <0,022                                              | <0,035                                              | nie ustala się                                      | nie ustala się                                      | nie ustala się                                      |
| Warunki biogenne                                                                                 | azot mineralny (azotanowy, azotynowy i amonowy) zimą [mg/l] | <0,091                                              | <0,150                                              | nie ustala się                                      | nie ustala się                                      | nie ustala się                                      |
| Substancje szczególnie szkodliwe dla środowiska wodnego                                          | arsen [mg/l]                                                | ≤0,05                                               | ≤0,05                                               | nie ustala się                                      | nie ustala się                                      | nie ustala się                                      |
| Substancje szczególnie szkodliwe dla środowiska wodnego                                          | chrom sześciowartościowy [mg/l]                             | ≤0,02                                               | ≤0,02                                               | nie ustala się                                      | nie ustala się                                      | nie ustala się                                      |
| Substancje szczególnie szkodliwe dla środowiska wodnego                                          | cynk [mg/l]                                                 | ≤0,1                                                | ≤0,1                                                | nie ustala się                                      | nie ustala się                                      | nie ustala się                                      |
| Substancje szczególnie szkodliwe dla środowiska wodnego                                          | miedź [mg/l]                                                | ≤0,01                                               | ≤0,01                                               | nie ustala się                                      | nie ustala się                                      | nie ustala się                                      |
| Substancje szczególnie szkodliwe dla środowiska wodnego                                          | węglowodory ropopochodne – indeks oleju mineralnego [mg/l]  | ≤0,2                                                | ≤0,2                                                | nie ustala się                                      | nie ustala się                                      | nie ustala się                                      |

| Ujście Wisły (w Zatoce Gdańskiej)                                                                | Ujście Wisły (w Zatoce Gdańskiej)                           | Ujście Wisły (w Zatoce Gdańskiej) | Ujście Wisły (w Zatoce Gdańskiej) | Ujście Wisły (w Zatoce Gdańskiej) | Ujście Wisły (w Zatoce Gdańskiej) | Ujście Wisły (w Zatoce Gdańskiej) |
| ------------------------------------------------------------------------------------------------ | ----------------------------------------------------------- | --------------------------------- | --------------------------------- | --------------------------------- | --------------------------------- | --------------------------------- |
| Element (według RDW)                                                                             | Wskaźnik stosowany w Polsce                                 | Wartość graniczna dla klasy I     | Wartość graniczna dla klasy II    | Wartość graniczna dla klasy III   | Wartość graniczna dla klasy IV    | Wartość graniczna dla klasy V     |
| Elementy biologiczne                                                                             |                                                             |                                   |                                   |                                   |                                   |                                   |
| Fitoplankton                                                                                     | chlorofil a latem [μg/l]                                    | <2,50                             | ≤5,50                             | ≤8,75                             | ≤15,25                            | >15,25                            |
| Makroglony i okrytozalążkowe                                                                     | Wskaźnik SM1                                                | nie dotyczy                       | nie dotyczy                       | nie dotyczy                       | nie dotyczy                       | nie dotyczy                       |
| Makrobezkręgowce bentosowe                                                                       | Multimetryczny indeks B                                     | >3,72                             | ≥3,18                             | ≥2,70                             | ≥1,91                             | <1,91                             |
| Ichtiofauna                                                                                      | Polski indeks multimetryczny ryb (PMFI)                     | obliczana w złożony sposób        | obliczana w złożony sposób        | obliczana w złożony sposób        | obliczana w złożony sposób        | obliczana w złożony sposób        |
| Elementy hydromorfologiczne                                                                      |                                                             |                                   |                                   |                                   |                                   |                                   |
| Reżim hydrologiczny (przepływ wody słodkiej)                                                     | zmiana odporności ekosystemu [%]                            | ≤5                                | ≤10                               | nie ustala się                    | nie ustala się                    | nie ustala się                    |
| Warunki morfologiczne (zmienność głębokości (kształt basenu), struktura ilościowa i podłoże dna) | zmiana odporności ekosystemu [%]                            | ≤5                                | ≤10                               | nie ustala się                    | nie ustala się                    | nie ustala się                    |
| Elementy fizyczno-chemiczne                                                                      |                                                             |                                   |                                   |                                   |                                   |                                   |
| Stan fizyczny – przezroczystość                                                                  | widzialność krążka Secchiego latem [m]                      | >4,8                              | >2,8                              | nie ustala się                    | nie ustala się                    | nie ustala się                    |
| Warunki tlenowe i zanieczyszczenie organiczne                                                    | tlen rozpuszczony nad dnem latem [mg/l]                     | ≥6,0                              | ≥4,2                              | nie ustala się                    | nie ustala się                    | nie ustala się                    |
| Warunki tlenowe i zanieczyszczenie organiczne                                                    | OWO latem [mg C/l]                                          | ≤5                                | ≤10                               | nie ustala się                    | nie ustala się                    | nie ustala się                    |
| Warunki tlenowe i zanieczyszczenie organiczne                                                    | Nasycenie tlenem (warstwa 0-5 m) [%]                        | 90-110                            | 80-120                            | nie ustala się                    | nie ustala się                    | nie ustala się                    |
| Zasolenie                                                                                        | –                                                           | nie ustala się                    | nie ustala się                    | nie ustala się                    | nie ustala się                    | nie ustala się                    |
| Zakwaszenie                                                                                      | odczyn pH                                                   | 7,0-8,0                           | 8,0-8,8                           | nie ustala się                    | nie ustala się                    | nie ustala się                    |
| Warunki biogenne                                                                                 | azot amonowy [mg/l]                                         | nie dotyczy                       | nie dotyczy                       | nie dotyczy                       | nie dotyczy                       | nie dotyczy                       |
| Warunki biogenne                                                                                 | azot azotanowy zimą [mg/l]                                  | <0,11                             | <0,17                             | nie ustala się                    | nie ustala się                    | nie ustala się                    |
| Warunki biogenne                                                                                 | azot ogólny (całkowity) latem [mg/l]                        | <0,25                             | <0,40                             | nie ustala się                    | nie ustala się                    | nie ustala się                    |
| Warunki biogenne                                                                                 | fosfor fosforanowy [mg/l]                                   | <0,012                            | <0,018                            | nie ustala się                    | nie ustala się                    | nie ustala się                    |
| Warunki biogenne                                                                                 | fosfor ogólny latem [mg/l]                                  | <0,030                            | <0,045                            | nie ustala się                    | nie ustala się                    | nie ustala się                    |
| Warunki biogenne                                                                                 | azot mineralny (azotanowy, azotynowy i amonowy) zimą [mg/l] | <0,150                            | <0,225                            | nie ustala się                    | nie ustala się                    | nie ustala się                    |
| Substancje szczególnie szkodliwe dla środowiska wodnego                                          | arsen [mg/l]                                                | ≤0,05                             | ≤0,05                             | nie ustala się                    | nie ustala się                    | nie ustala się                    |
| Substancje szczególnie szkodliwe dla środowiska wodnego                                          | chrom sześciowartościowy [mg/l]                             | ≤0,02                             | ≤0,02                             | nie ustala się                    | nie ustala się                    | nie ustala się                    |
| Substancje szczególnie szkodliwe dla środowiska wodnego                                          | cynk [mg/l]                                                 | ≤0,1                              | ≤0,1                              | nie ustala się                    | nie ustala się                    | nie ustala się                    |
| Substancje szczególnie szkodliwe dla środowiska wodnego                                          | miedź [mg/l]                                                | ≤0,01                             | ≤0,01                             | nie ustala się                    | nie ustala się                    | nie ustala się                    |
| Substancje szczególnie szkodliwe dla środowiska wodnego                                          | węglowodory ropopochodne – indeks oleju mineralnego [mg/l]  | ≤0,2                              | ≤0,2                              | nie ustala się                    | nie ustala się                    | nie ustala się                    |

## Wody przybrzeżne
| Wody przybrzeżne od Helu do Mrzeżyna                                                           | Wody przybrzeżne od Helu do Mrzeżyna                        | Wody przybrzeżne od Helu do Mrzeżyna | Wody przybrzeżne od Helu do Mrzeżyna | Wody przybrzeżne od Helu do Mrzeżyna | Wody przybrzeżne od Helu do Mrzeżyna | Wody przybrzeżne od Helu do Mrzeżyna |
| ---------------------------------------------------------------------------------------------- | ----------------------------------------------------------- | ------------------------------------ | ------------------------------------ | ------------------------------------ | ------------------------------------ | ------------------------------------ |
| Element (według RDW)                                                                           | Wskaźnik stosowany w Polsce                                 | Wartość graniczna dla klasy I        | Wartość graniczna dla klasy II       | Wartość graniczna dla klasy III      | Wartość graniczna dla klasy IV       | Wartość graniczna dla klasy V        |
| Elementy biologiczne                                                                           |                                                             |                                      |                                      |                                      |                                      |                                      |
| Fitoplankton                                                                                   | chlorofil a latem [μg/l]                                    | <1,50                                | ≤1,90                                | ≤2,30                                | ≤3,10                                | >3,10                                |
| Makroglony i okrytozalążkowe                                                                   | Wskaźnik SM1                                                | ≥0,95                                | ≥0,80                                | ≥0,57                                | ≥0,20                                | <0,20                                |
| Makrobezkręgowce bentosowe                                                                     | Multimetryczny indeks B                                     | >3,72                                | ≥3,18                                | ≥2,70                                | ≥1,91                                | <1,91                                |
| Elementy hydromorfologiczne                                                                    |                                                             |                                      |                                      |                                      |                                      |                                      |
| Reżim hydrologiczny (przepływ wody słodkiej, kierunek dominujących prądów, ekspozycja na fale) | zmiana odporności ekosystemu [%]                            | ≤5                                   | ≤10                                  | nie ustala się                       | nie ustala się                       | nie ustala się                       |
| Warunki morfologiczne (zmienność głębokości (topografia), struktura ilościowa i podłoże dna)   | zmiana odporności ekosystemu [%]                            | ≤5                                   | ≤10                                  | nie ustala się                       | nie ustala się                       | nie ustala się                       |
| Elementy fizyczno-chemiczne                                                                    |                                                             |                                      |                                      |                                      |                                      |                                      |
| Stan fizyczny – przezroczystość                                                                | widzialność krążka Secchiego latem [m]                      | >5,6                                 | >4,1                                 | nie ustala się                       | nie ustala się                       | nie ustala się                       |
| Warunki tlenowe i zanieczyszczenie organiczne                                                  | tlen rozpuszczony nad dnem latem [mg/l]                     | >6,0                                 | >4,2                                 | nie ustala się                       | nie ustala się                       | nie ustala się                       |
| Warunki tlenowe i zanieczyszczenie organiczne                                                  | OWO latem [mg C/l]                                          | ≤5                                   | ≤10                                  | nie ustala się                       | nie ustala się                       | nie ustala się                       |
| Warunki tlenowe i zanieczyszczenie organiczne                                                  | Nasycenie tlenem (warstwa 0-5 m) [%]                        | 90-110                               | 80-120                               | nie ustala się                       | nie ustala się                       | nie ustala się                       |
| Zasolenie                                                                                      | –                                                           | nie ustala się                       | nie ustala się                       | nie ustala się                       | nie ustala się                       | nie ustala się                       |
| Zakwaszenie                                                                                    | odczyn                                                      | 7,0-8,0                              | 7,0-8,8                              | nie ustala się                       | nie ustala się                       | nie ustala się                       |
| Warunki biogenne                                                                               | azot azotanowy zimą [mg/l]                                  | <0,05                                | <0,08                                | nie ustala się                       | nie ustala się                       | nie ustala się                       |
| Warunki biogenne                                                                               | azot ogólny (całkowity) zimą [mg/l]                         | <0,20                                | <0,30                                | nie ustala się                       | nie ustala się                       | nie ustala się                       |
| Warunki biogenne                                                                               | fosfor fosforanowy zimą [mg/l]                              | <0,010                               | <0,015                               | nie ustala się                       | nie ustala się                       | nie ustala się                       |
| Warunki biogenne                                                                               | fosfor ogólny zimą [mg/l]                                   | <0,020                               | <0,030                               | nie ustala się                       | nie ustala się                       | nie ustala się                       |
| Warunki biogenne                                                                               | azot mineralny (azotanowy, azotynowy i amonowy) zimą [mg/l] | <0,06                                | <0,10                                | nie ustala się                       | nie ustala się                       | nie ustala się                       |
| Substancje szczególnie szkodliwe dla środowiska wodnego                                        | arsen [mg/l]                                                | ≤0,05                                | ≤0,05                                | nie ustala się                       | nie ustala się                       | nie ustala się                       |
| Substancje szczególnie szkodliwe dla środowiska wodnego                                        | chrom sześciowartościowy [mg/l]                             | ≤0,02                                | ≤0,02                                | nie ustala się                       | nie ustala się                       | nie ustala się                       |
| Substancje szczególnie szkodliwe dla środowiska wodnego                                        | cynk [mg/l]                                                 | ≤0,1                                 | ≤0,1                                 | nie ustala się                       | nie ustala się                       | nie ustala się                       |
| Substancje szczególnie szkodliwe dla środowiska wodnego                                        | miedź [mg/l]                                                | ≤0,01                                | ≤0,01                                | nie ustala się                       | nie ustala się                       | nie ustala się                       |
| Substancje szczególnie szkodliwe dla środowiska wodnego                                        | węglowodory ropopochodne – indeks oleju mineralnego [mg/l]  | ≤0,2                                 | ≤0,2                                 | nie ustala się                       | nie ustala się                       | nie ustala się                       |

| Wody przybrzeżne od Mrzeżyna do ujścia Świny                                                   | Wody przybrzeżne od Mrzeżyna do ujścia Świny                | Wody przybrzeżne od Mrzeżyna do ujścia Świny | Wody przybrzeżne od Mrzeżyna do ujścia Świny | Wody przybrzeżne od Mrzeżyna do ujścia Świny | Wody przybrzeżne od Mrzeżyna do ujścia Świny | Wody przybrzeżne od Mrzeżyna do ujścia Świny |
| ---------------------------------------------------------------------------------------------- | ----------------------------------------------------------- | -------------------------------------------- | -------------------------------------------- | -------------------------------------------- | -------------------------------------------- | -------------------------------------------- |
| Element (według RDW)                                                                           | Wskaźnik stosowany w Polsce                                 | Wartość graniczna dla klasy I                | Wartość graniczna dla klasy II               | Wartość graniczna dla klasy III              | Wartość graniczna dla klasy IV               | Wartość graniczna dla klasy V                |
| Elementy biologiczne                                                                           |                                                             |                                              |                                              |                                              |                                              |                                              |
| Fitoplankton                                                                                   | chlorofil a latem [μg/l]                                    | <2,10                                        | ≤3,15                                        | ≤4,20                                        | ≤6,25                                        | >6,25                                        |
| Makroglony i okrytozalążkowe                                                                   | Wskaźnik SM1                                                | ≥0,95                                        | ≥0,80                                        | ≥0,57                                        | ≥0,20                                        | <0,20                                        |
| Makrobezkręgowce bentosowe                                                                     | Multimetryczny indeks B                                     | >3,72                                        | ≥3,18                                        | ≥2,70                                        | ≥1,91                                        | <1,91                                        |
| Elementy hydromorfologiczne                                                                    |                                                             |                                              |                                              |                                              |                                              |                                              |
| Reżim hydrologiczny (przepływ wody słodkiej, kierunek dominujących prądów, ekspozycja na fale) | zmiana odporności ekosystemu [%]                            | ≤5                                           | ≤10                                          | nie ustala się                               | nie ustala się                               | nie ustala się                               |
| Warunki morfologiczne (zmienność głębokości (topografia), struktura ilościowa i podłoże dna)   | zmiana odporności ekosystemu [%]                            | ≤5                                           | ≤10                                          | nie ustala się                               | nie ustala się                               | nie ustala się                               |
| Elementy fizyczno-chemiczne                                                                    |                                                             |                                              |                                              |                                              |                                              |                                              |
| Stan fizyczny – przezroczystość                                                                | widzialność krążka Secchiego latem [m]                      | >6,9                                         | >5,9                                         | nie ustala się                               | nie ustala się                               | nie ustala się                               |
| Warunki tlenowe i zanieczyszczenie organiczne                                                  | tlen rozpuszczony nad dnem latem [mg/l]                     | >6,0                                         | >4,2                                         | nie ustala się                               | nie ustala się                               | nie ustala się                               |
| Warunki tlenowe i zanieczyszczenie organiczne                                                  | OWO latem [mg C/l]                                          | ≤5                                           | ≤10                                          | nie ustala się                               | nie ustala się                               | nie ustala się                               |
| Warunki tlenowe i zanieczyszczenie organiczne                                                  | Nasycenie tlenem (warstwa 0-5 m) [%]                        | 90-110                                       | 80-120                                       | nie ustala się                               | nie ustala się                               | nie ustala się                               |
| Zasolenie                                                                                      | –                                                           | nie ustala się                               | nie ustala się                               | nie ustala się                               | nie ustala się                               | nie ustala się                               |
| Zakwaszenie                                                                                    | odczyn                                                      | 7,0-8,0                                      | 7,0-8,8                                      | nie ustala się                               | nie ustala się                               | nie ustala się                               |
| Warunki biogenne                                                                               | azot azotanowy zimą [mg/l]                                  | <0,10                                        | <0,15                                        | nie ustala się                               | nie ustala się                               | nie ustala się                               |
| Warunki biogenne                                                                               | azot ogólny (całkowity) zimą [mg/l]                         | <0,25                                        | <0,40                                        | nie ustala się                               | nie ustala się                               | nie ustala się                               |
| Warunki biogenne                                                                               | fosfor fosforanowy zimą [mg/l]                              | <0,016                                       | <0,024                                       | nie ustala się                               | nie ustala się                               | nie ustala się                               |
| Warunki biogenne                                                                               | fosfor ogólny zimą [mg/l]                                   | <0,025                                       | <0,038                                       | nie ustala się                               | nie ustala się                               | nie ustala się                               |
| Warunki biogenne                                                                               | azot mineralny (azotanowy, azotynowy i amonowy) zimą [mg/l] | <0,15                                        | <0,23                                        | nie ustala się                               | nie ustala się                               | nie ustala się                               |
| Substancje szczególnie szkodliwe dla środowiska wodnego                                        | arsen [mg/l]                                                | ≤0,05                                        | ≤0,05                                        | nie ustala się                               | nie ustala się                               | nie ustala się                               |
| Substancje szczególnie szkodliwe dla środowiska wodnego                                        | chrom sześciowartościowy [mg/l]                             | ≤0,02                                        | ≤0,02                                        | nie ustala się                               | nie ustala się                               | nie ustala się                               |
| Substancje szczególnie szkodliwe dla środowiska wodnego                                        | cynk [mg/l]                                                 | ≤0,1                                         | ≤0,1                                         | nie ustala się                               | nie ustala się                               | nie ustala się                               |
| Substancje szczególnie szkodliwe dla środowiska wodnego                                        | miedź [mg/l]                                                | ≤0,01                                        | ≤0,01                                        | nie ustala się                               | nie ustala się                               | nie ustala się                               |
| Substancje szczególnie szkodliwe dla środowiska wodnego                                        | węglowodory ropopochodne – indeks oleju mineralnego [mg/l]  | ≤0,2                                         | ≤0,2                                         | nie ustala się                               | nie ustala się                               | nie ustala się                               |